# Liste der Biografien/Mos
Liste der Biografien |
Portal Biografien |
Personensuche
# |
A |
B |
C |
D |
E |
F |
G |
H |
I |
J |
K |
L |
M |
N |
O |
P |
Q |
R |
S |
T |
U |
V |
W |
X |
Y |
Z |
?
 
Ma |
Mb |
Mc |
Md |
Me |
Mf |
Mg |
Mh |
Mi |
Mj |
Mk |
Ml |
Mm |
Mn |
Mo |
Mp |
Mq |
Mr |
Ms |
Mt |
Mu |
Mv |
Mw |
Mx |
My |
Mz
 
Moa |
Mob |
Moc |
Mod |
Moe |
Mof |
Mog |
Moh |
Moi |
Moj |
Mok |
Mol |
Mom |
Mon |
Moo |
Mop |
Moq |
Mor |
Mos |
Mot |
Mou |
Mov |
Mow |
Mox |
Moy |
Moz
Die Liste der Biografien führt alle Personen auf, die in der deutschsprachigen Wikipedia einen Artikel haben. Dieses ist eine Teilliste mit 1187 Einträgen von Personen, deren Namen mit den Buchstaben „Mos“ beginnt.

## Mos
- Mos Def (* 1973), US-amerikanischer Musiker und SchauspielerMos Def (* 1973)

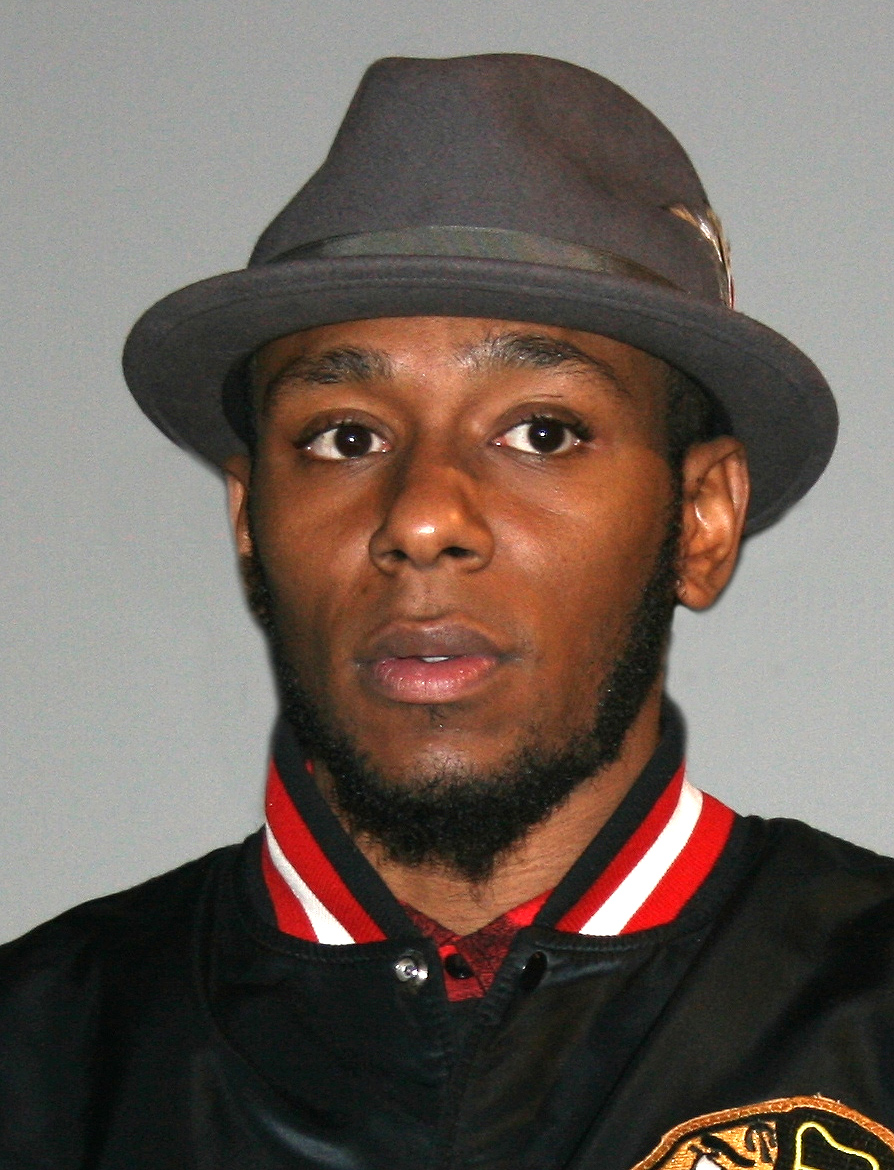
Mos Def (* 1973)

- Mos, Aad de (* 1947), niederländischer Fußballtrainer
- Moș, Diana (* 1972), rumänische Geigerin, Musikwissenschaftlerin und Rektorin
- Moś, Kasia (* 1987), polnische Sängerin

### Mosa
- Mosa, Hass, komorisch-französischer Reggae-Musiker
- Mosa, Marianne, deutsche Schauspielerin, Synchronsprecherin und Hörspielsprecherin
- Mosa, Markus (* 1967), deutscher Manager
- Moša, Stanislav (* 1956), tschechischer Regisseur, Librettist und Theaterleiter
- Mosaad, Omar (* 1988), ägyptischer Squashspieler
- Mosabau, Isaure (* 1994), französisch-kongolesische Handballspielerin
- Mosadegh, Hamed, deutsch-iranischer Nachwuchsregisseur und Autor
- Mosadegh, Reza Sam (* 1982), deutsch-iranischer Regisseur, Drehbuchautor und Serienautor
- Mosadeghi, Arshia (* 2005), iranischer Stabhochspringer
- Mosadeghpour, Masoud (* 1997), iranischer Schachgroßmeister
- Mosadeq, Shekib (* 1982), afghanischer Sänger, Komponist, Dichter, Autor und sozialer Aktivist
- Mosaik (* 1997), deutscher Musiker, Produzent und Songwriter
- Mosailem, Yasser al- (* 1984), saudi-arabischer Fußballspieler
- Mosakhlishvili, Tristani (* 1997), spanischer Judoka
- Mosakowski, Karl-Heinz (* 1929), deutscher Fußballspieler
- Mosaku, Wunmi (* 1986), nigerianisch-britische SchauspielerinWunmi Mosaku (* 1986)

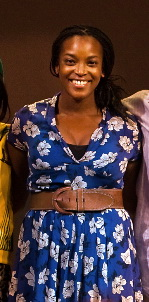
Wunmi Mosaku (* 1986)

- Mosalini, Juan José (1943–2022), argentinisch-französischer Bandoneonist und Komponist
- Mosaljow, Andrei Michailowitsch (* 2003), russischer Eiskunstläufer
- Mosander, Carl Gustav (1797–1858), schwedischer Chemiker und Chirurg
- Mosaner, Amos (* 1995), italienischer Curler
- Mosapp, Hermann (1863–1930), deutscher Theologe, Pfarrer und Oberschulrat
- Mosar, Laurent (* 1958), luxemburgischer Politiker (CSV), Mitglied der Chambre
- Mosar, Nicolas (1927–2004), luxemburgischer Politiker, Mitglied der Chambre, EU-Kommissar
- Mosayebi, Elli (* 1977), Schweizer Architektin

### Mosb
- Mosbach, Gerd (* 1963), deutscher Maler
- Mosbach, Samuel (1584–1649), deutscher Rechtswissenschaftler
- Mosbach, Samuel der Ältere (1556–1603), deutscher Jurist und Kanzler des Kurfürstentums Sachsen
- Mosbach, Walter (1899–1971), deutscher Zahnarzt und Opfer des Nationalsozialismus
- Mosbacher, Alois (* 1954), österreichischer bildender Künstler
- Mosbacher, Andreas (* 1967), deutscher Rechtswissenschaftler und Richter am Bundesgerichtshof
- Mosbacher, Dee (* 1949), US-amerikanische Filmemacherin
- Mosbacher, Eva (1926–1963), deutsch-britische Krankenschwester und NS-Opfer
- Mosbacher, Maria (* 1953), österreichische Politikerin (SPÖ), Mitglied des Bundesrates
- Mosbacher, Peter (1912–1977), deutscher Schauspieler
- Mosbacher, Robert (1927–2010), US-amerikanischer Geschäftsmann und Politiker
- Mosbæk, Rosemarie (* 1996), dänische Schauspielerin
- Mosbakk, Kurt (* 1934), norwegischer Politiker
- Mosbauer, Waldemar (* 1938), polnischer Radrennfahrer und Radsporttrainer
- Mosberg, Bernhard (1874–1944), deutscher Mediziner und Holocaust-Opfer
- Mosberg, Edward (1926–2022), polnisch-amerikanischer Holocaust-Überlebender und -Zeitzeuge
- Mosberg, Gertrud (1903–1945), deutsche Ärztin, Chirurgin und Orthopädin
- Mosberg, Samuel (1896–1967), US-amerikanischer Boxer
- Mosblech, Berndt (1950–2021), deutscher Autor, Poet und Pädagoge
- Mosblech, Manfred (1934–2012), deutscher Film- und Fernsehregisseur
- Mosblech, Volker (1955–2024), deutscher Politiker (CDU), MdL, MdB
- Mosböck, Mario (* 1996), österreichischer Fußball- und Pokerspieler
- Mosbrugger, Friedrich (1804–1830), deutscher Porträt- und Genremaler des Realismus
- Mosbrugger, Volker (* 1953), deutscher Paläontologe und Hochschullehrer
- Mosby, Curtis (1888–1957), US-amerikanischer Musiker, Bandleader und Clubbesitzer
- Mosby, John S. (1833–1916), US-amerikanischer Jurist, Politiker und Oberst im Konföderierten Heer während des Amerikanischen BürgerkriegesJohn S. Mosby (1833–1916)

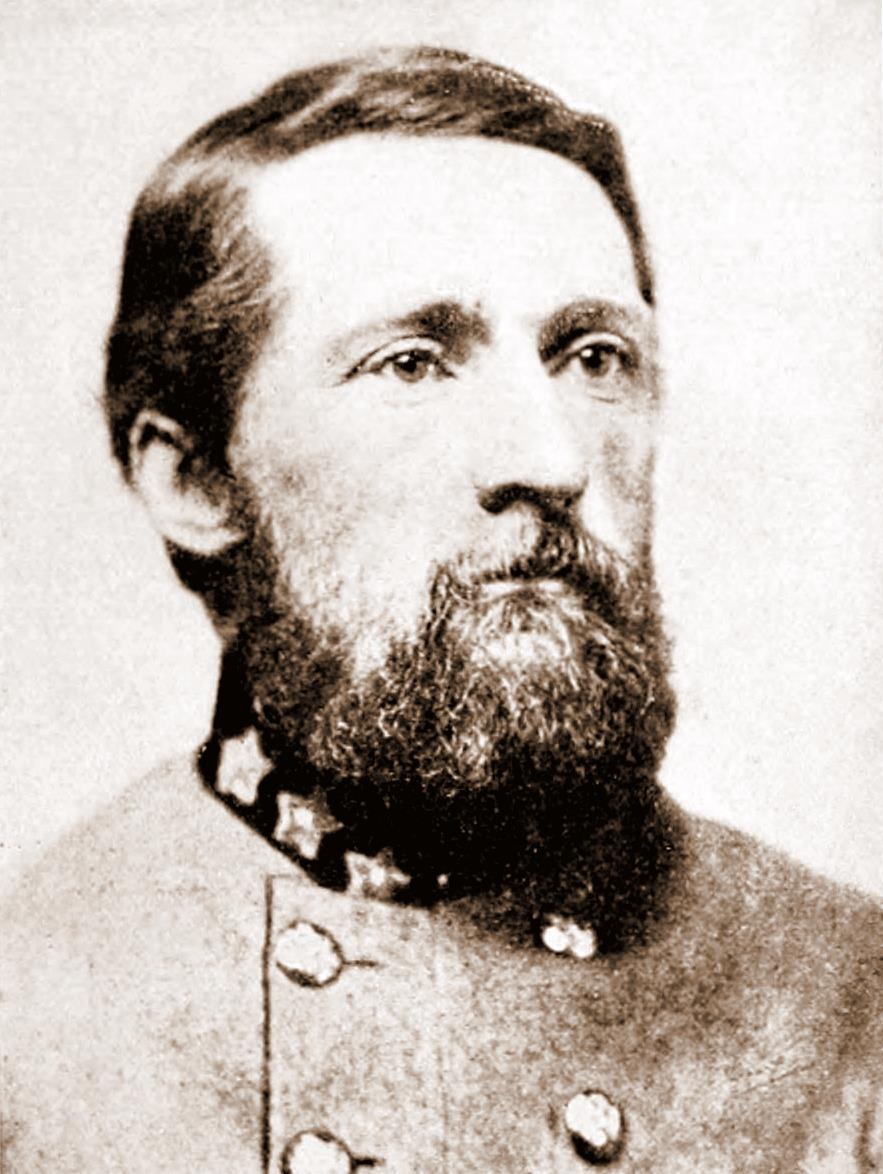
John S. Mosby (1833–1916)

- Mosby, Marilyn (* 1980), US-amerikanische Staatsanwältin
- Mosby, Steve (* 1976), britischer Kriminalschriftsteller

### Mosc
- Mosca Barberis, Paola (* 1977), italienische Skirennläuferin
- Mosca Barzi, Carlo (1720–1790), Autor, Gelehrter
- Mosca Moschini, Rolando (* 1939), italienischer Offizier, Generalstabschef der italienischen Streitkräfte (2001–2004)
- Mosca, Alessia (* 1975), italienische Politikerin
- Mosca, Gaetano (1858–1941), italienischer Rechts- und Politikwissenschaftler und Soziologe, Elitentheoretiker
- Mosca, Giovanni Maria (1493–1574), italienischer Bildhauer und Steinmetz der Renaissance
- Mosca, Giuseppe (1772–1839), italienischer Opernkomponist
- Mosca, Jacopo (* 1993), italienischer Radrennfahrer
- Mosca, John (* 1950), US-amerikanischer Jazzmusiker
- Mosca, Luigi (1775–1824), italienischer Komponist und Gesangslehrer
- Mosca, Michele (* 1971), kanadischer Mathematiker
- Mosca, Ray (1932–2024), US-amerikanischer Jazzmusiker (Schlagzeug)
- Mosca, Sal (1927–2007), US-amerikanischer Jazz-Pianist des Cool Jazz
- Moscardelli, Davide (* 1980), italienischer Fußballspieler
- Moscardelli, Nicola (1894–1943), italienischer Schriftsteller, Journalist und Literaturkritiker
- Moscardo, Jerônimo (* 1940), brasilianischer Diplomat
- Moscardó, José (1878–1956), spanischer General
- Moscariello, Lucas (* 1992), argentinisch-italienischer Handballspieler
- Moscati, Gianfranco (1924–2018), italienischer Sammler von Holocaustdokumenten und Autor
- Moscati, Giuseppe (1880–1927), Heiliger; italienischer Arzt, Wissenschaftler und UniversitätsprofessorGiuseppe Moscati (1880–1927)

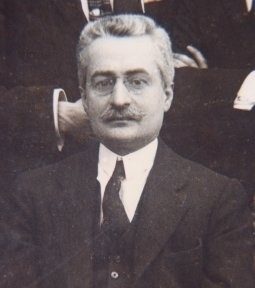
Giuseppe Moscati (1880–1927)

- Moscati, Marco (* 1992), italienischer Fußballspieler
- Moscati, Sabatino (1922–1997), italienischer Sprachwissenschaftler und Archäologe
- Moscatiello, Teresina (* 1975), deutsche Regisseurin und Filmproduzentin
- Moscato, Carmelina (* 1984), kanadische Fußballspielerin
- Moscato, Demetrio (1888–1968), italienischer römisch-katholischer Geistlicher und Erzbischof von Salerno
- Mosch, August Wilhelm von (1735–1815), preußischer Generalmajor und Autor
- Mosch, Carl Friedrich (1784–1859), deutscher Mineraloge, Zeichner und Schriftsteller
- Mosch, Carl Rudolph von (1718–1798), königlich preußischer General-Lieutenant
- Mösch, Casimir (1827–1898), Schweizer Geologe und Paläontologe
- Mosch, Christoph Friedrich von (1733–1821), preußischer Generalleutnant, Kommandant von Wesel
- Mosch, Erich von (1879–1945), deutscher Verwaltungsbeamter
- Mosch, Ernst (1925–1999), deutscher Musiker, Komponist, Arrangeur und Dirigent
- Mosch, Günter (* 1942), deutscher Radsportler
- Mosch, Hans-Christoph von (* 1963), deutscher Klassischer Archäologe, Numismatiker und Antikenhändler
- Mosch, Heinrich von (1930–2014), deutscher Regierungsbeamter
- Mosch, Heinz (1924–1998), deutscher Bauunternehmer und Projektentwickler
- Mosch, Marcel (* 1993), deutscher Fußballspieler
- Mosch, Max von (* 1980), deutscher Jazzmusiker
- Mosch, Maximilian (* 1989), deutscher Fußballspieler
- Mosch, Peter (* 1972), deutscher Gewerkschafter, Gesamtbetriebsratsvorsitzender der Audi AG
- Mösch, Stephan (* 1964), deutscher Musik- und Theaterwissenschaftler und Publizist
- Mosch, Ulrich (* 1955), deutscher Musikwissenschaftler
- Moschaiski, Alexander Fjodorowitsch (1825–1890), russischer Marineoffizier und Luftfahrtpionier
- Moschajew, Alexander Walentinowitsch (* 1958), sowjetischer Degenfechter
- Moschajew, Sergei Alexandrowitsch (* 1988), russischer Freestyle-Skier
- Moschard, Auguste (1817–1900), Schweizer Politiker
- Moschberger, Christoph (* 1985), deutscher Trompeter, Komponist und Arrangeur
- Moschcowitz, Eli (1879–1964), amerikanischer Arzt und Hochschullehrer
- Mosche de Leon († 1305), Kabbalist, ursprünglich Anhänger des Maimonides
- Mosche, Christian Julius Wilhelm (1768–1815), deutscher Pädagoge und Rektor des Katharineums zu Lübeck
- Mosche, Gabriel Christoph Benjamin (1723–1791), deutscher evangelisch-lutherischer Theologe
- Mosche, Wilhelm Heinrich Carl (1796–1856), deutscher Pädagoge und Komponist
- Möschel, Ulrike (* 1972), deutsche Künstlerin
- Möschel, Wernhard (1941–2024), deutscher Rechtswissenschaftler
- Moschel, Wilhelm (1896–1954), deutscher Chemiker
- Moscheles, Charlotte (1805–1889), deutsche Schriftstellerin und Herausgeberin
- Moscheles, Felix (1833–1917), englischer Maler und Schriftsteller
- Moscheles, Ignaz (1794–1870), böhmischer Komponist, Pianist und MusikpädagogeIgnaz Moscheles (1794–1870)

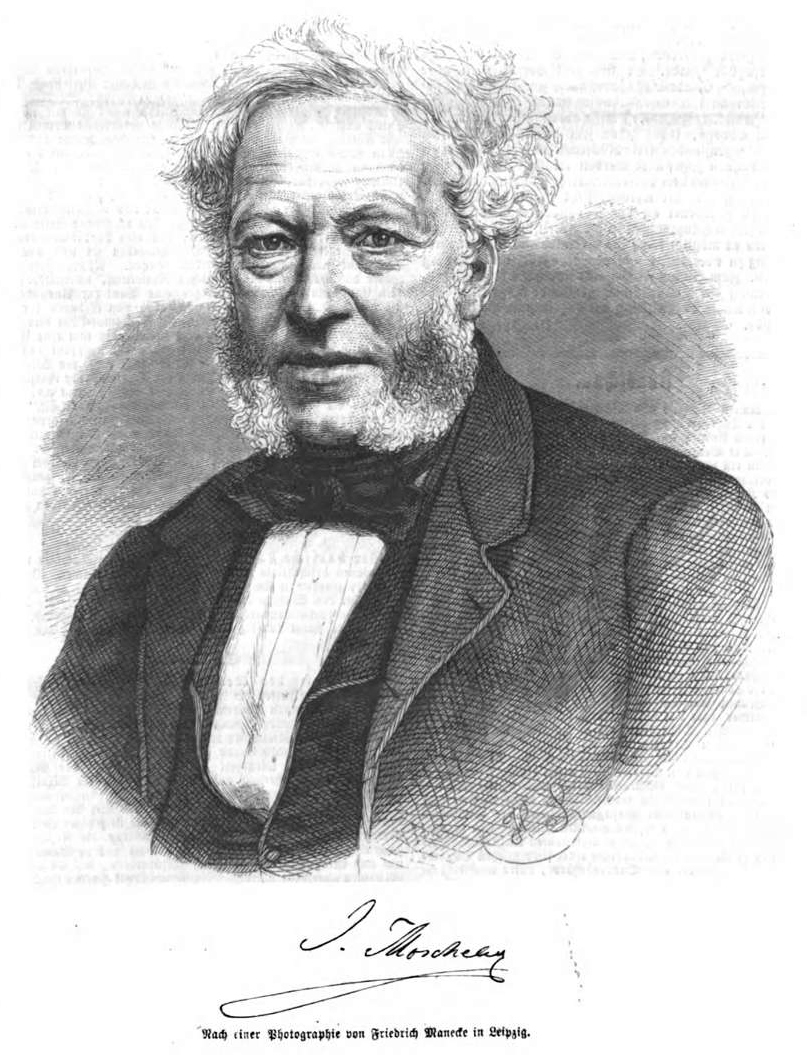
Ignaz Moscheles (1794–1870)

- Moscheles, Margaret (1854–1927), deutsch-britische Malerin
- Moschen Benetti, Ramiro (* 1993), brasilianischer Fußballspieler
- Moschen, Emanuele (* 1987), italienischer Radrennfahrer
- Moschen, Lillian (* 1983), österreichische Journalistin und Fernsehmoderatorin
- Moscher, Jacob van, holländischer Maler
- Moscherosch, Johann Balthasar (1647–1703), deutscher Romanist und Bibliothekar
- Moscherosch, Johann Michael (1601–1669), deutscher Staatsmann, Satiriker und Pädagoge in der Zeit des BarockJohann Michael Moscherosch (1601–1669)

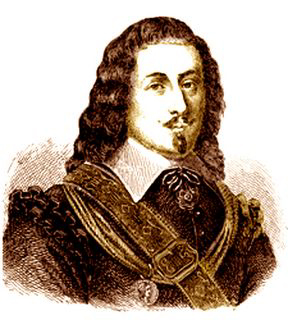
Johann Michael Moscherosch (1601–1669)

- Moscherosch, Quirinus († 1675), deutscher Theologe und Dichter
- Moschetti, Andrea (1865–1943), italienischer Kunsthistoriker
- Moschetti, Matteo (* 1996), italienischer Radrennfahrer
- Moschettini, Marcantonio (* 1972), deutsch-italienischer Schauspieler
- Moschewitina, Irina (* 1985), kasachische Biathletin
- Moschi, Christina (* 2002), griechische Sportschützin
- Moschiaschwili, Anatoli (* 1950), sowjetischer Hürdenläufer
- Moschidas, griechischer Koroplast
- Moschik, Helmut (* 1970), österreichischer Basketballspieler
- Moschik, Ian (* 1996), österreichischer Basketballspieler
- Moschin, Gastone (1929–2017), italienischer Schauspieler
- Mösching, Robert (* 1954), Schweizer Skispringer
- Moschinger, Marcel (* 2004), österreichischer Fußballspieler
- Moschini, Giannantonio (1773–1840), italienischer katholischer Priester und Autor
- Moschini, Silvina (* 1972), argentinische Unternehmerin und Wirtschaftsjournalistin
- Moschino, Franco (1950–1994), italienischer Modedesigner
- Moschino, Riccardo, italienischer Filmregisseur
- Moschinski, Björn (* 1979), deutscher veganer Koch, Autor und Tierrechtsaktivist
- Moschinski-Wald, Andreas (* 1963), deutscher Politiker (CDU)
- Moschion, hellenistischer griechischer Dichter
- Moschiri, Fereydun (1926–2000), persischer Dichter
- Moschitto, Denis (* 1977), deutscher Schauspieler, Drehbuchautor und FilmregisseurDenis Moschitto (* 1977)

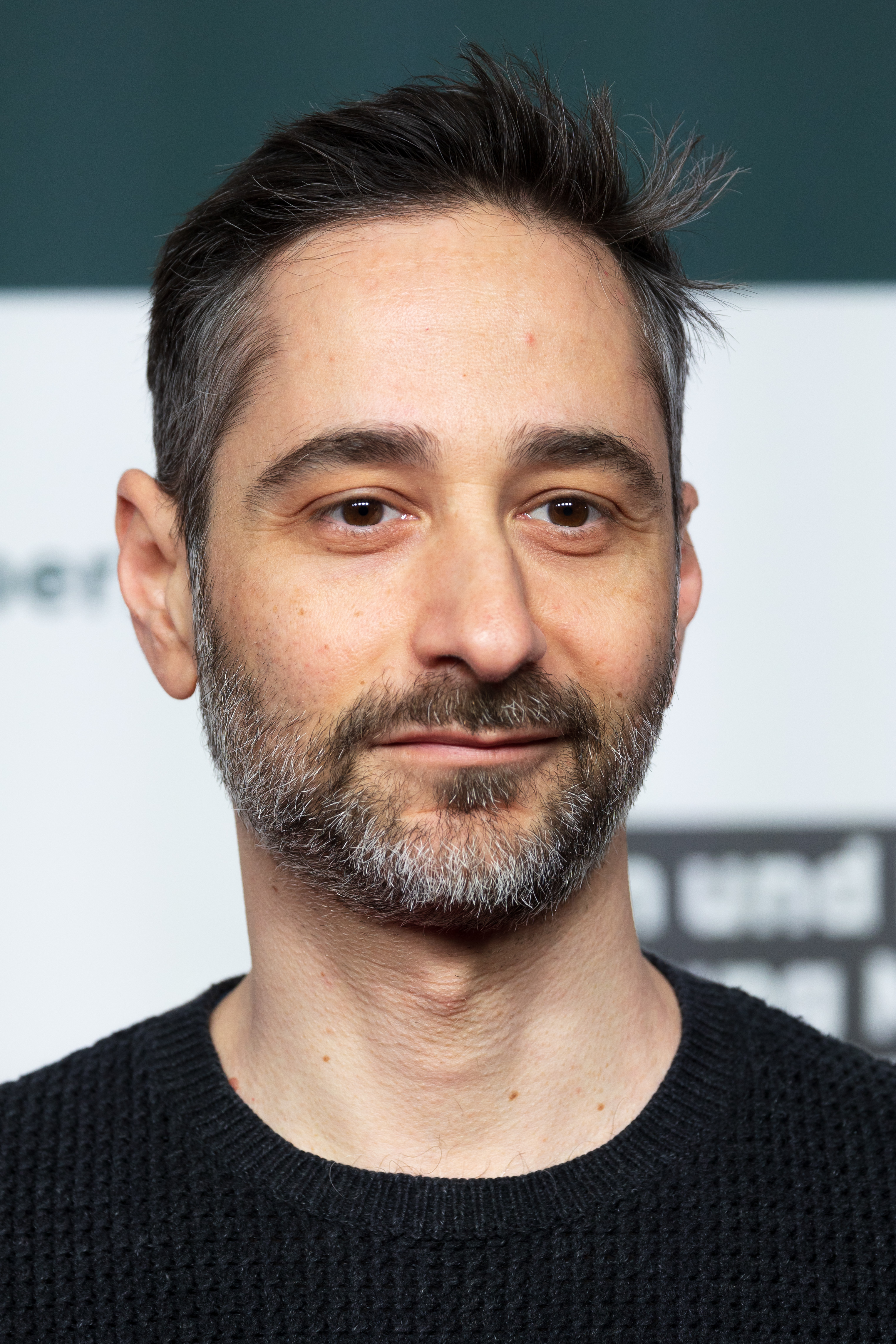
Denis Moschitto (* 1977)

- Moschitz, Ed (* 1968), österreichischer Journalist und Dokumentarfilmer
- Moschitz, Philipp (* 1985), deutscher Schauspieler, Sänger und Regisseur
- Moschkau, Alfred (1848–1912), deutscher Philatelist und Heimatkundler
- Moschkin, Juri (* 1931), sowjetischer Wintersportler
- Moschko, Stefan (* 1960), deutscher Manager und Verbandsfunktionär
- Moschkowa, Jekaterina Jewgenjewna (* 1996), russische Biathletin
- Möschl, Patrick (* 1993), österreichischer Fußballspieler
- Möschler, Albert (* 1864), deutscher Präparator und Entomologe
- Möschler, Heinrich Benno (1831–1888), deutscher Gutsbesitzer, Insektenhändler, Entomologe und sächsischer Landtagsabgeordneter
- Moschna, Franz (1877–1959), österreichischer Politiker (CSP), Landtagsabgeordneter
- Moschner, Ilse († 1960), österreichische Sportstudentin, Mordopfer
- Moschner, Ruth (* 1976), deutsche Fernsehmoderatorin und SchriftstellerinRuth Moschner (* 1976)

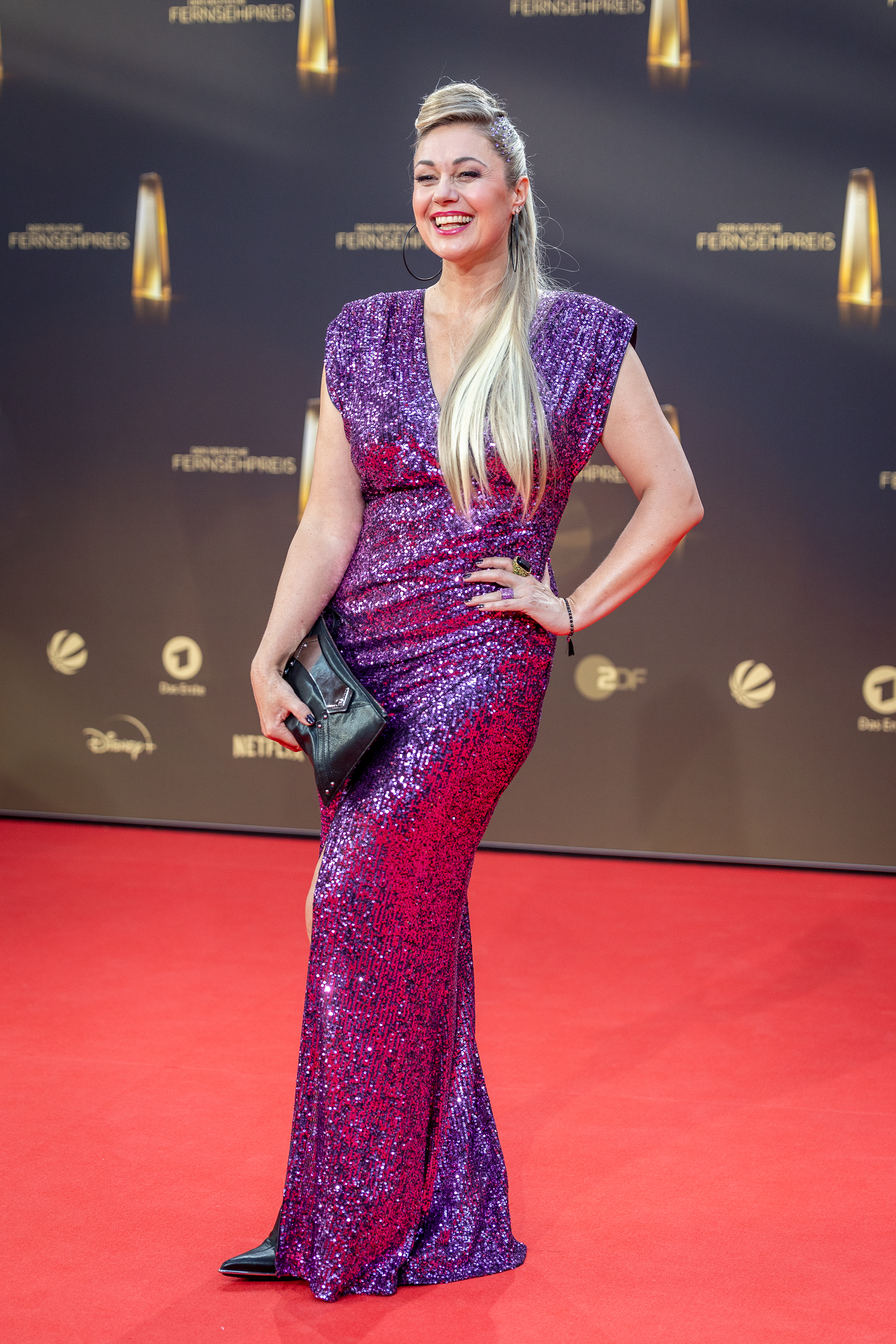
Ruth Moschner (* 1976)

- Moscholiou, Vicky (1943–2005), griechische Sängerin
- Moschopulos, Manuel († 1316), byzantinischer Philologe
- Moschos, griechischer Grammatiker
- Moschos Kallippos, antiker römischer Bildhauer
- Moschos, Dimitrios (* 1964), griechischer Kirchenhistoriker
- Moschos, Johannes, byzantinischer Mönch und Schriftsteller
- Moschou, Xenofon (1858–1939), griechischer evangelischer Pastor und Gemeindegründer
- Moschovakis, Yiannis (* 1938), griechisch-US-amerikanischer Logiker
- Moschovakos, Grigoris (* 1978), griechischer Skilangläufer und Biathlet
- Moschtschanski, Ilja Borissowitsch (* 1969), russischer Militärhistoriker
- Moschtschenko, Sergei Iwanowitsch (* 1954), russischer Kosmonaut, der noch keinen Raumflug absolviert hat
- Moschtschytsch, Jossafat (* 1976), ukrainischer Geistlicher, ukrainisch griechisch-katholischer Bischof von Tscherniwzi
- Moschütz, Friedrich August, deutscher Orgelbauer in der Niederlausitz
- Mosciatti, Giovanni (* 1958), italienischer Geistlicher und römisch-katholischer Bischof von Imola
- Mościcki, Ignacy (1867–1946), polnischer Wissenschaftler und PolitikerIgnacy Mościcki (1867–1946)

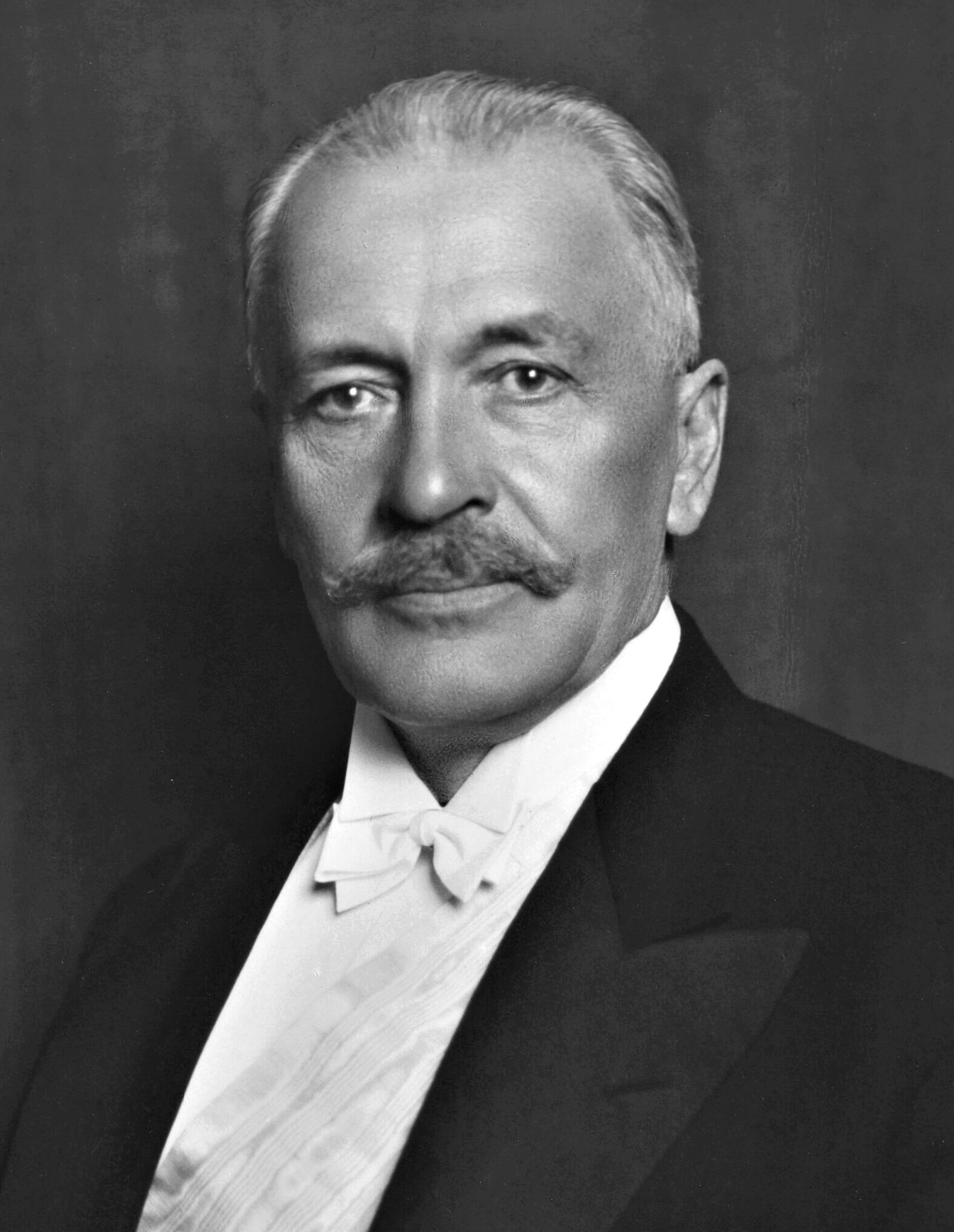
Ignacy Mościcki (1867–1946)

- Moscon, Gianni (* 1994), italienischer Radrennfahrer
- Moscon, Julius (1839–1927), österreichischer Politiker
- Moscona, Myriam (* 1955), mexikanische Dichterin, Journalistin und Übersetzerin
- Moscona, Nicola (1907–1975), amerikanischer Sänger griechischer Herkunft der Stimmlage Bass
- Moscone, Franco (* 1957), italienischer Ordensgeistlicher, römisch-katholischer Erzbischof von Manfredonia-Vieste-San Giovanni Rotondo
- Moscone, George (1929–1978), US-amerikanischer Politiker, Bürgermeister von San Francisco
- Mosconi, Alain (* 1949), französischer Schwimmer
- Mosconi, Paolo (1914–1981), italienischer Erzbischof, Diplomat des Heiligen Stuhls
- Mosconi, Willie (1913–1993), US-amerikanischer Billardspieler
- Moscopol, Jean (1903–1980), rumänischer Sänger der Zwischenkriegszeit
- Moscoso Miranda, José Benedicto (* 1959), guatemaltekischer Geistlicher und römisch-katholischer Bischof von Jalapa
- Moscoso y Sandoval, Baltasar de (1589–1665), spanischer Kardinal der Römisch-katholischen Kirche
- Moscoso, Gustavo (* 1955), chilenisch-mexikanischer Fußballspieler und -trainer
- Moscoso, Luis de (1505–1551), spanischer Conquistador
- Moscoso, Mireya (* 1946), panamaischer Politiker, Präsidentin von Panama
- Moscoso, Philip (* 1972), Schweizer Ökonom und Hochschullehrer
- Moscoso, Victor (* 1936), spanisch-US-amerikanischer Künstler
- Moscouw, Michaela (* 1961), österreichische Foto-, Video- und Installationskünstlerin
- Moscovich, Ivan (1926–2023), israelischer Designer und Entwickler von Puzzles, Spielen, Spielzeugen und Lernhilfen
- Moscovich, Raanan (* 1986), israelischer Eishockeyspieler
- Moscovici, Constantin (* 1962), moldauischer Panflötist
- Moscovici, Henri (* 1944), rumänischer Mathematiker
- Moscovici, Marie (1932–2015), französische Soziologin und Psychoanalytikerin
- Moscovici, Pierre (* 1957), französischer Politiker (PS), Mitglied der Nationalversammlung, MdEPPierre Moscovici (* 1957)

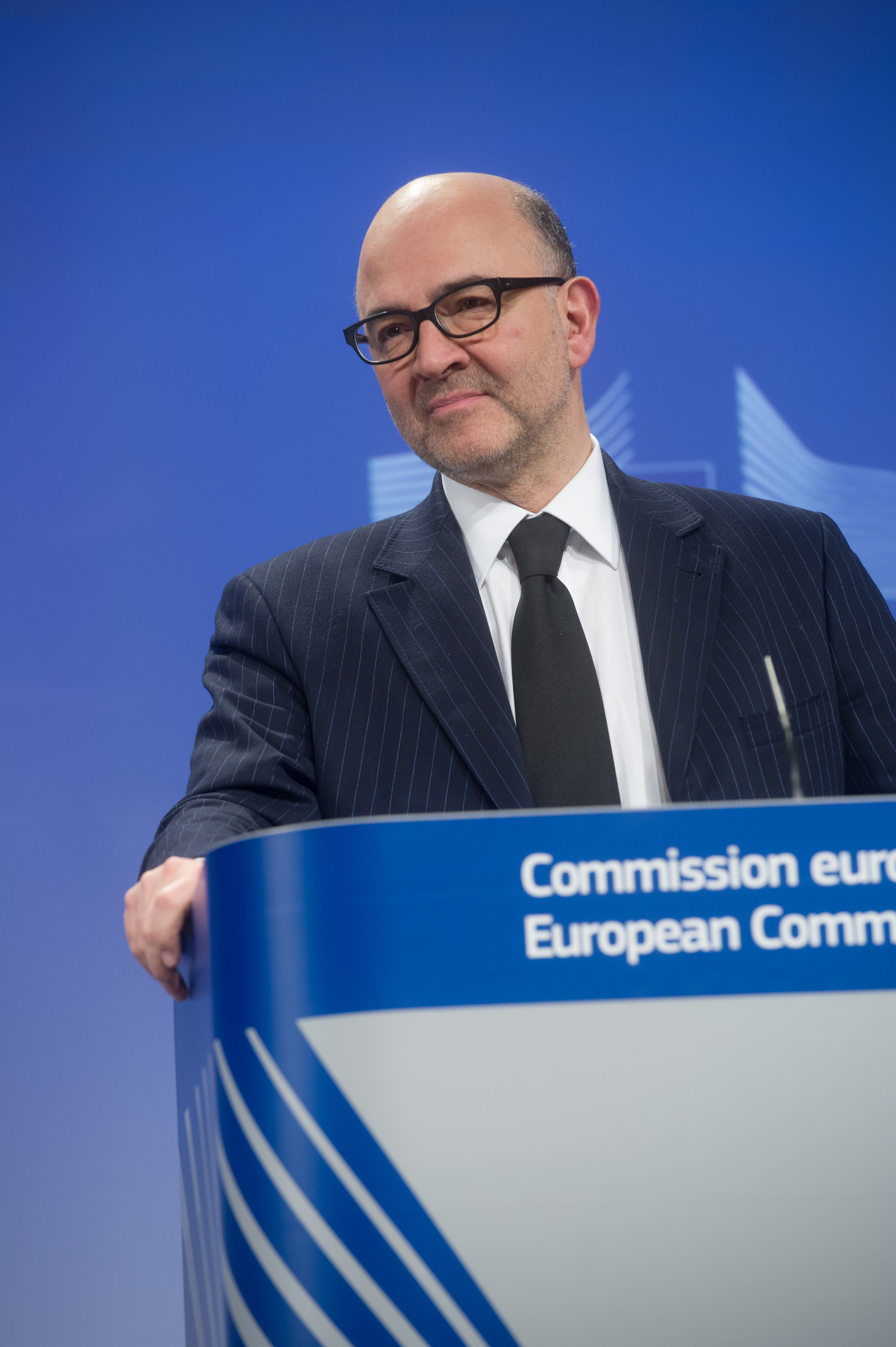
Pierre Moscovici (* 1957)

- Moscovici, Serge (1925–2014), französischer Sozialpsychologe
- Moscovini, Carlo (1919–1986), italienischer Drehbuchautor und Filmregisseur
- Moscovis, Eduardo (* 1968), brasilianischer Schauspieler
- Moscovitch, Dylan (* 1984), kanadischer Eiskunstläufer
- Moscovitch, Maurice (1871–1940), russisch-amerikanischer Schauspieler
- Moscow, David (* 1974), US-amerikanischer Schauspieler

### Mosd
- Mosdal, Søren Glosimodt (* 1972), dänischer Comiczeichner und Illustrator
- Mosdell, Ken (1922–2006), kanadischer Eishockeyspieler
- Mosdóczi, Evelin (* 1994), ungarische Fußballspielerin
- Mosdorf, Jan (1904–1943), polnischer Nationalist und Katholik
- Mosdorf, Siegmar (* 1952), deutscher Politiker (SPD), MdB
- Mosdorfer, Franz (1840–1905), österreichischer Politiker sowie Beamter

### Mose
- Mose, Schreiber des Schatzhauses des Ptah
- Mose, Zentralfigur im PentateuchMose

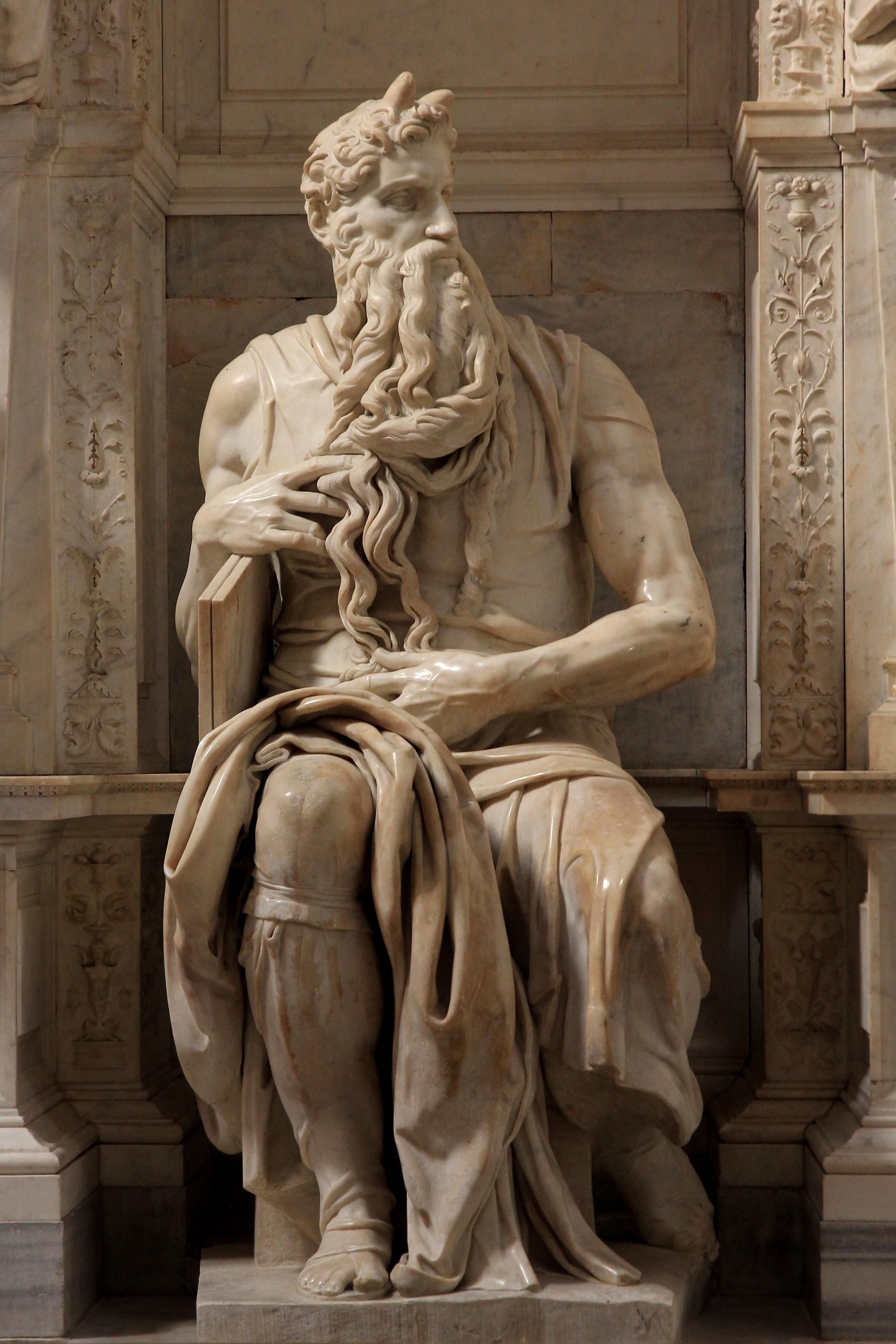
Mose

- Mose ben Isaak Münz, jüdischer Gelehrter und Rabbiner
- Mose ben Josua von Narbonne, jüdischer Gelehrter
- Mose ha-Kohen de Tordesillas, kastilischer jüdischer Gelehrter
- Mose Rieti (1388–1460), römischer Rabbiner, Dichter und Arzt
- Møse, Erik (* 1950), norwegischer Richter, Präsident des Internationalen Strafgerichtshofes für Ruanda
- Mose, Ingo (* 1957), deutscher Geograph und Hochschullehrer
- Mose, Jehuda Ben, jüdischer Übersetzer, Leibarzt und Astronom am Hofe Alfons des Weisen von Kastilien-León
- Möse, Josef Richard (1920–2011), österreichischer Mediziner
- Mose, Joseph Eduard (1825–1898), deutscher Architekt
- Mose, Josepha (1860–1943), deutsche Schriftstellerin
- Mose, Karlheinz (1927–2016), deutscher Journalist, Autor und Fernsehkritiker
- Mose, Moses Kouni (* 1962), salomonischer Diplomat

#### Moseb
- Mosebach, Bernd (* 1966), deutscher Fernsehjournalist
- Mosebach, Herbert (1882–1954), deutscher Jurist und Kommunalpolitiker
- Mosebach, Karl-Oskar (1919–2006), deutscher Biochemiker
- Mosebach, Karsten (* 1969), deutscher Fotograf
- Mosebach, Martin (* 1951), deutscher SchriftstellerMartin Mosebach (* 1951)

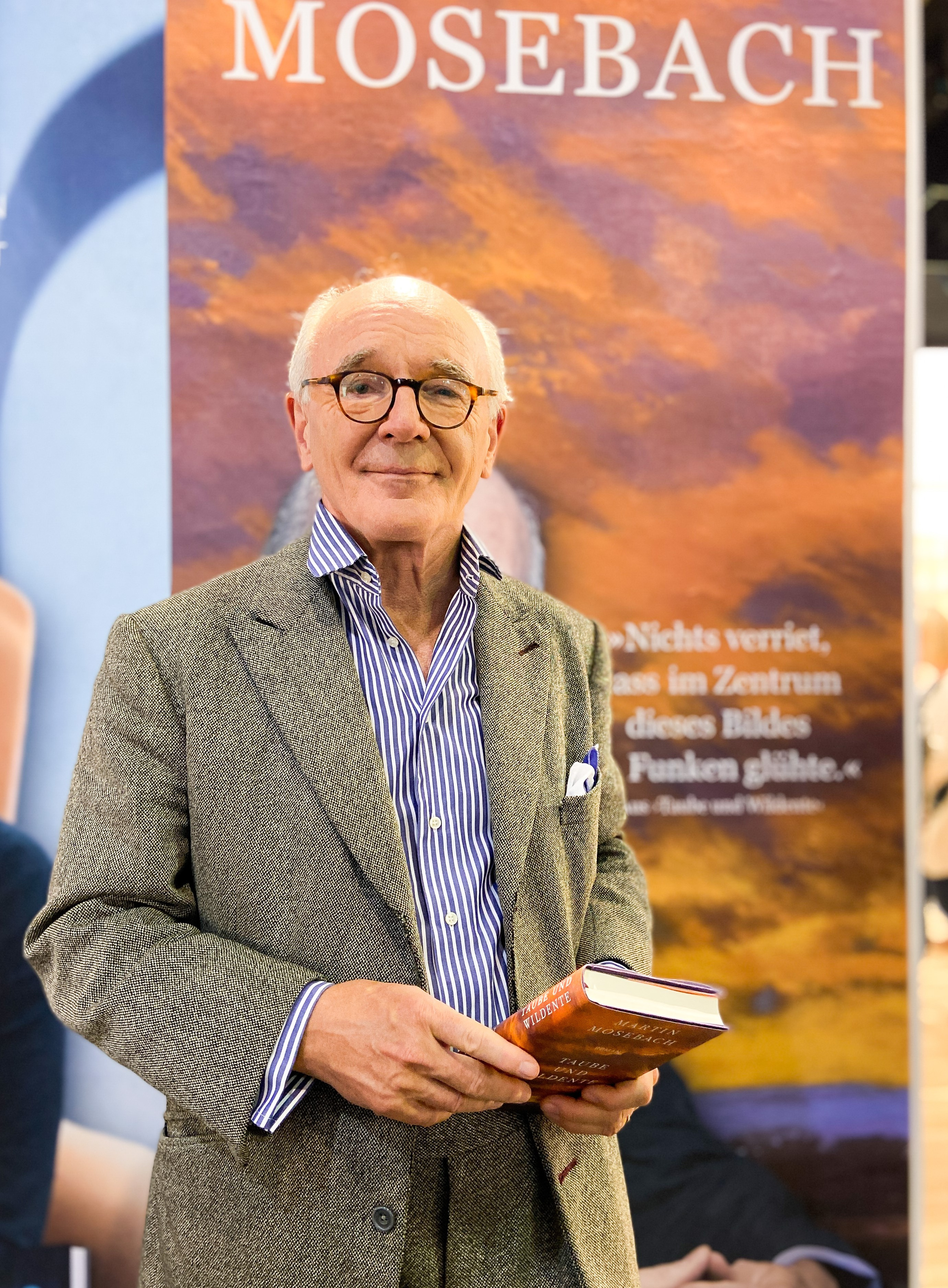
Martin Mosebach (* 1951)

- Mosebach, Philipp Ludwig Ernst (1770–1799), deutscher Jäger und Lehrmeister des Räubers Schinderhannes
- Moseby, Elene (* 1978), norwegische Fußballspielerin
- Moseby, Håvard (* 1999), norwegischer Skilangläufer

#### Moseg
- Mosegaard, Anna (1881–1954), deutsche Politikerin und Schriftstellerin
- Mosegui, Carmen (* 1966), uruguayische Leichtathletin

#### Moseh
- Moseholm, Erik (1930–2012), dänischer Musiker

#### Mosek
- Moseke, Carol (* 1945), US-amerikanische Diskuswerferin
- Moseki, Oganeditse (* 1979), botswanischer Leichtathlet

#### Mosel
- Mosel, Christian Friedrich von der (1779–1858), deutscher Gutsbesitzer, Politiker und Verwaltungsbeamter
- Mosel, Felix von der (1822–1902), preußischer Landrat des Kreises Heinsberg und Oberregierungsrat
- Mosel, Friedrich Wilhelm von der (1709–1777), preußischer General
- Mosel, Hans von der (1898–1969), deutscher Offizier, zuletzt Generalmajor im Zweiten Weltkrieg
- Mosel, Ignaz Franz von (1772–1844), österreichischer Komponist und Musikschriftsteller
- Mosel, Katharina von (1789–1832), österreichische Pianistin, Organistin, Komponistin und Schriftstellerin
- Mosel, Konrad Heinrich von der (1664–1733), preußischer General, Gouverneur von Wesel
- Mosel, Lena (* 1987), deutsche Journalistin und Fernsehmoderatorin
- Mosel, Tad (1922–2008), US-amerikanischer Dramatiker und Drehbuchautor
- Mosel, Ulrich (* 1943), deutscher theoretischer Physiker
- Mosel, Ulrike (* 1946), deutsche Sprachwissenschaftlerin und Hochschullehrerin
- Moseley Braun, Carol (* 1947), US-amerikanische Politikerin (Demokratische Partei)
- Moseley, Bill (* 1951), US-amerikanischer SchauspielerBill Moseley (* 1951)

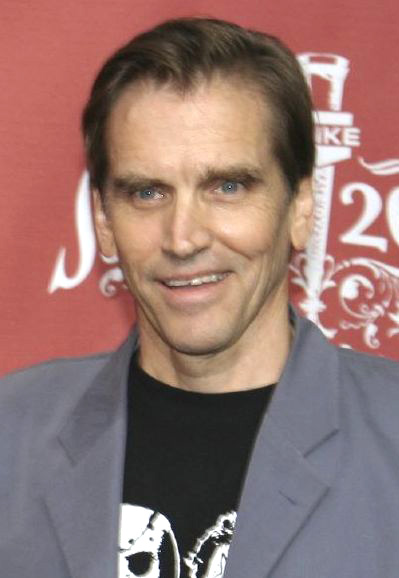
Bill Moseley (* 1951)

- Moseley, Christopher (* 1950), britischer Finnougrist
- Moseley, Dustin (* 1981), US-amerikanischer Baseballspieler
- Moseley, Emmanuel (* 1996), US-amerikanischer American-Football-Spieler
- Moseley, François, US-amerikanischer Jazzmusiker
- Moseley, George Van Horn (1874–1960), US-amerikanischer Offizier, Generalmajor der US-Army
- Moseley, Graham (* 1953), englischer Fußballspieler
- Moseley, Henry (1801–1872), britischer Ingenieur, Astronom und anglikanischer Geistlicher
- Moseley, Henry (1887–1915), britischer Chemiker
- Moseley, Henry Nottidge (1844–1891), britischer Anatom, Zoologe und Botaniker
- Moseley, Jonathan O. (1762–1838), US-amerikanischer Politiker
- Moseley, Jonny (* 1975), US-amerikanischer Freestyle-Skisportler
- Moseley, Mark (* 1948), US-amerikanischer American-Football-Spieler
- Moseley, Moses J. (* 1990), US-amerikanischer Schauspieler und Model
- Moseley, Ryan (* 1982), österreichischer Leichtathlet
- Moseley, Stephanie (1984–2014), kanadische Tänzerin und Schauspielerin
- Moseley, Stuart (* 1977), britischer Autorennfahrer
- Moseley, T. Michael (* 1949), US-amerikanischer Pilot, General, Stabschef der US-Luftwaffe
- Moseley, Tracy (* 1979), britische Mountainbikerin
- Moseley, William (* 1987), britischer FilmschauspielerWilliam Moseley (* 1987)

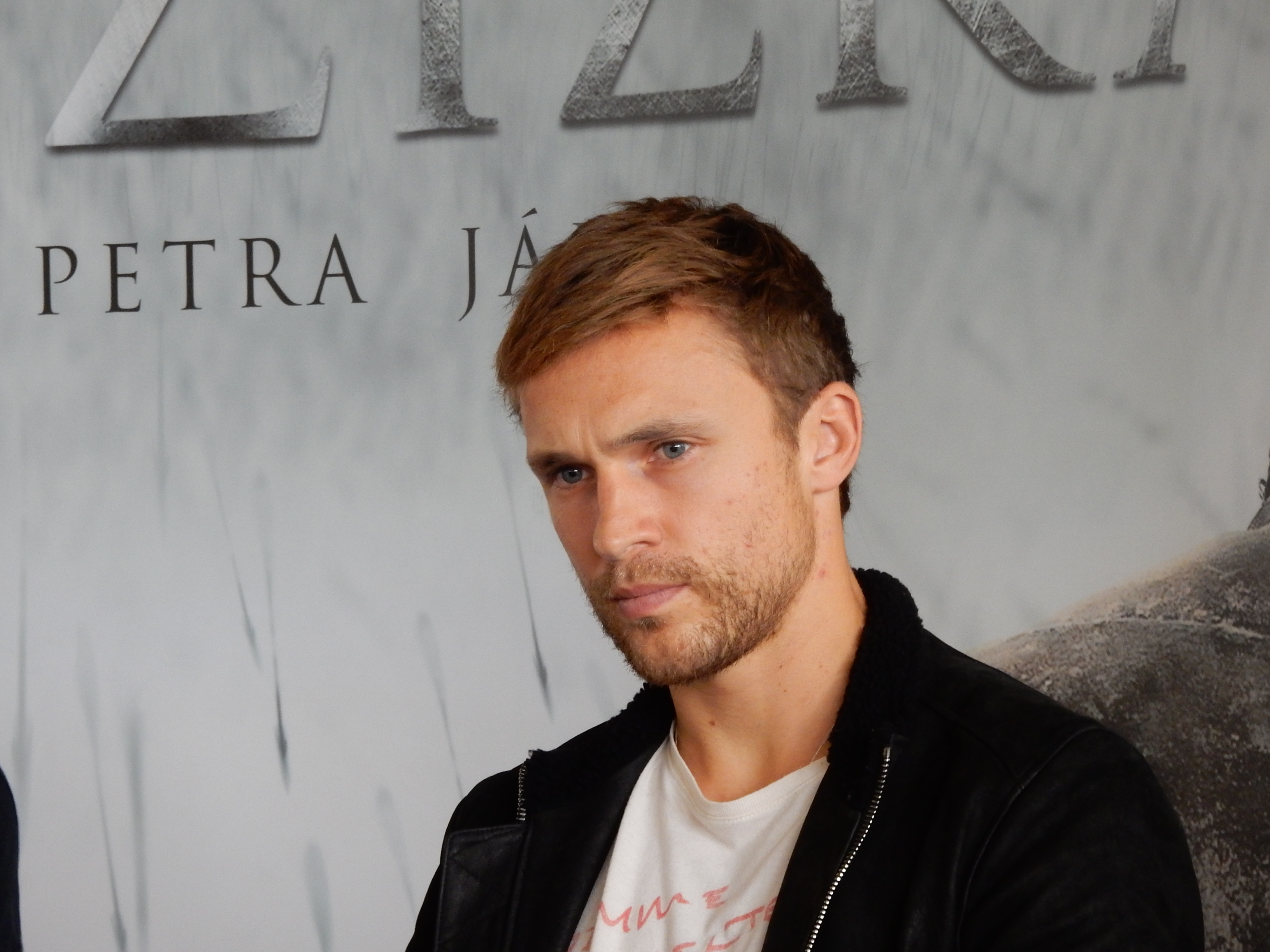
William Moseley (* 1987)

- Moseley, William A. (1798–1873), US-amerikanischer Politiker
- Moseley, William Dunn (1795–1863), US-amerikanischer Politiker
- Mosellanus, Petrus (1493–1524), deutscher Humanist, Philologe und römisch-katholischer Theologe
- Moselly, Émile (1870–1918), französischer Schriftsteller

#### Mosen
- Mosen, Erwin (1932–2016), deutscher Steinbildhauer
- Mosen, Julius (1803–1867), deutscher Dichter und Schriftsteller
- Mosen, Reinhard (1843–1907), deutscher Bibliothekar
- Mösenbichler, Johann (* 1959), deutsch-österreichischer Dirigent, Musiker und Universitätslehrer
- Mosendane, Malaika Berenth (* 2000), dänische Schauspielerin
- Möseneder, Karl (* 1949), österreichischer Kunsthistoriker
- Moseneke, Dikgang (* 1947), südafrikanischer Jurist, stellvertretender Präsident des Verfassungsgerichts der Republik Südafrika (2005–2016)
- Mosengeil, Friedrich (1773–1839), deutscher Stenograf
- Mosengeil, Julius (1800–1883), deutscher Kabinettsrat und Offizier
- Mosengeil, Karl von (1840–1900), deutscher Mediziner und Hochschullehrer
- Mosengeil, Kurd von (1884–1906), deutscher Physiker
- Mosengel, Adolf (1837–1885), deutscher Landschaftsmaler
- Mosengel, Johann Josua (1663–1731), deutscher Orgelbauer
- Mosengo, Kimpale (* 1963), kongolesischer Radrennfahrer
- Mösenlechner, Regine (* 1961), deutsche SkirennläuferinRegine Mösenlechner (* 1961)

Regine Mösenlechner (* 1961)

- Mosenthal, Salomon Hermann (1821–1877), deutscher Dramatiker und Librettist
- Mosenu (* 1993), deutscher Rapper

#### Moser

##### Moser V
- Moser von Ebreichsdorf, Karl Leopold Friedrich (1688–1770), niederösterreichischer Landuntermarschall
- Moser von Ebreichsdorf, Karl Leopold Joachim Daniel (1744–1823), österreichischer Land-Untermarschall in Niederösterreich
- Moser von Filseck und Weilerberg, Balthasar (1525–1595), Geschäftsmann, Bürgermeister von Göppingen, herzoglicher Kammermeister
- Moser von Filseck, Rudolf (1840–1909), württembergischer Finanzbeamter und Gesandter

##### Moser, A – Moser, W

###### Moser, A
- Moser, Adolf (1860–1948), Fotograf
- Möser, Albert (1835–1900), deutscher Schriftsteller und Lehrer
- Moser, Albert (1878–1960), Orgelbauer
- Moser, Albrecht (* 1945), Schweizer Waffen- und Langstreckenläufer
- Moser, Aldo (1934–2020), italienischer Radrennfahrer
- Moser, Alex (* 1979), österreichischer Hair Stylist
- Moser, Alexander (1879–1958), russischer Chemiker
- Moser, Alfred (1879–1953), Schweizer Lokomotivführer und Fachbuchautor
- Moser, Allika Inkeri (* 2008), estnische Stabhochspringerin
- Moser, Alois (1930–2013), österreichisch-kanadischer Skisportler
- Moser, Amalia, griechische Sprachwissenschaftlerin
- Moser, Amélie (1839–1925), Schweizer Sozialpolitikerin sowie Vorkämpferin für Volksgesundheit und Volksbildung
- Moser, Ana (* 1968), brasilianische Volleyballspielerin
- Moser, Andreas († 1806), bayerischer Schriftsteller und Pädagoge
- Moser, Andreas (1859–1925), deutscher Musikpädagoge und -wissenschaftler
- Moser, Andreas (* 1956), Schweizer Biologe, Fernsehmoderator und Tierfilmer
- Moser, Angelica (* 1997), Schweizer StabhochspringerinAngelica Moser (* 1997)

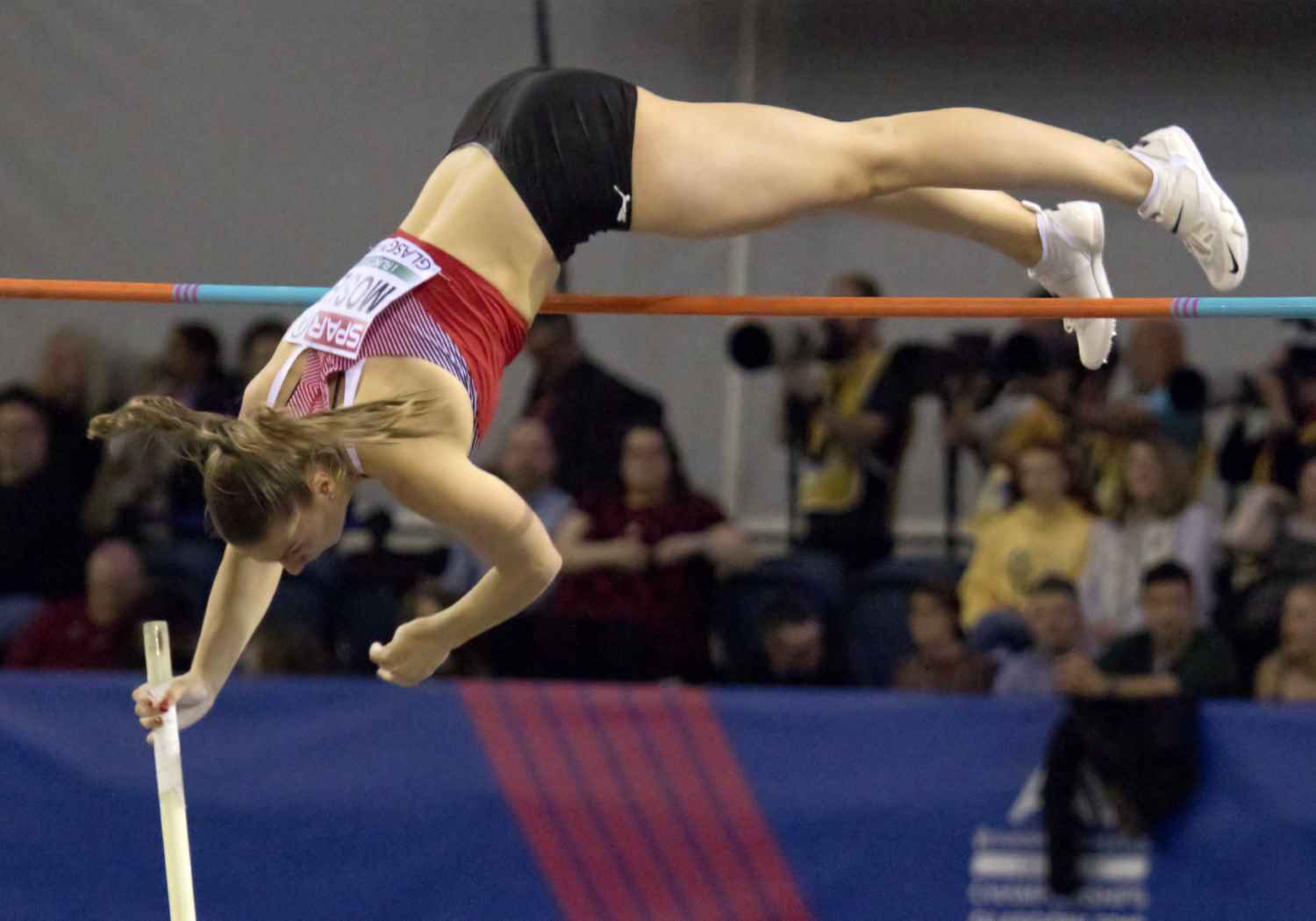
Angelica Moser (* 1997)

- Moser, Anita (* 1969), Schweizer Schuh- und Modedesignerin
- Moser, Annemarie (* 1941), österreichische Schriftstellerin
- Moser, Arthur (1880–1957), Schweizer Politiker (FDP) und Architekt
- Moser, August Friedrich († 1810), deutscher Bildhauer und Stuckateur

###### Moser, B
- Moser, Barbara (* 1970), österreichische Konzertpianistin
- Moser, Benjamin (* 1976), US-amerikanischer Autor, Übersetzer und Literaturkritiker
- Moser, Benjamin (* 1981), deutscher Pianist
- Moser, Benjamin (* 1997), österreichischer Skilangläufer
- Moser, Benjamin (* 2001), deutscher Basketballspieler
- Moser, Bernd (* 1944), deutscher Politiker (SPD), Oberbürgermeister von Kitzingen
- Moser, Branka (* 1951), kroatische Kunstmalerin, Bildhauerin und Restauratorin
- Moser, Brigitte Martha (1945–2024), Schweizer Schmuckdesignerin

###### Moser, C
- Moser, Carl (1867–1959), Schweizer Politiker
- Moser, Carl (1873–1961), Schweizer Jurist sowie Rechtshistoriker
- Moser, Carl (1873–1939), italienischer Maler und Grafiker
- Moser, Carmen (* 1995), deutsche Handballspielerin
- Moser, Cathy (* 1951), Schweizer Fussballspielerin
- Moser, Charles Allen (* 1952), US-amerikanischer Physiologe und Sexologe
- Moser, Christian (1861–1935), Schweizer Versicherungsmathematiker
- Moser, Christian (* 1963), deutscher Komparatist
- Moser, Christian (1966–2013), deutscher Cartoonist und Comiczeichner
- Moser, Christian (* 1972), österreichischer Skispringer
- Moser, Christian (* 1977), bayerischer Kommunalpolitiker (CSU)Christian Moser (* 1977)

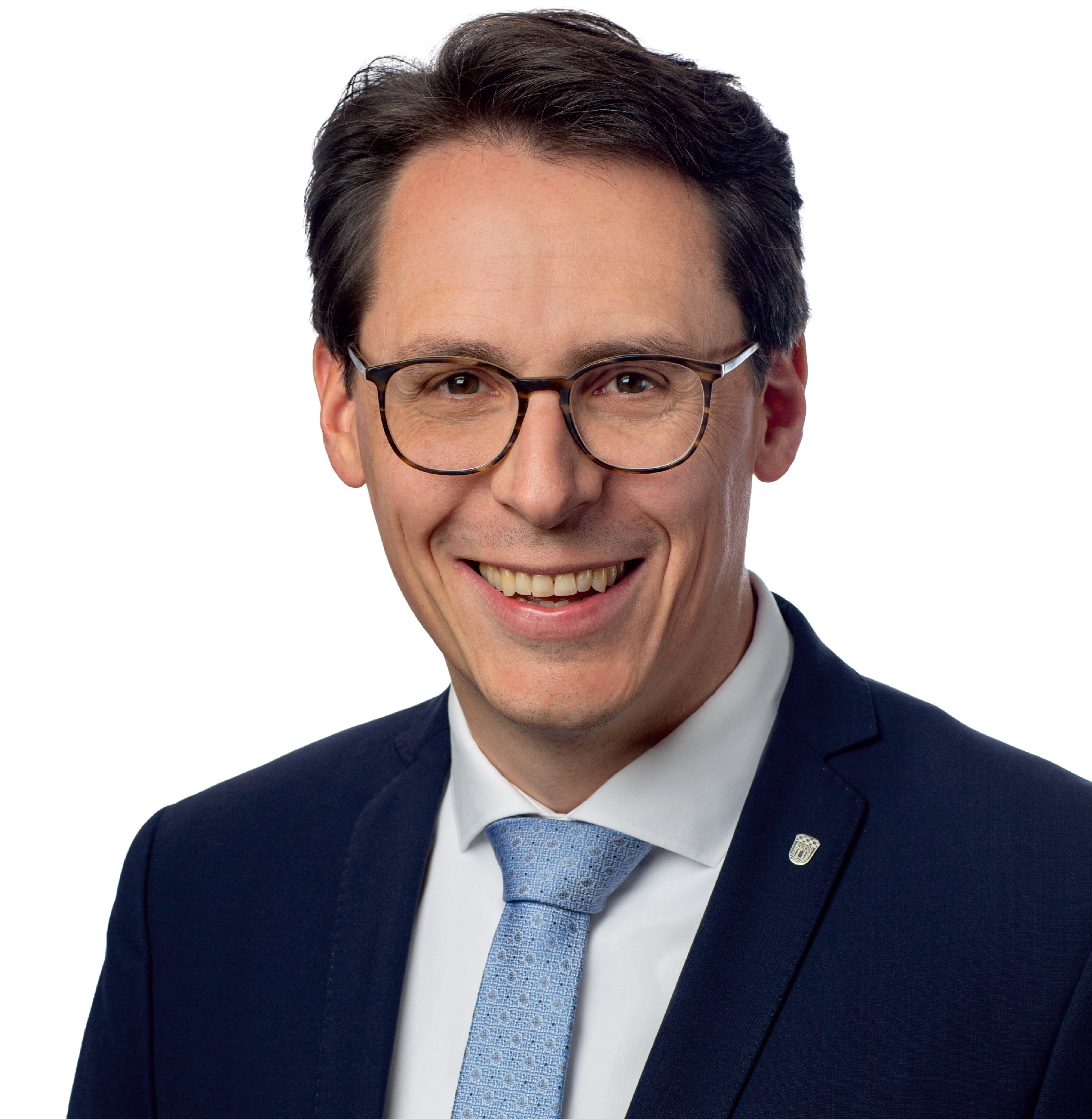
Christian Moser (* 1977)

- Moser, Christian (* 1980), deutscher Crosslauf-Sommerbiathlet
- Moser, Christian (* 1984), Schweizer Eishockeyspieler
- Moser, Christian (* 1989), deutscher Jurist und Politiker (CSU)
- Moser, Christian Gottlob von (1799–1886), deutscher evangelischer Theologe
- Moser, Christina (* 1960), deutsche Hockeyspielerin
- Moser, Christof (* 1964), österreichischer Pianist und Komponist und Musikpädagoge
- Moser, Christof (* 1979), Schweizer Journalist und Unternehmer
- Moser, Claudia, deutsche Verlegerin und Philosophin
- Moser, Claus Adolf (1922–2015), britischer Statistiker
- Moser, Clemens (1806–1875), österreichischer Ordensgeistlicher, Benediktiner-Abt und Politiker, Landtagsabgeordneter
- Moser, Clemens (1885–1956), preußischer Politiker

###### Moser, D
- Moser, Daniel (1570–1639), Bürgermeister von Wien
- Moser, Daniel Martin, Schweizer Biologe
- Moser, Daniel Oliver (* 1982), österreichischer Komponist
- Moser, Diane (1957–2020), US-amerikanische Jazzmusikerin (Piano, Komposition)
- Moser, Dietz-Rüdiger (1939–2010), deutscher Volkskundler, Literaturhistoriker und Musikwissenschaftler

###### Moser, E
- Moser, Eberhard (1926–1988), deutscher Ingenieur und Agrarwissenschaftler insbesondere Landtechnik der Intensivkulturen
- Moser, Edda (* 1938), deutsche Opernsängerin (Sopran) und HochschullehrerinEdda Moser (* 1938)

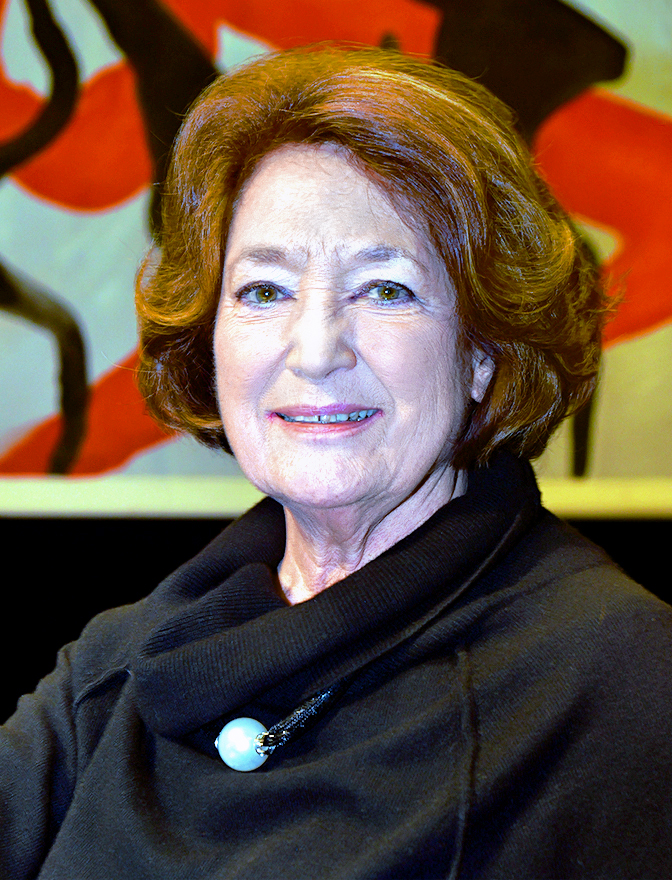
Edda Moser (* 1938)

- Moser, Editha (1883–1969), österreichische Grafikerin
- Moser, Eduard (1915–1987), österreichischer Lehrer und Politiker (ÖVP), Landtagsabgeordneter, Abgeordneter zum Nationalrat
- Moser, Eduard Otto (1818–1879), deutscher Konditor und Unternehmer in der Süßwaren-Industrie
- Moser, Edvard (* 1962), norwegischer Neurowissenschaftler
- Moser, Emil (1826–1916), österreichischer Maler
- Moser, Emil (1837–1913), Schweizer Politiker (Radikale Partei) und Unternehmer
- Moser, Enzo (1940–2008), italienischer Radrennfahrer
- Moser, Erich (* 1930), österreichischer Architekt
- Moser, Erich (* 1948), österreichischer Politiker (SPÖ), Mitglied des Bundesrates
- Moser, Ernst (1863–1927), deutscher Schriftsteller, Journalist, Verleger, hauptberuflich jedoch Buchhändler
- Moser, Ernst (* 1979), österreichischer Triathlet
- Moser, Ernst Christian (1815–1867), österreichischer Genre- und Porträtmaler
- Moser, Erwin (1954–2017), österreichischer Kinder- und Jugendbuchautor
- Moser, Eva (* 1957), deutsche Historikerin
- Moser, Eva (1982–2019), österreichische Schachspielerin

###### Moser, F
- Moser, Fanny (1872–1953), Schweizer Zoologin und Parapsychologin
- Moser, Ferdinand (1827–1901), österreichischer römisch-katholischer Ordenspriester, Propst von St. Florian, und Politiker
- Moser, Ferdinand (1859–1930), deutscher Grafiker und Designer, Kunstgewerbeschul-Lehrer bzw. -Direktor
- Moser, Francesco (* 1951), italienischer RadrennfahrerFrancesco Moser (* 1951)

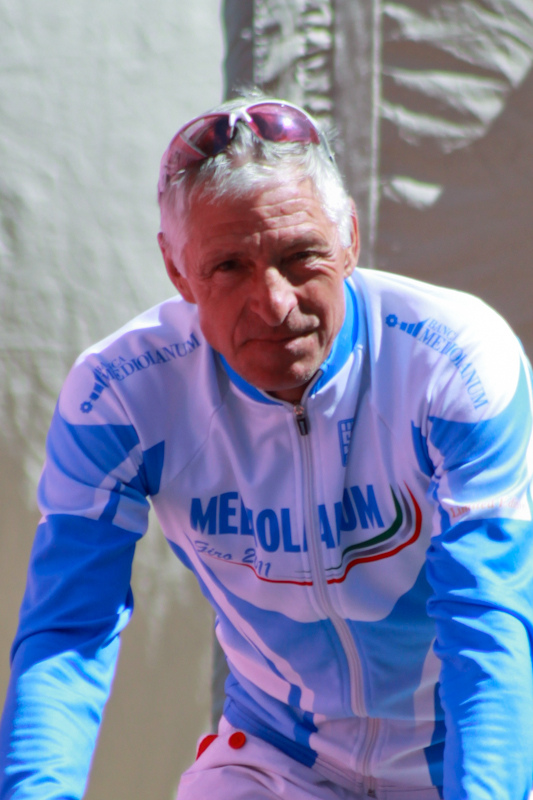
Francesco Moser (* 1951)

- Moser, Frank (* 1976), deutscher Tennisspieler
- Moser, Franz (1901–1975), österreichischer Landwirt und Politiker (ÖVP), Abgeordneter zum Nationalrat
- Moser, Franz Joseph (1880–1939), österreichischer Musiker und Komponist
- Moser, Franziska (* 1989), deutsche Skispringerin
- Moser, Friedhelm (1954–1999), deutscher Gymnasiallehrer und Schriftsteller
- Moser, Friedrich (1877–1964), Schweizer Architekt
- Moser, Friedrich (1926–2023), österreichischer Architekt, Stadtplaner, Maler und Hochschullehrer
- Moser, Friedrich (* 1969), österreichischer Filmemacher
- Moser, Friedrich Karl von (1723–1798), deutscher Politiker und Staatswissenschaftler
- Moser, Fritz (1901–1978), österreichischer Eisschnellläufer und Ruderer
- Moser, Fritz (1908–1988), deutscher Bibliothekar
- Moser, Fritz (1908–1985), Schweizer Jurist, Bankmanager und Politiker (BGB)
- Möser, Fritz (1932–2013), deutscher Linolschnittkünstler

###### Moser, G
- Moser, Gabriela (1954–2019), österreichische Lehrerin und Politikerin (Grüne), Abgeordnete zum Nationalrat
- Moser, Georg (1923–1988), katholischer Bischof von Rottenburg-Stuttgart
- Moser, Georg Heinrich (1780–1858), deutscher Klassischer Philologe und Gymnasialrektor
- Moser, George Michael (1706–1783), Schweizer Goldschmied, Emailleur und Medailleur
- Moser, Gerald M. (1915–2005), deutsch-amerikanischer Romanist, Lusitanist und Afrikanist
- Moser, Gerhard (* 1962), österreichischer Hörfunkjournalist und Literaturkritiker
- Moser, Giorgio (1923–2004), italienischer Dokumentarfilmer, Filmregisseur und Drehbuchautor
- Moser, Günter (* 1940), deutscher Politiker (SPD), MdL
- Moser, Günter (* 1944), deutscher Verleger und Fotograf
- Moser, Gustav von (1825–1903), deutscher Schriftsteller und Lustspieldichter
- Moser, Guy L. (1886–1961), US-amerikanischer Politiker

###### Moser, H
- Moser, Hans (1880–1964), österreichischer VolksschauspielerHans Moser (1880–1964)

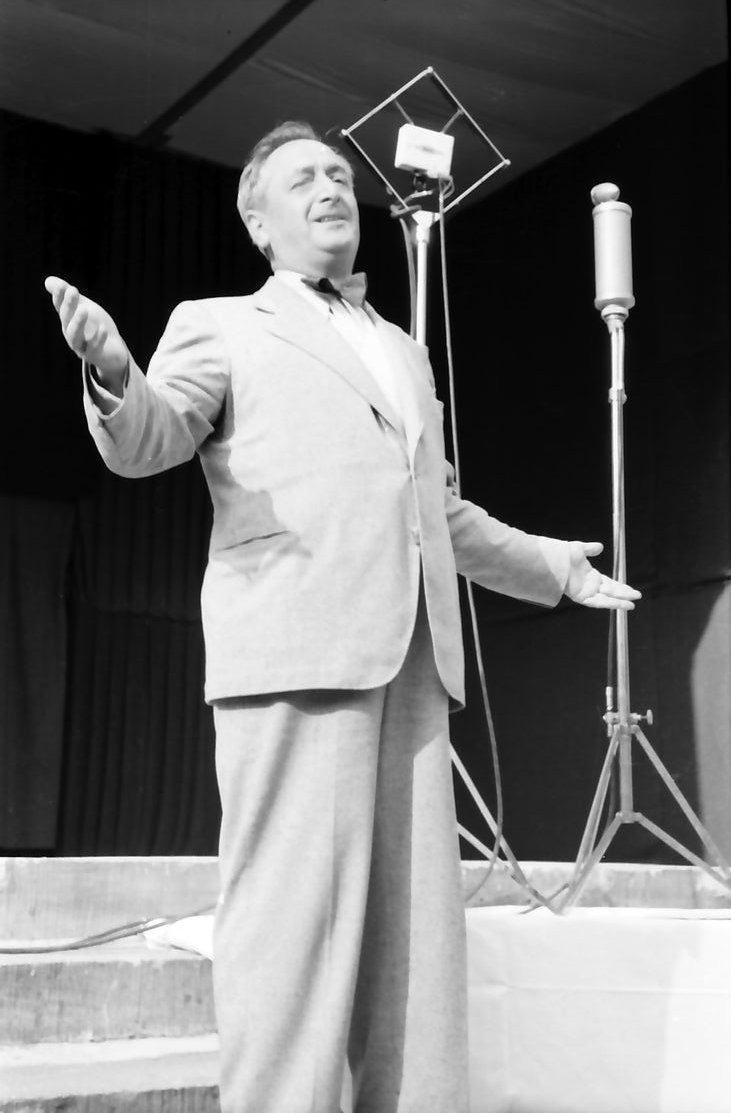
Hans Moser (1880–1964)

- Moser, Hans (1895–1963), österreichischer Landwirt und Politiker
- Moser, Hans (1900–1988), deutscher Apotheker, Lebensmittelchemiker und Politiker (CDU), MdL
- Moser, Hans (1901–1974), Schweizer Dressurreiter
- Möser, Hans (1906–1948), deutscher Schutzhaftlagerführer im KZ Dora-Mittelbau
- Moser, Hans (1907–1994), deutscher SS-Führer
- Moser, Hans (1922–2012), Schweizer Cartoonist und Autor
- Moser, Hans (1926–2008), deutscher Tierzuchtbeamter und Hochschullehrer
- Moser, Hans, rumänischer Handballspieler und -trainer
- Moser, Hans (* 1939), österreichischer Germanist
- Moser, Hans (1944–2016), deutscher Regisseur, Produzent pornografischer Filme, Fotograf und Herausgeber pornografischer Magazine
- Moser, Hans (* 1951), Schweizer Politiker (FDP, EVP, EDU)
- Moser, Hans Albrecht (1882–1978), Schweizer Schriftsteller
- Moser, Hans Heinz (1936–2017), Schweizer Schauspieler
- Moser, Hans Helmut (* 1948), österreichischer Militär und Politiker (FPÖ, LIF), Abgeordneter zum Nationalrat
- Moser, Hans Joachim (1889–1967), deutscher Musikwissenschaftler
- Moser, Hans Olaf (1928–1982), deutscher Schauspieler
- Moser, Hans Werner (* 1965), deutscher Fußballspieler und -trainer
- Moser, Heide (1943–2009), deutsche Pädagogin und Politikerin (SPD), MdL
- Moser, Heinrich (1805–1874), Schweizer IndustriellerHeinrich Moser (1805–1874)

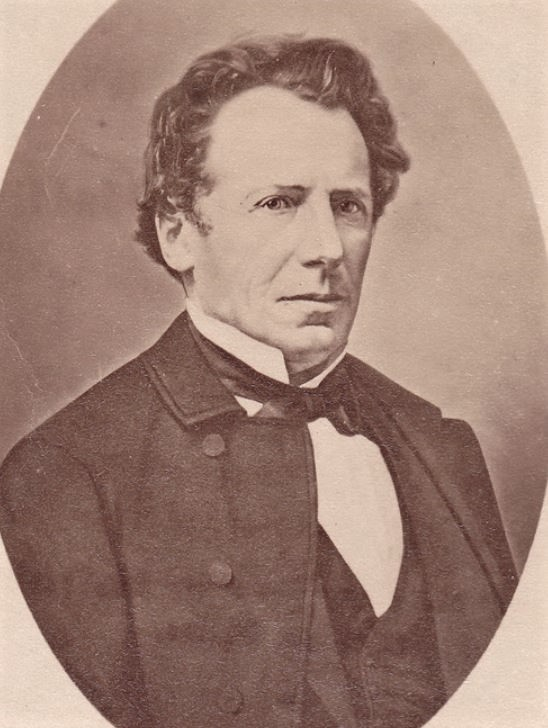
Heinrich Moser (1805–1874)

- Möser, Heinz (1926–1976), deutscher Verwaltungsbeamter und Universitätsprofessor
- Moser, Helga (* 1944), österreichische Politikerin (FPÖ) und Landtagsabgeordnete, Mitglied des Bundesrates
- Moser, Henri (1844–1923), Schweizer Forschungsreisender, Kaufmann, Kunstsammler und Mäzen
- Moser, Henri (* 1987), Schweizer Automobilrennfahrer
- Moser, Herbert (* 1947), deutscher Politiker (SPD), MdL
- Moser, Hermann (1935–2021), deutscher Künstler
- Moser, Hilário (* 1931), brasilianischer Ordensgeistlicher und emeritierter römisch-katholischer Bischof von Tubarão
- Moser, Hilmar (1880–1968), deutscher Generalleutnant des Heeres und SS-Gruppenführer
- Moser, Hugo (1909–1989), deutscher Philologe und Germanist

###### Moser, I
- Moser, Ingrid (* 1944), österreichische Managerin und Beraterin

###### Moser, J
- Moser, Jacob (1839–1922), Textilkaufmann, Zionist, Philanthrop
- Moser, Jacqueline (* 1965), Schweizer Schriftstellerin
- Moser, James (1852–1908), deutsch-österreichischer Physiker
- Möser, Janik (* 1995), deutscher Eishockeyspieler
- Moser, Janis (* 2000), Schweizer EishockeyspielerJanis Moser (* 2000)

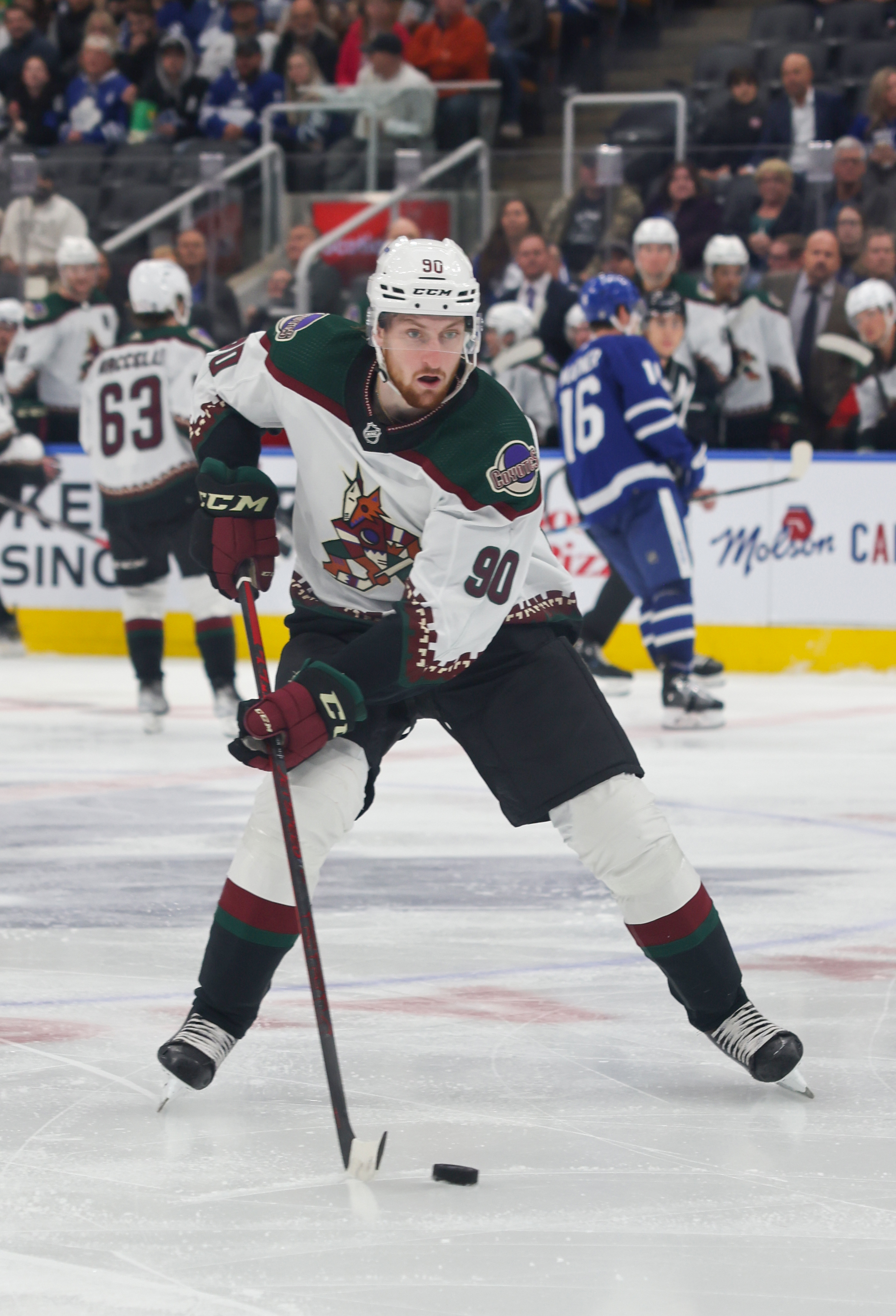
Janis Moser (* 2000)

- Moser, János (* 1989), Schweizer Schriftsteller
- Moser, Jean (* 1993), brasilianischer Fußballspieler
- Moser, Jewgeni Wjatscheslawowitsch (* 1993), russischer Eishockeyspieler
- Moser, Joachim, österreichischer Opern-, Operetten- und Musicalsänger (Tenor)
- Moser, Johann (* 1954), österreichischer Unternehmer und Politiker (SPÖ), Abgeordneter zum Nationalrat
- Moser, Johann Baptist (1799–1863), österreichischer Volkssänger
- Moser, Johann Christoph (1819–1911), Schweizer Politiker
- Moser, Johann Friedrich (1771–1846), deutscher Architekt und preußischer Baubeamter
- Moser, Johann Georg, deutscher Bildhauer und Stuckateur
- Moser, Johann Georg (1761–1818), deutscher Architekt und Baumeister
- Moser, Johann Jacob (1701–1785), württembergischer Staatsrechtslehrer
- Moser, Johann Rudolf (1827–1911), Schweizer Kaufmann und Politiker
- Moser, Johannes (1839–1900), Schweizer Politiker
- Moser, Johannes (1855–1912), Pfarrer und Volkskundler
- Moser, Johannes (* 1979), deutscher Cellist und HochschullehrerJohannes Moser (* 1979)

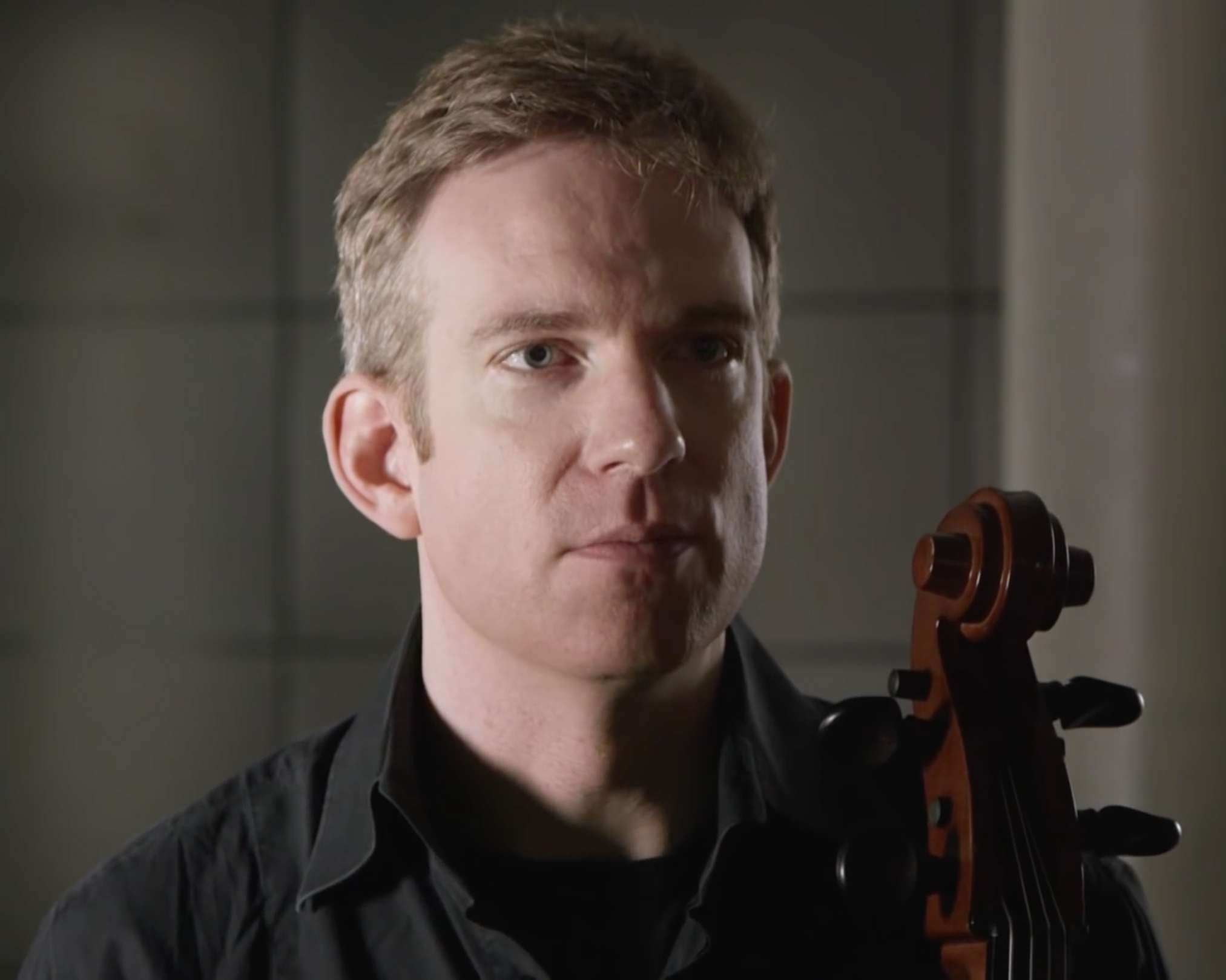
Johannes Moser (* 1979)

- Moser, Johannes (* 2008), österreichischer Fußballspieler
- Moser, Jonny (1925–2011), österreichischer Historiker und Widerstandskämpfer
- Moser, Josef (1779–1836), österreichischer Apotheker und Pionier der Gasbeleuchtung
- Moser, Josef (1812–1893), österreichischer Arzt und Schriftsteller
- Moser, Josef (1861–1944), österreichischer Priester und Entomologe
- Moser, Josef (1870–1952), österreichischer römisch-katholischer Geistlicher, Politiker und Abgeordneter zum Bundesrat
- Moser, Josef (1872–1963), deutscher Architekt
- Moser, Josef (1917–1944), österreichischer Radrennfahrer
- Moser, Josef (1918–1993), österreichischer Zeitungsverleger
- Moser, Josef (1919–2003), österreichischer Politiker (SPÖ), Abgeordneter zum Nationalrat
- Moser, Josef (* 1955), österreichischer Verwaltungsjurist und Politiker, ehemaliger Präsident des Rechnungshofes
- Moser, Julius (1805–1879), deutscher Porträt-, Historien- und Genremaler
- Moser, Julius (1832–1916), deutscher Bildhauer
- Moser, Julius (1882–1970), deutscher Unternehmer, Ehrenpräsident der Industrie- und Handelskammer sowie Ehrenbürger der Stadt Pforzheim
- Moser, Jürgen (1928–1999), deutsch-amerikanisch-schweizerischer Mathematiker
- Moser, Jürgen (* 1949), deutscher Klavierlehrer, Musiker, Komponist und Autor
- Möser, Justus (1720–1794), deutscher Schriftsteller und PolitikerJustus Möser (1720–1794)

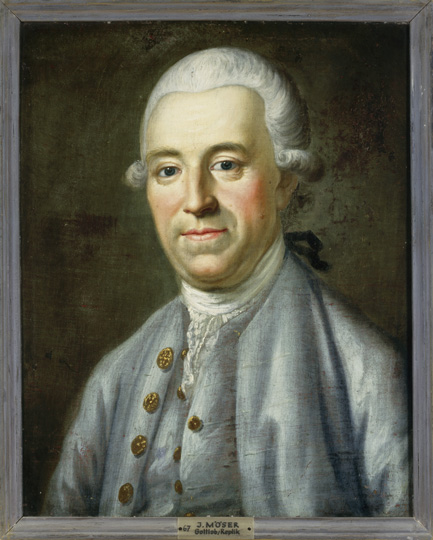
Justus Möser (1720–1794)

###### Moser, K
- Moser, Ka (1937–2023), Schweizer Künstlerin
- Moser, Kai (* 1944), deutscher Cellist
- Moser, Karl (1860–1936), Schweizer Architekt und Hochschullehrer
- Moser, Karl (1914–1991), österreichischer katholischer Priester, Weihbischof in der Erzdiözese Wien
- Moser, Karl (* 1953), österreichischer Landwirt und Politiker (ÖVP), Landtagsabgeordneter
- Moser, Karl Vinzenz (1818–1882), österreichischer Maler
- Moser, Kilian (* 1988), Schweizer Radrennfahrer
- Moser, Klaus (* 1962), deutscher Psychologe
- Moser, Koloman (1868–1918), österreichischer Maler, Grafiker und KunsthandwerkerKoloman Moser (1868–1918)

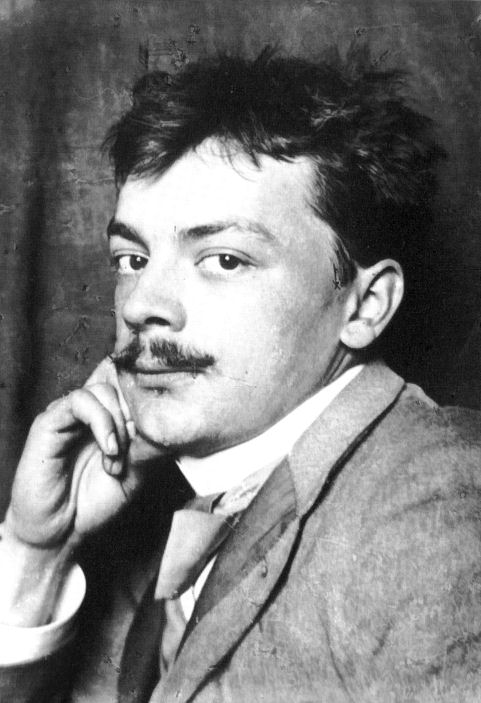
Koloman Moser (1868–1918)

- Moser, Kurt (1895–1982), deutscher Neurologe und Psychiater
- Moser, Kurt (1926–1982), deutscher Maler
- Möser, Kurt (* 1955), deutscher Technikhistoriker und Hochschullehrer

###### Moser, L
- Moser, Lennart (* 1999), deutscher Fußballtorhüter
- Moser, Lenz (1905–1978), österreichischer Weinbauer
- Moser, Leo (1921–1970), kanadischer Mathematiker
- Moser, Leonardo (* 1984), italienischer Radrennfahrer
- Moser, Leonie (1897–1959), Schweizer Röntgenschwester
- Moser, Lida (1920–2014), US-amerikanische Fotografin und Fotojournalistin
- Moser, Lisa-Maria (* 1991), österreichische Tennisspielerin
- Moser, Liselotte (1906–1983), schweizerisch-US-amerikanische Kunstmalerin
- Moser, Ludwig (1442–1510), Schweizer Mönch und Übersetzer
- Moser, Ludwig (1805–1880), deutscher Physiker und Hochschullehrer
- Moser, Ludwig (1833–1916), österreichischer Unternehmer in der Glasindustrie
- Moser, Ludwig Karl (1845–1918), österreichischer Lehrer und Höhlenforscher
- Moser, Lukas, deutscher Maler

###### Moser, M
- Moser, Manfred (* 1956), österreichischer Politiker (SPÖ)
- Moser, Manfred (* 1958), liechtensteinischer Fußballspieler
- Moser, Mara (* 1992), Schweizer Politikerin (SP)
- Moser, Maria (* 1948), österreichische Malerin
- Moser, Maria Anna (1758–1838), österreichische Malerin
- Moser, Maria Katharina (* 1974), österreichische Geistliche, Direktor der Diakonie Österreich
- Moser, Marijke (* 1946), Schweizer Mittel- und Langstreckenläuferin
- Moser, Markus (* 1969), österreichischer Skibobfahrer
- Moser, Markus (* 1970), österreichischer Künstler
- Moser, Martina (* 1986), Schweizer FussballspielerinMartina Moser (* 1986)

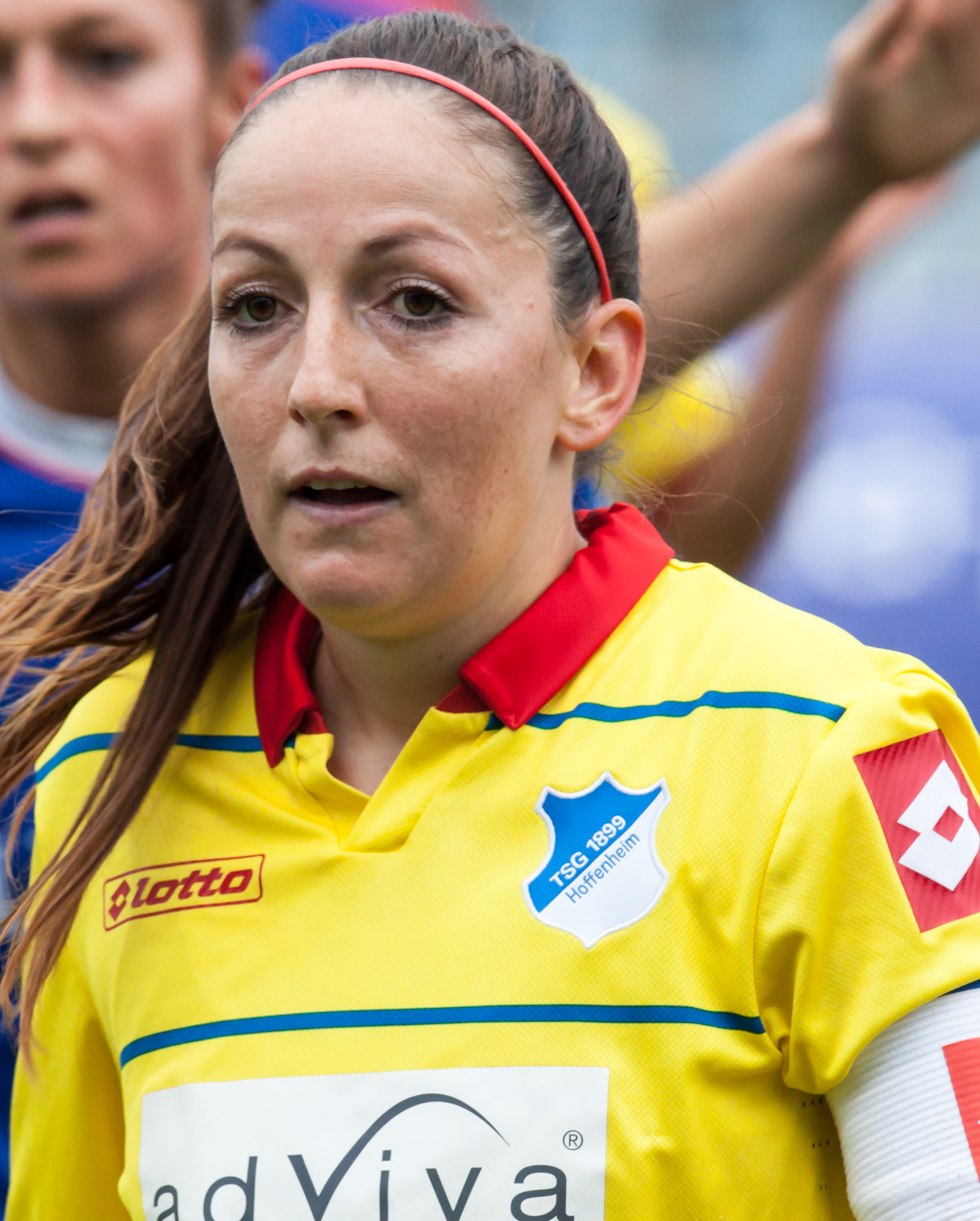
Martina Moser (* 1986)

- Moser, Mary (1744–1819), britische Malerin des Klassizismus und Gründungsmitglied der Royal Academy of Arts
- Moser, Matthias (* 1999), österreichischer American-Footballspieler
- Moser, Max (1810–1856), deutscher Politiker
- Moser, Maximilian (* 1985), deutscher Koch
- Moser, Maximilian (* 1997), österreichischer Fußballspieler
- Moser, May-Britt (* 1963), norwegische Neurowissenschaftlerin
- Moser, Meinhard Michael (1924–2002), österreichischer Mykologe
- Moser, Mentona (1874–1971), Schweizer Schriftstellerin und Kommunistin, Funktionärin und Mäzenin der Internationalen Roten Hilfe
- Moser, Michael (1853–1912), österreichischer Fotograf
- Moser, Michael (* 1969), österreichischer Slawist und Hochschullehrer
- Moser, Michèle (* 1979), Schweizer Curlerin
- Moser, Milena (* 1963), Schweizer SchriftstellerinMilena Moser (* 1963)

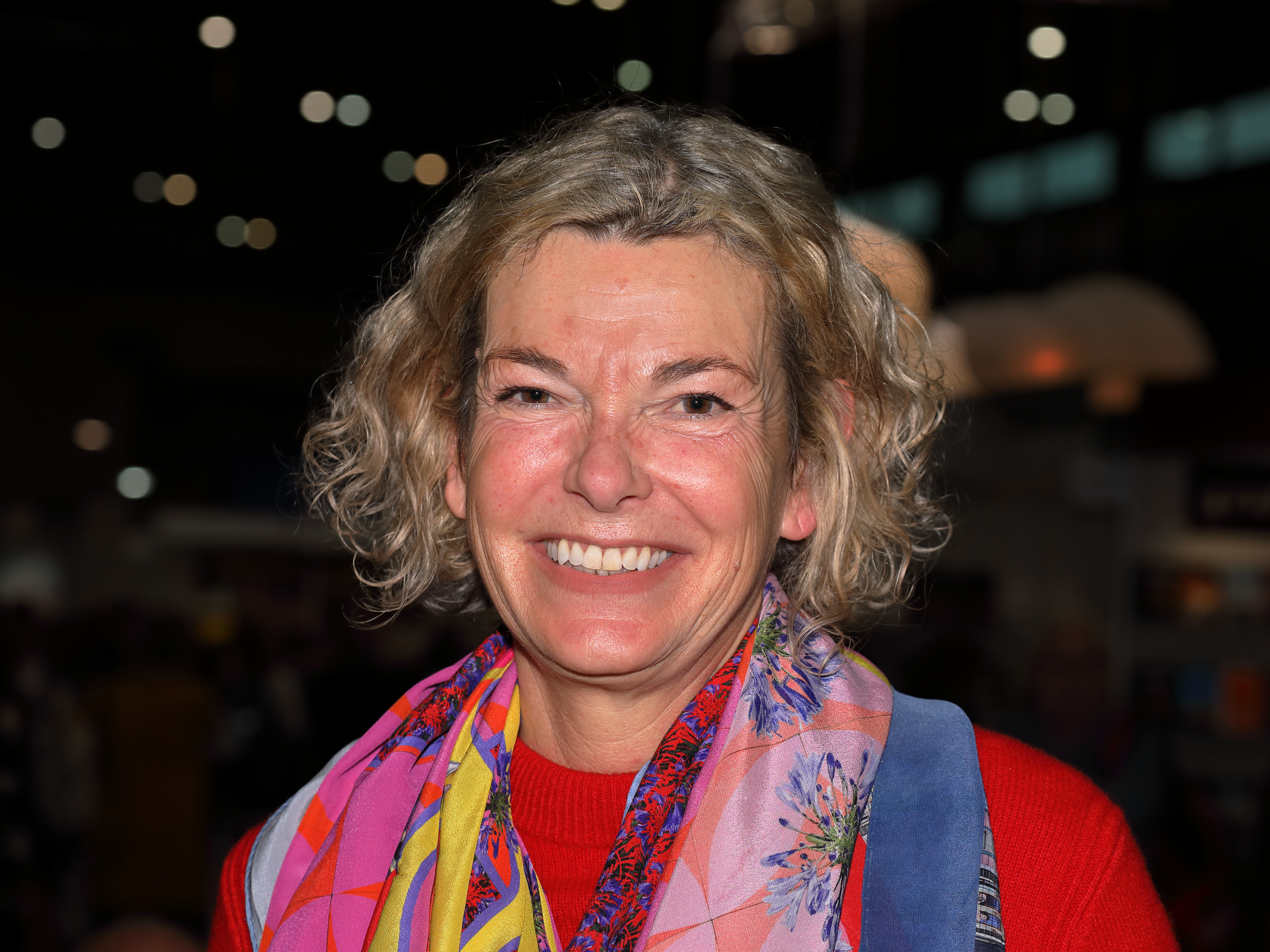
Milena Moser (* 1963)

- Moser, Moreno (* 1990), italienischer Radrennfahrer
- Moser, Moritz (* 1986), österreichischer Journalist
- Moser, Moses (1797–1838), philanthropischer Bankier und Rabbiner sowie Vertrauter von Heinrich Heine seit dessen Studienzeit in Berlin

###### Moser, N
- Moser, Nadia (* 1997), kanadische Biathletin
- Moser, Nikolaus (* 1956), österreichischer Maler
- Moser, Nikolaus (* 1990), österreichischer Tennisspieler
- Moser, Norbert (1930–1984), deutscher Oberstleutnant und Spion des Ministeriums für Staatssicherheit

###### Moser, O
- Moser, Oliver (* 1987), deutscher Schauspieler
- Moser, Otto von (1860–1931), württembergischer Generalleutnant im Ersten Weltkrieg, Autor

###### Moser, P
- Moser, Patrick (* 1969), Schweizer Schriftsteller und Übersetzer
- Moser, Patrick (* 2003), österreichischer Fußballspieler
- Moser, Paul (1901–1970), deutscher Ethnologe
- Moser, Peter (1838–1867), deutscher Orgelbauer
- Moser, Peter (* 1935), österreichischer Musiker und Komponist
- Moser, Peter (* 1941), österreichischer Diplomat
- Moser, Peter (* 1954), Schweizer Historiker
- Moser, Peter (* 1959), österreichischer Montanwissenschaftler
- Moser, Peter, Schweizer Koch
- Moser, Petsch (* 1960), Schweizer Freestyle-Skisportler
- Moser, Philipp Ulrich (1720–1792), deutscher Pfarrer
- Moser, Philippe (1934–2006), Schweizer Schriftsteller

###### Moser, R
- Moser, Reiner (* 1962), deutscher Verwaltungsjurist
- Moser, Richard (1874–1924), österreichischer Maler und Radierer
- Moser, Richard Ernst (1885–1967), Hamburger Kaufmann und Gerechter unter den Völkern
- Moser, Robert (1833–1901), Schweizer Architekt
- Moser, Robert (1838–1918), Schweizer Ingenieur
- Moser, Robert (1922–2005), Schweizer Politiker (FDP)
- Moser, Robert (* 1977), österreichischer Skispringer und Skisprungfunktionär
- Moser, Robin A. (* 1983), Schweizer Informatiker
- Moser, Roland (* 1943), Schweizer Komponist
- Moser, Roland (* 1962), liechtensteinischer Fussballspieler
- Moser, Rosl (* 1930), österreichische Politikerin (SPÖ), Mitglied des Bundesrats
- Moser, Rudi (1898–1979), deutscher Röntgenologe
- Moser, Rudolf (1892–1960), Schweizer Komponist
- Moser, Rudolf (1931–2017), österreichischer Politiker (SPÖ), Landtagsabgeordneter
- Moser, Rupert (* 1944), Schweizer Ethnologe, Sozialanthropologe und Afrikanist

###### Moser, S
- Moser, Sabine (* 1979), österreichische Filmproduzentin
- Moser, Samuel Friedrich (1808–1891), Schweizer Kaufmann, Landwirt und Mitinhaber einer im Jahr 1720 gegründeten Seidenbandweberei
- Moser, Samuel Friedrich (1816–1882), Schweizer Politiker (Radikale Partei)
- Moser, Sandra (* 1969), Schweizer Schauspielerin
- Moser, Sepp (* 1946), Schweizer Journalist, Buchautor
- Moser, Sepp (* 1950), Schweizer Politiker (CVP)
- Moser, Severin (* 1962), Schweizer Manager und ehemaliger Leichtathlet
- Moser, Severin (* 2000), Schweizer Unihockeyspieler
- Moser, Silvia (* 1965), österreichische Politikerin (Grüne), Landtagsabgeordnete
- Moser, Silvio (1941–1974), Schweizer Autorennfahrer
- Moser, Simon (1901–1988), österreichischer Philosoph
- Moser, Simon (* 1981), Schweizer Radiomoderator und DJ
- Moser, Simon (* 1989), Schweizer Eishockeyspieler
- Moser, Sophie (* 1984), deutsche Violinistin und SchauspielerinSophie Moser (* 1984)

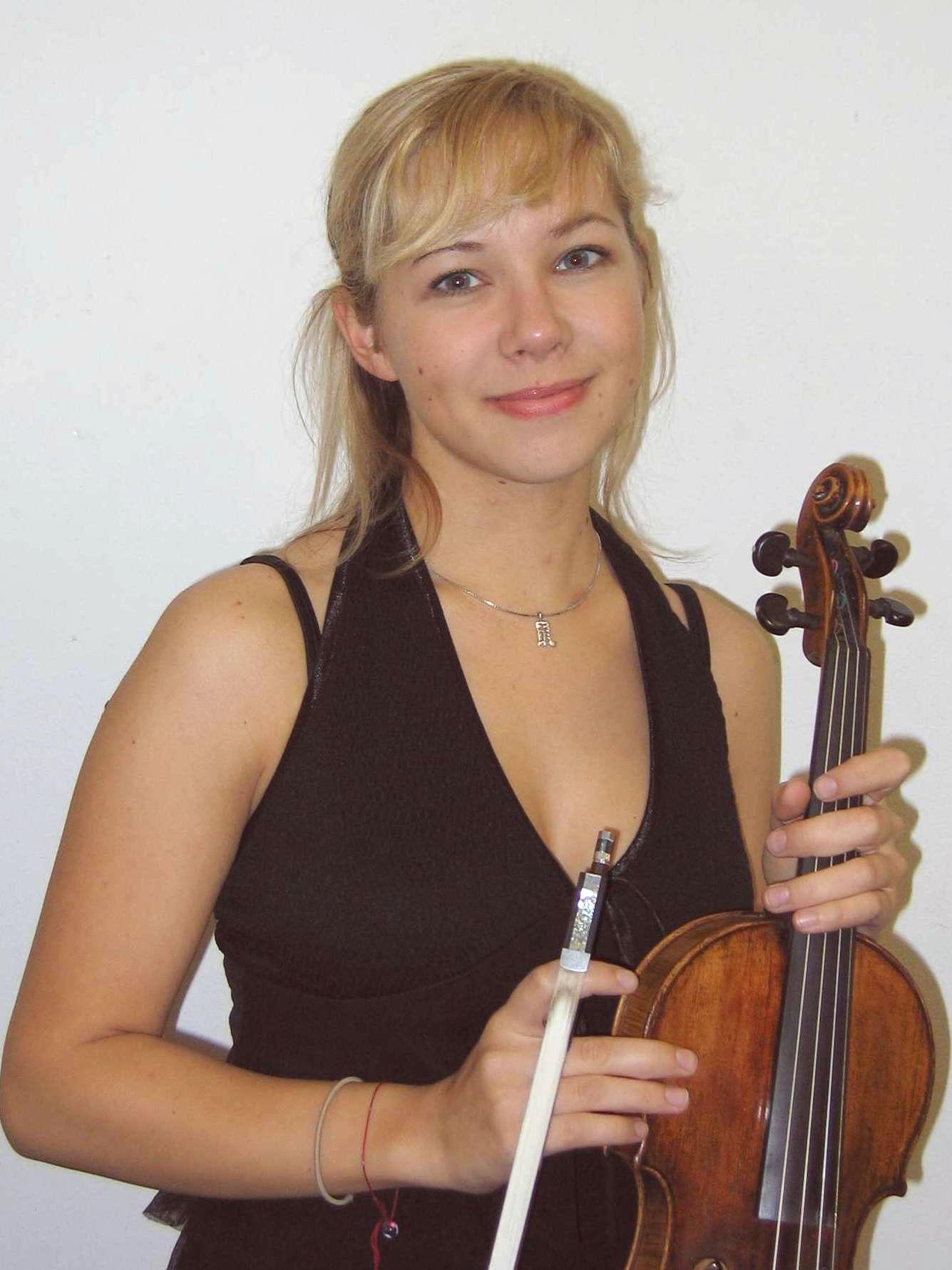
Sophie Moser (* 1984)

- Moser, Stefan (* 1960), deutscher Motorsportreporter für RTL, Eurosport und MotorsTV
- Moser, Stefanie (* 1988), österreichische Skirennläuferin
- Moser, Susanne (* 1956), österreichische Philosophin
- Moser, Susanne (* 1974), österreichische Kulturmanagerin

###### Moser, T
- Moser, Theresa (* 1993), österreichische Triathletin
- Moser, Thomas (* 1945), amerikanisch-österreichischer Opernsänger (Tenor)
- Möser, Thomas (* 1956), deutscher freischaffender Künstler und Graphiker
- Moser, Thomas C. (1923–2016), US-amerikanischer Literaturwissenschaftler
- Moser, Tiana Angelina (* 1979), Schweizer PolitikerinTiana Angelina Moser (* 1979)

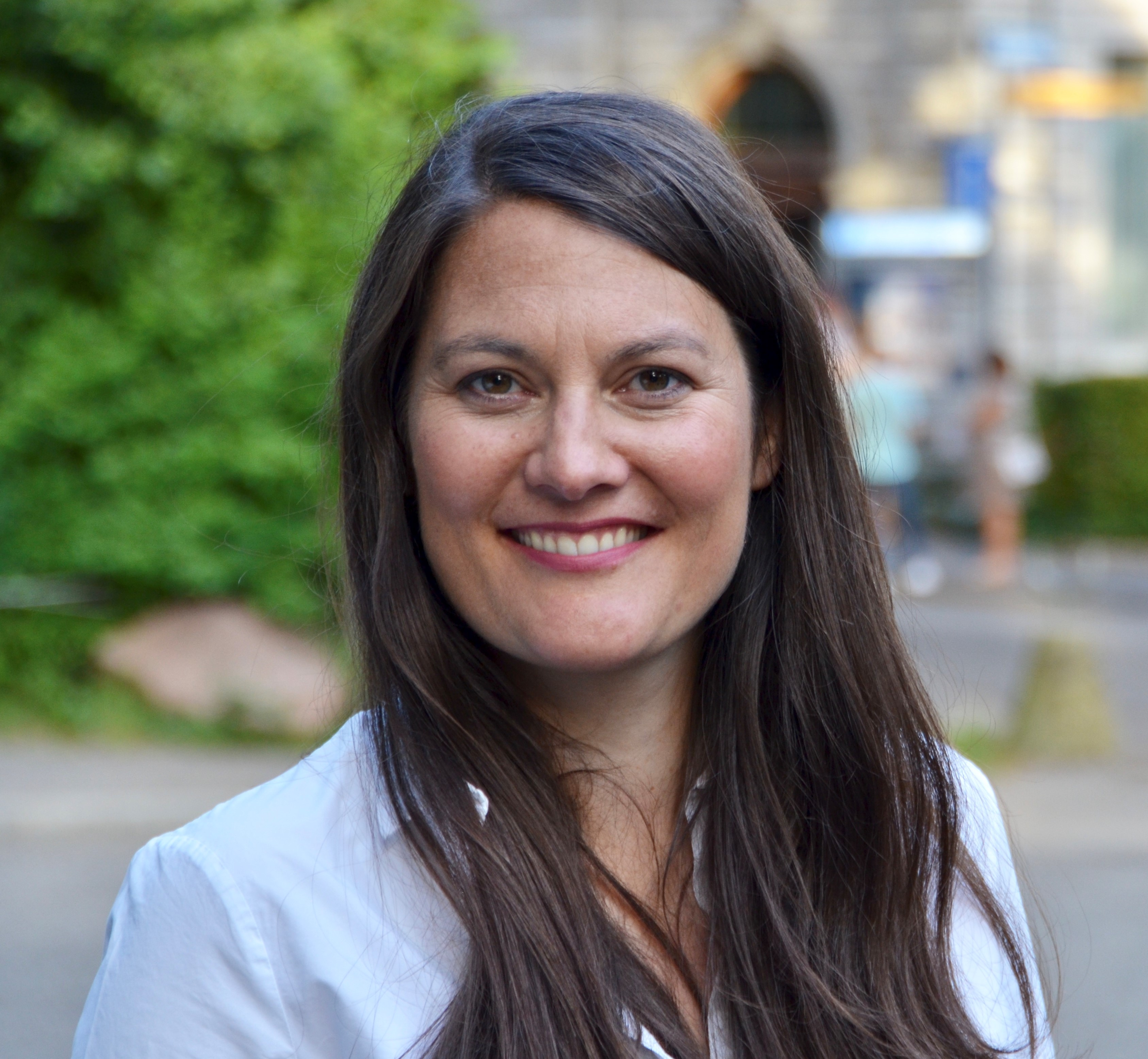
Tiana Angelina Moser (* 1979)

- Moser, Tilmann (1938–2024), deutscher Psychoanalytiker, Körperpsychotherapeut und Autor
- Moser, Tobias (* 1968), deutscher Mediziner
- Moser, Treniere (* 1981), US-amerikanische Mittelstreckenläuferin

###### Moser, V
- Moser, Valerio (* 1988), Schweizer Slam-Poet, Kabarettist und Spokenword-Poet
- Moser, Vera (* 1962), deutsche Erziehungswissenschaftlerin
- Moser, Veronica († 2020), österreichische Pornodarstellerin

###### Moser, W
- Moser, Walter (1906–1975), deutscher Verwaltungsbeamter
- Moser, Walter (1931–2023), Schweizer Architekt
- Moser, Werner Max (1896–1970), Schweizer Architekt
- Moser, Wilfrid (1914–1997), Schweizer Maler und Bildhauer
- Moser, Wilhelm Gottfried von (1729–1793), deutscher Forstwissenschaftler und Kameralist
- Moser, Wilhelmine (* 1930), österreichische Politikerin (ÖVP), Abgeordnete zum Nationalrat
- Moser, William Oscar Jules (1927–2009), kanadischer Mathematiker
- Moser, Willibald (1934–2011), deutscher Politiker (SPD), MdL
- Moser, Wolf (1937–2023), deutscher Schriftsteller und Publizist für Gitarrenliteratur
- Moser, Wolfgang, österreichischer Zauberkünstler
- Moser, Wolfgang (* 1948), deutscher Diplomat
- Moser, Wolfgang (* 1964), österreichischer Sprachwissenschaftler und Erwachsenenbildner
- Moser, Wolfgang (* 1965), österreichischer Segler

##### Moser-

###### Moser-E
- Moser-Ernst, Sybille (* 1955), österreichische Kunstwissenschaftlerin und Porträtmalerin

###### Moser-P
- Moser-Pröll, Annemarie (* 1953), österreichische SkirennläuferinAnnemarie Moser-Pröll (* 1953)

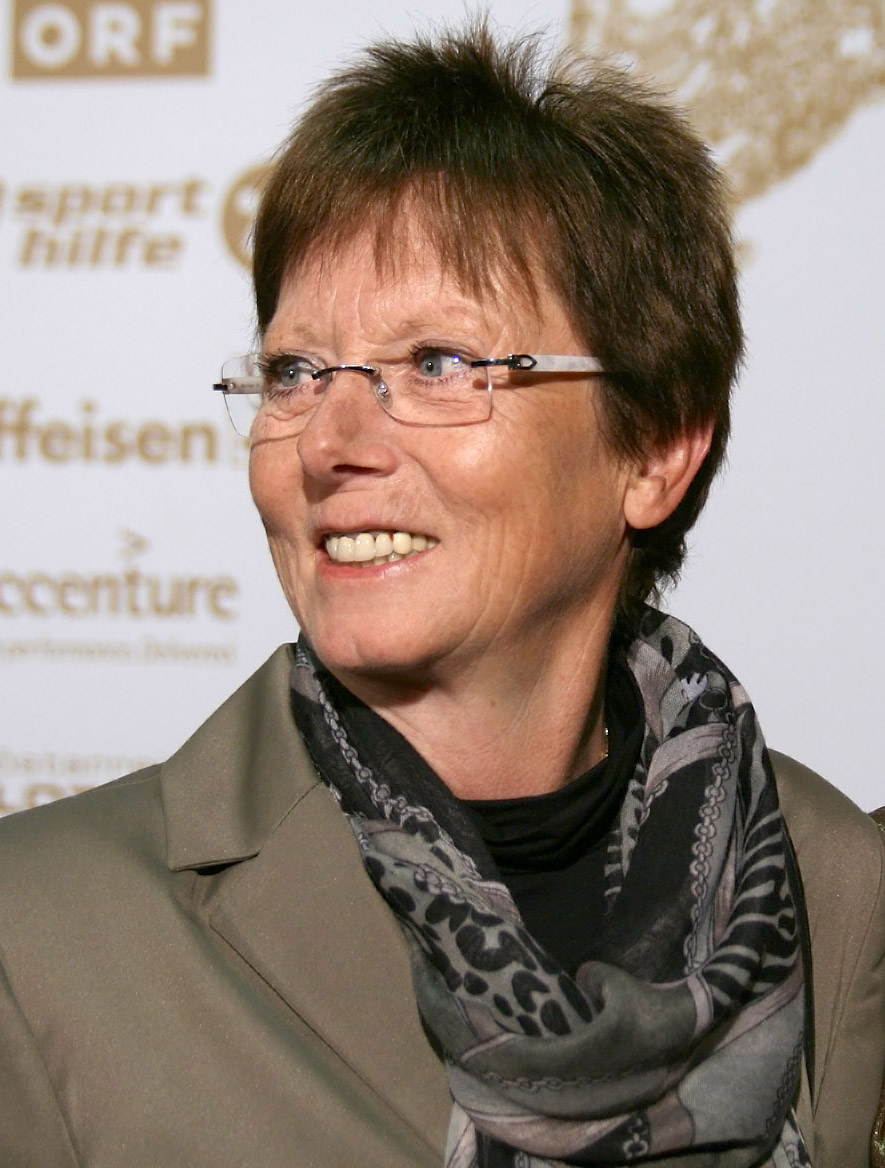
Annemarie Moser-Pröll (* 1953)

###### Moser-R
- Moser-Rath, Elfriede (1926–1993), österreichische Volkskundlerin und Erzählforscherin

###### Moser-S
- Moser-Scandolo, Constanze (* 1965), deutsche Weltmeisterin im Eisschnelllauf
- Moser-Schafhauser, Lotte (* 1938), schweizerisch-liechtensteinische Kunstmalerin
- Moser-Schär, Franz (1872–1935), Schweizer Landwirt und Politiker
- Moser-Sollmann, Christian (* 1972), österreichischer Kulturwissenschaftler und Autor

###### Moser-W
- Moser-Weithmann, Brigitte (* 1946), deutsche Orientalistin

##### Mosert
- Mosert, Erhard (* 1950), deutscher Fußballspieler
- Mosert, Kurt (1907–1934), deutscher SA-Führer

#### Moses
- Moses Bar-Kepha († 903), Theologe der Syrisch-Orthodoxen Kirche
- Moses da Castellazzo (1467–1527), venezianischer Porträtmaler und Graveur
- Moses der Äthiopier († 407), Einsiedler, Priester und MärtyrerMoses der Äthiopier († 407)

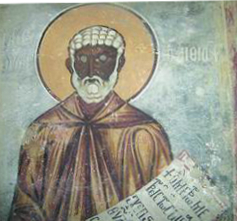
Moses der Äthiopier († 407)

- Moses ibn Esra, spanisch-jüdischer Schriftsteller und Philosoph
- Moses ibn Tibbon, jüdischer Übersetzer
- Moses von Choren, spätantiker armenischer Historiker
- Moses von Kiew, jüdischer Talmudgelehrter
- Moses von Mardin, syrisch-orthodoxer Priester
- Moses, A. Dirk (* 1967), australischer Historiker
- Moses, Aaron, US-amerikanischer Schauspieler, Filmproduzent, Filmregisseur, Drehbuchautor, Opernsänger und Kabarettist
- Moses, Albert (1937–2017), britischer Schauspieler
- Moses, Alfred H. (* 1929), US-amerikanischer Rechtsanwalt und Diplomat
- Moses, Andrea (* 1972), deutsche Regisseurin
- Moses, Andrew (1874–1946), US-amerikanischer Offizier, Generalmajor der US-Army
- Moses, Arthur (* 1973), ghanaischer Fußballspieler
- Moses, Basil (1941–2011), südafrikanischer Jazzmusiker (Kontrabass)
- Moses, Bob (* 1948), amerikanischer Jazz-Schlagzeuger
- Moses, Charles L. (1856–1910), US-amerikanischer Politiker
- Moses, China (* 1978), US-amerikanische Contemporary-R&B- und Jazz-Sängerin und TV-Moderatorin
- Moses, Dennis, trinidadischer Politiker und Diplomat
- Moses, Ed (* 1980), US-amerikanischer Schwimmer
- Moses, Edward (1926–2018), US-amerikanischer Maler und Grafiker
- Moses, Edwin (* 1955), US-amerikanischer LeichtathletEdwin Moses (* 1955)

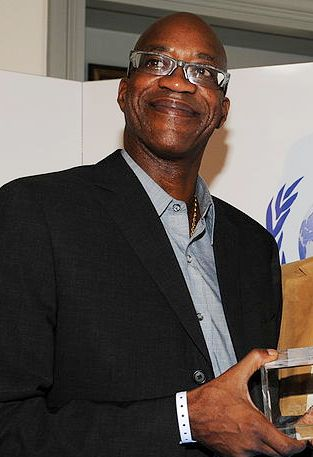
Edwin Moses (* 1955)

- Moses, Eliezer (* 1946), israelischer Politiker
- Moses, Elisabeth (1894–1957), deutsch-amerikanische Kunsthistorikerin, Sachbuchautorin, Museumskuratorin
- Moses, Franklin (1838–1906), US-amerikanischer Politiker und Gouverneur von South Carolina (1872–1874)
- Moses, George H. (1869–1944), US-amerikanischer Politiker (Republikanische Partei)
- Moses, Grandma (1860–1961), US-amerikanische Malerin, Illustratorin und Vertreterin der Naiven KunstGrandma Moses (1860–1961)

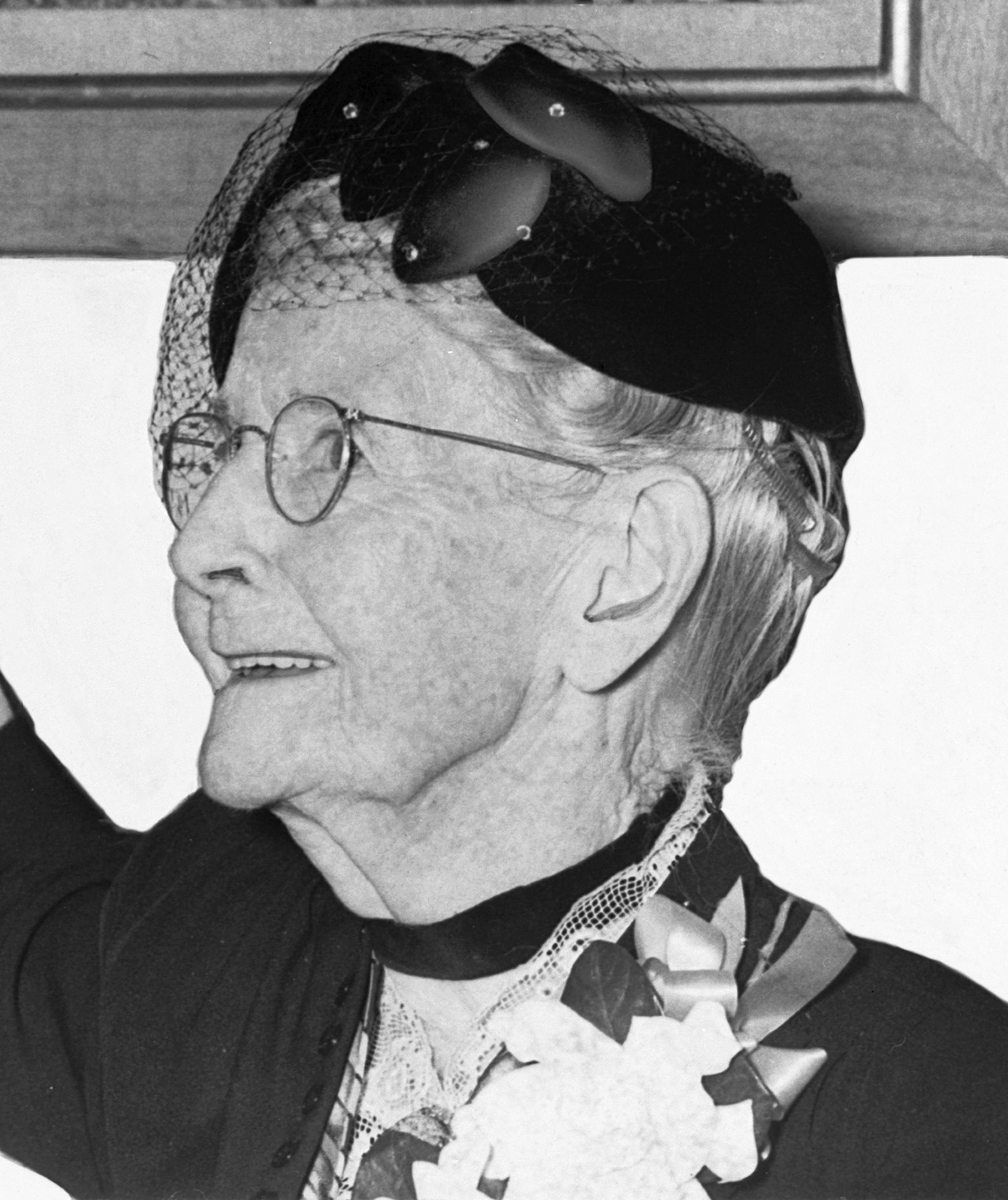
Grandma Moses (1860–1961)

- Moses, Harold L., Pathologe und Krebsforscher
- Moses, Harry (1858–1938), australischer Cricketspieler
- Moses, Heinrich (1852–1920), österreichischer Lehrer, Volkskundler und Sammler
- Moses, J. C. (1936–1977), US-amerikanischer Jazz-Schlagzeuger
- Moses, Jamie (* 1955), britisch-amerikanischer Musiker
- Moses, Joe (* 2002), vanuatuischer Fußballspieler
- Moses, Joel (1941–2022), israelisch-US-amerikanischer Informatiker
- Moses, John (1885–1945), norwegisch-amerikanischer Politiker
- Moses, John A. (1930–2024), australischer Historiker
- Moses, Julius (1868–1942), deutscher Politiker (SPD), MdR
- Moses, Julius (1869–1945), deutscher Arzt und Heilpädagoge
- Moses, Kathryn (1943–2021), amerikanische Jazzmusikerin (Flöte, auch Sopran- und Tenorsaxophon, Gesang, Komposition)
- Moses, Lee (1941–1998), amerikanischer R&B- und Soulsänger
- Moses, Lloyd R. (1904–2000), US-amerikanischer Offizier, Generalmajor der US-Army
- Moses, Mark (* 1958), US-amerikanischer SchauspielerMark Moses (* 1958)

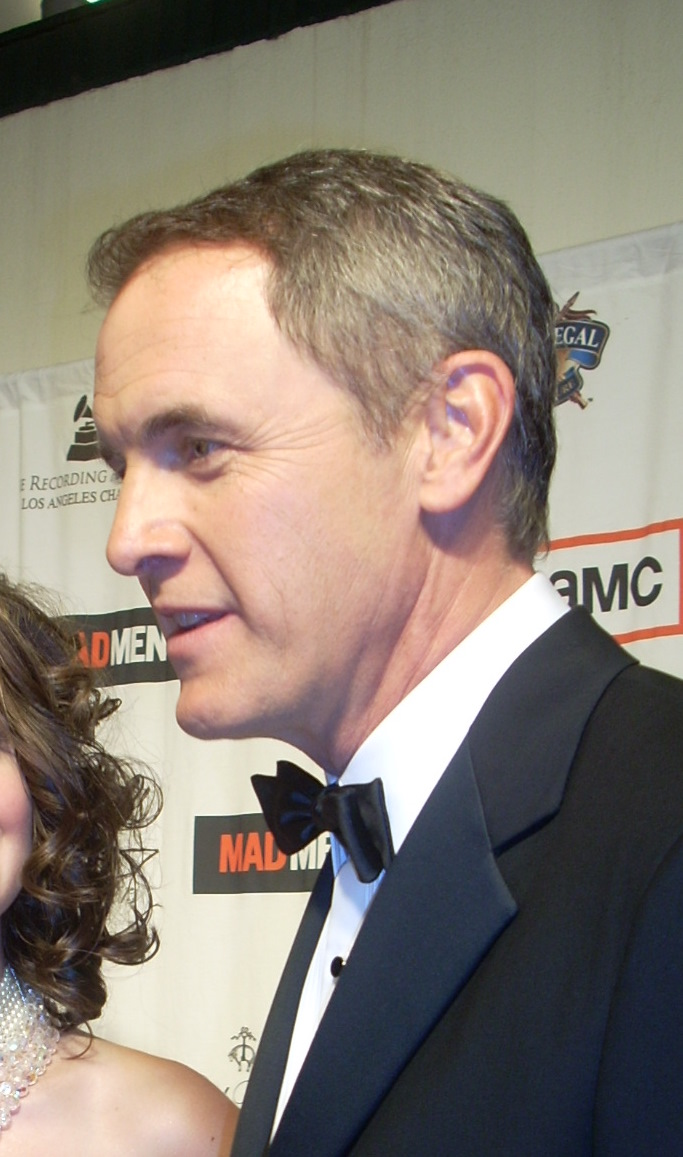
Mark Moses (* 1958)

- Moses, Marlene (* 1961), nauruische Politikerin und Diplomatin
- Moses, Merrill (* 1977), US-amerikanischer Wasserballspieler
- Moses, Paulus (* 1978), namibischer Boxer und Weltmeister im Leichtgewicht
- Moses, Reuven (* 1966), israelischer Badmintonspieler
- Moses, Rick (* 1952), US-amerikanischer Schauspieler und Musiker
- Moses, Robert (1888–1981), US-amerikanischer Stadtplaner
- Moses, Senta (* 1973), US-amerikanische Schauspielerin
- Moses, Siegfried (1887–1974), deutscher Jurist und Politiker
- Moses, Stefan (1928–2018), deutscher Fotograf
- Mosès, Stéphane (1931–2007), israelisch-französischer Literaturwissenschaftler
- Moses, Steve (* 1989), US-amerikanischer Eishockeyspieler
- Moses, Tallis Obed (* 1954), vanuatuischer Presbyterianischer Geistlicher und Politiker
- Moses, Ted (1943–2020), amerikanischer Jazzmusiker (Piano, Komposition)
- Moses, Tilly (1893–1982), deutsch-israelische Bergsteigerin und Ärztin
- Moses, Victor (* 1990), nigerianisch-englischer FußballspielerVictor Moses (* 1990)

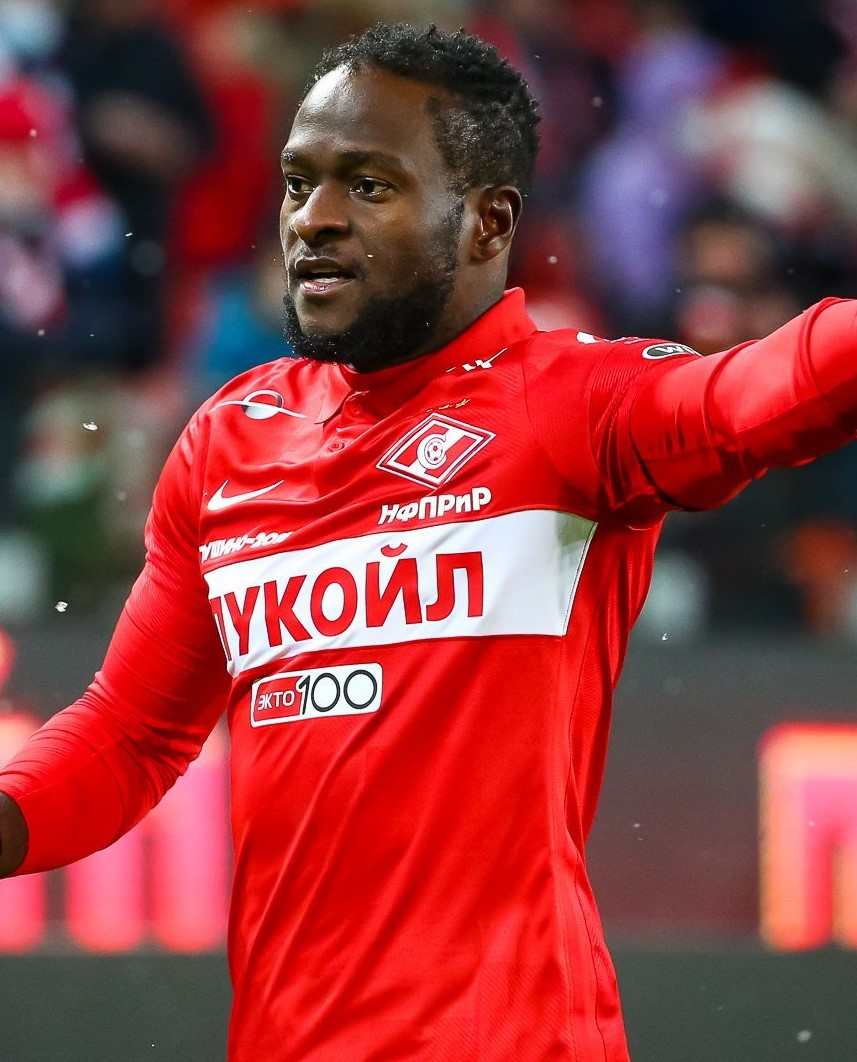
Victor Moses (* 1990)

- Moses, William R. (* 1959), US-amerikanischer Schauspieler
- Moses, William Stainton (1839–1892), englischer Geistlicher und Medium
- Moses, Yolanda T. (* 1946), US-amerikanische Anthropologin
- Moses, Yoram, israelischer Informatiker
- Moses-Krause, Peter (1943–2023), deutscher Verleger, Autor und Übersetzer
- Mosesson, Hampus (* 1982), schwedischer Snowboarder
- Mosesson, Hans (1944–2023), schwedischer Schauspieler, Regisseur und Musiker

#### Moset
- Mosetig-Moorhof, Albert von (1838–1907), österreichischer Mediziner
- Mosettig, Klaus (* 1975), österreichischer Künstler

#### Mosew
- Mosewius, Johann Theodor (1788–1858), deutscher Opernsänger (Bass), Chorleiter und Musikdirektor der Universität Breslau
- Mosewius, Sophie Wilhelmine (1790–1825), deutsche Sängerin

#### Mosey
- Mosey, Evan (* 1989), britisch-US-amerikanischer Eishockeyspieler

### Mosg
- Mosgow, Timofei Pawlowitsch (* 1986), russischer Basketballspieler
- Mosgowaja, Swetlana Alexandrowna (* 1972), russische Handballspielerin
- Mosgowenko, Iwan Pantelejewitsch (1924–2021), russischer Klarinettist und Professor
- Mosgrove, James (1821–1900), US-amerikanischer Politiker

### Mosh
- Mosh36 (* 1987), deutscher Rapper
- Moshack, Eva (1925–2003), spanische Bildhauerin deutscher Herkunft
- Moshage, Heinrich (1896–1968), deutscher Bildhauer, Holzschnitzer, Zeichner und Medailleur
- Mosham, Ruprecht von (1493–1543), deutscher katholischer Theologe und Geistlicher
- Moshamer, Joseph Alois (1800–1878), österreichischer Schriftsteller, Lehrer und Beamter
- Moshamer, Ludwig (1885–1946), deutscher Architekt
- Moshamm, Franz Xaver von (1756–1826), deutscher Kameralist und Hochschullehrer
- Moshammer, Rudolph (1940–2005), deutscher Modeschöpfer, Autor und Inhaber einer Boutique in der Maximilianstraße in MünchenRudolph Moshammer (1940–2005)

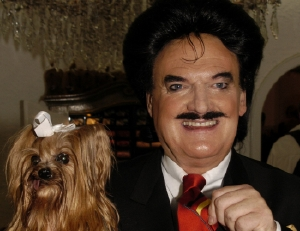
Rudolph Moshammer (1940–2005)

- Moshammer, Stefanie (* 1988), österreichische Fotografin und Künstlerin
- Moshe, Asi (* 1983), israelischer Pokerspieler
- Moshe, Boutros (* 1943), irakischer Geistlicher, emeritierter syrisch-katholischer Erzbischof von Mosul
- Moshe, Haim (* 1955), israelischer Sänger und Musiker
- Moshe, Ras (* 1968), US-amerikanischer Jazzmusiker
- Mosheim, Grete (1905–1986), deutsche Schauspielerin
- Mosheim, Johann Lorenz von (1693–1755), deutscher lutherischer Theologe und Kirchenhistoriker
- Mosheim, Lore (1914–1964), deutsche Schauspielerin
- Mosher, Bob (1915–1972), US-amerikanischer Drehbuchautor
- Mosher, Charles Adams (1906–1984), US-amerikanischer Politiker
- Mosher, Clelia Duel (1863–1940), US-amerikanische Ärztin und Sexualforscherin
- Mosher, Dannica (* 1993), US-amerikanische Basketballschiedsrichterin
- Mosher, Eliza Maria (1846–1928), US-amerikanische Medizinerin
- Mosher, Rob (* 1980), kanadischer Jazzmusiker
- Mosher, Steven W. (* 1948), US-amerikanischer Sozialwissenschaftler
- Moshfegh, Ottessa (* 1981), US-amerikanische SchriftstellerinOttessa Moshfegh (* 1981)

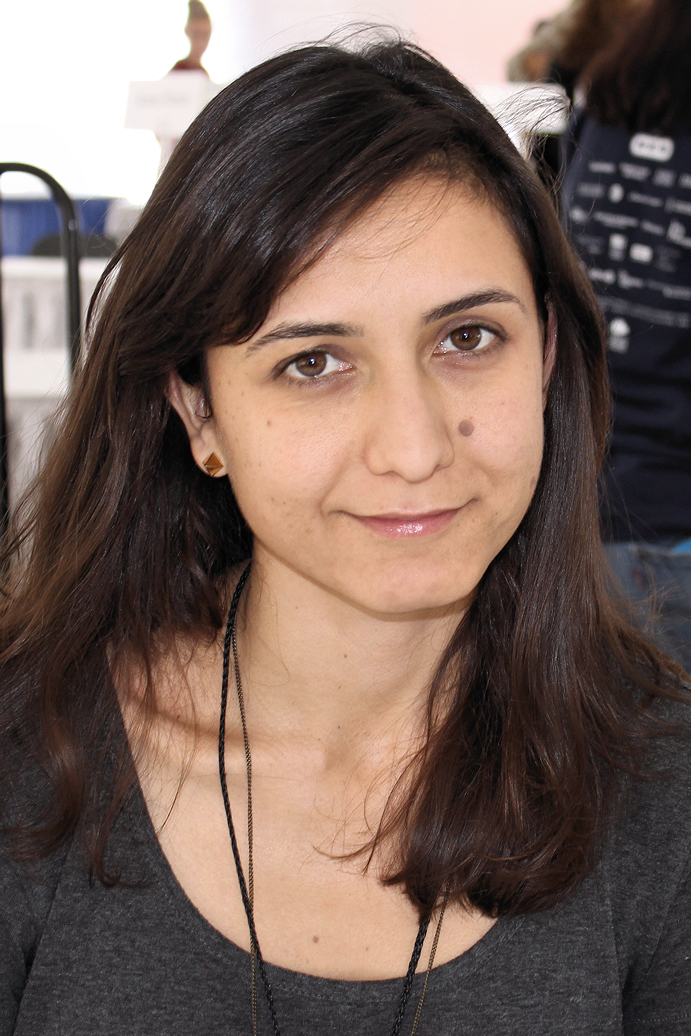
Ottessa Moshfegh (* 1981)

- Moshi, Magdalena (* 1990), tansanische Schwimmerin
- Moshi, Stefano R. (1906–1976), tansanischer evangelisch-lutherischer Theologe und Leitender Bischof
- Moshier, Josh (* 1986), US-amerikanischer Jazzpianist, Arrangeur und Komponist
- Moshinsky, Marcos (1921–2009), mexikanischer Physiker
- Moshiri, Farhad (* 1955), iranisch-britischer Unternehmer
- Moshiri, Maryam (* 1977), britische Fernsehmoderatorin
- Moshkovich, Svetlana (* 1983), russische und österreichische Handbikerin
- Moshoeshoe I. († 1870), Oberhaupt und Gründervater des Volkes der Basotho
- Moshoeshoe II. (1938–1996), lesothischer KönigMoshoeshoe II. (1938–1996)

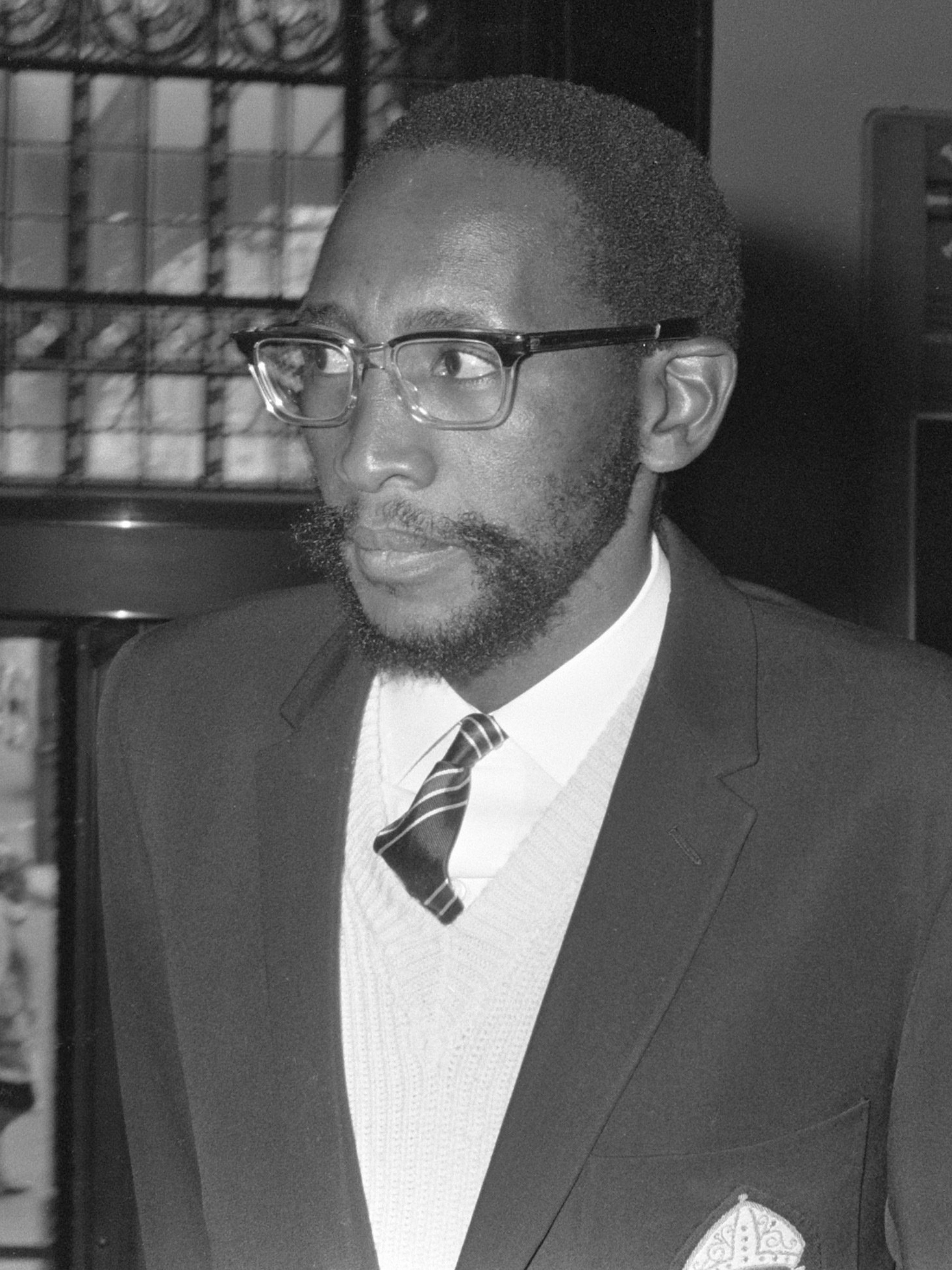
Moshoeshoe II. (1938–1996)

- Moshoeu, John (1965–2015), südafrikanischer Fußballspieler
- Moshonov, Michael (* 1986), israelischer Schauspieler, Rapper und Musiker
- Moshtahe, Wajeh († 2009), palästinensischer Fußballspieler

### Mosi
- Mosi, Hilë (1885–1933), albanischer Dichter und Politiker
- Mošić, Ivan (* 1994), serbischer Handballspieler
- Mosiek, Ulrich (1919–1978), deutscher Kanonist und Hochschullehrer
- Mosiek-Müller, Marlies (* 1946), deutsche Politikerin (CDU), MdEP, hessische Sozialministerin
- Mosienko, Bill (1921–1994), kanadischer Eishockeyspieler
- Mosienko, Tyler (* 1984), kanadischer Eishockeyspieler
- Mosier, Harold G. (1889–1971), US-amerikanischer Politiker (Demokratische Partei)
- Mosier, Scott (* 1971), US-amerikanischer Produzent, Filmeditor und Filmregisseur
- Mosig von Aehrenfeld, Karl August (1820–1898), deutsch-sorbischer Jurist und Politiker (NLP), MdR
- Mosig, Doris (* 1955), deutsche Ruderin
- Mosig, Gisela (1930–2003), deutsch-amerikanische Molekulargenetikerin und Hochschullehrerin
- Mosig, Ines Angelika (1910–1945), deutsche Schriftstellerin
- Mosig, Johann Gottfried (1726–1805), Pastor Primarius von Görlitz
- Mosiman, Marnie (* 1951), US-amerikanische Schauspielerin und Sängerin
- Mosimann, Anton (* 1947), Schweizer KochAnton Mosimann (* 1947)

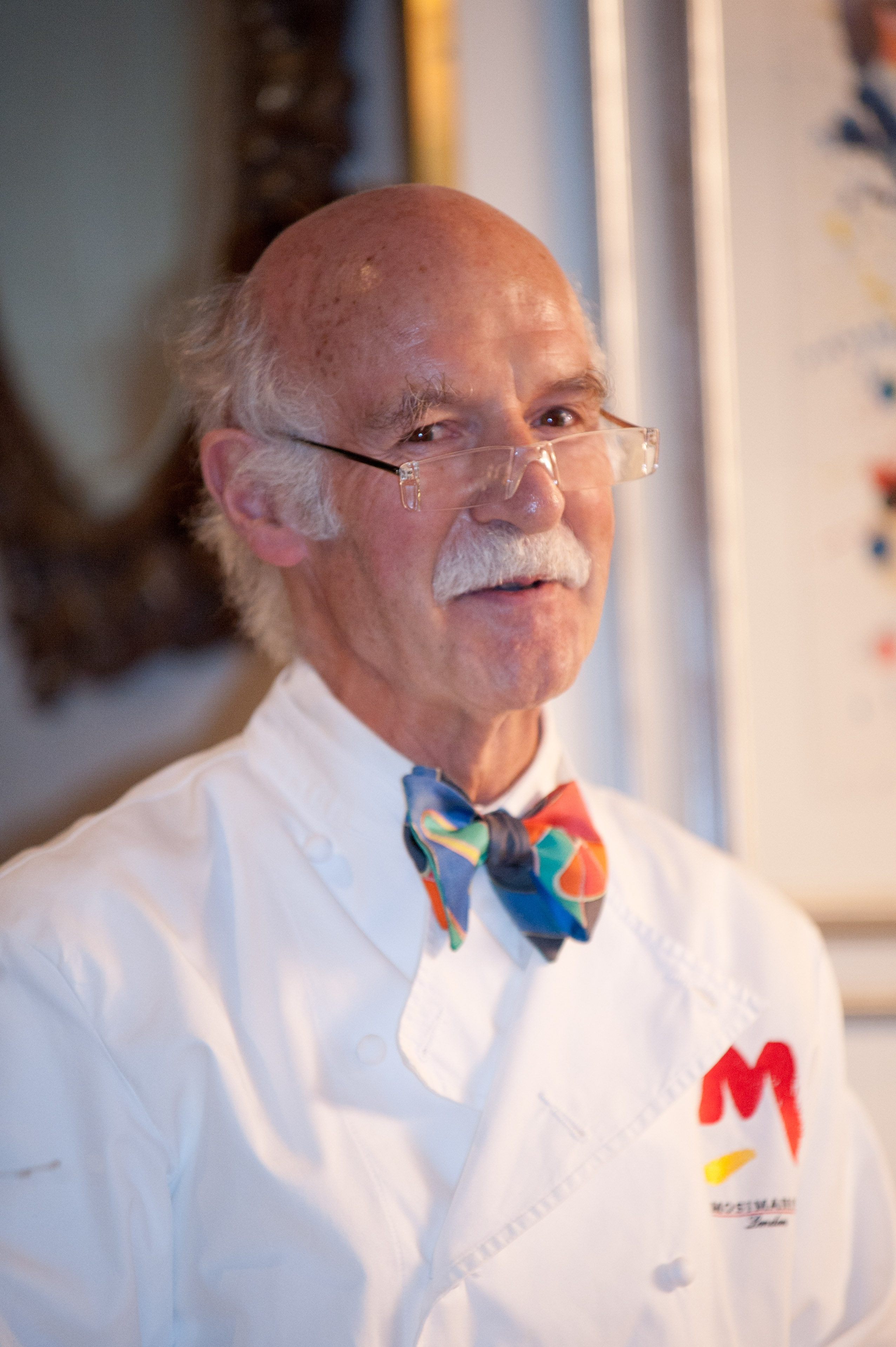
Anton Mosimann (* 1947)

- Mosimann, Hans-Jakob (* 1956), Schweizer Rechtswissenschafter
- Mosimann, Jakob (1880–1967), Schweizer Politiker (SP) und Gewerkschafter
- Mosimann, Martin (* 1996), Schweizer Unihockeyspieler
- Mosimann, Quentin (* 1988), Schweizer Popsänger
- Mosin, Alexander Pawlowitsch (1961–2021), sowjetischer Eisschnellläufer
- Moșin, Cristina (* 1982), moldauische Schachspielerin
- Mosing, Guido Konrad (1824–1907), österreichischer Diplomat, Beamter, Schriftsteller
- Mösinger, Georg (1831–1878), österreichischer Geistlicher, römisch-katholischer Theologe
- Mösinger, Robert (1898–1959), deutscher Journalist
- Mösinger, Stephan (1697–1751), Abt des Zisterzienserklosters Kloster Langheim
- Mosis, Hans Konrad (1645–1691), Arzt, Oppositioneller
- Mosis, Rudolf (1933–2025), deutscher Theologe und Alttestamentler
- Mosisili, Bethuel Pakalitha (* 1945), lesothischer Politiker, Premierminister von Lesotho

### Mosj
- Mosjakin, Sergei Walerjewitsch (* 1981), russischer Eishockeystürmer

### Mosk
- Moskal, Alojzy (* 1969), polnischer Skispringer
- Moskal, Kazimierz (* 1962), polnischer Politiker, Mitglied des Sejm
- Moskal, Robert Mikhail (1937–2022), US-amerikanischer Geistlicher, Bischof von Saint Josaphat in Parma
- Moskalenko, Alexander Nikolajewitsch (* 1969), russischer Trampolinturner
- Moskalenko, Eduard Wladimirowitsch (* 1971), russischer Handballspieler
- Moskalenko, Karinna Akopowna (* 1954), armenisch-russische Rechtsanwältin für Menschenrechte
- Moskalenko, Kirill Semjonowitsch (1902–1985), russischer Militär, Marschall der Sowjetunion
- Moskalenko, Laryssa (* 1963), ukrainische Seglerin
- Moskalenko, Swetlana (* 1986), russische Sopranistin
- Moskalenko, Wiktor (* 1960), ukrainischer Schachgroßmeister
- Moskalez, Swetlana Wladimirowna (* 1969), russische Leichtathletin
- Moskaljow, Alexander Sergejewitsch (1904–1982), sowjetischer Flugzeugkonstrukteur
- Moskaljow, Eduard (* 1973), ukrainischer Offizier und MilitärgouverneurEduard Moskaljow (* 1973)

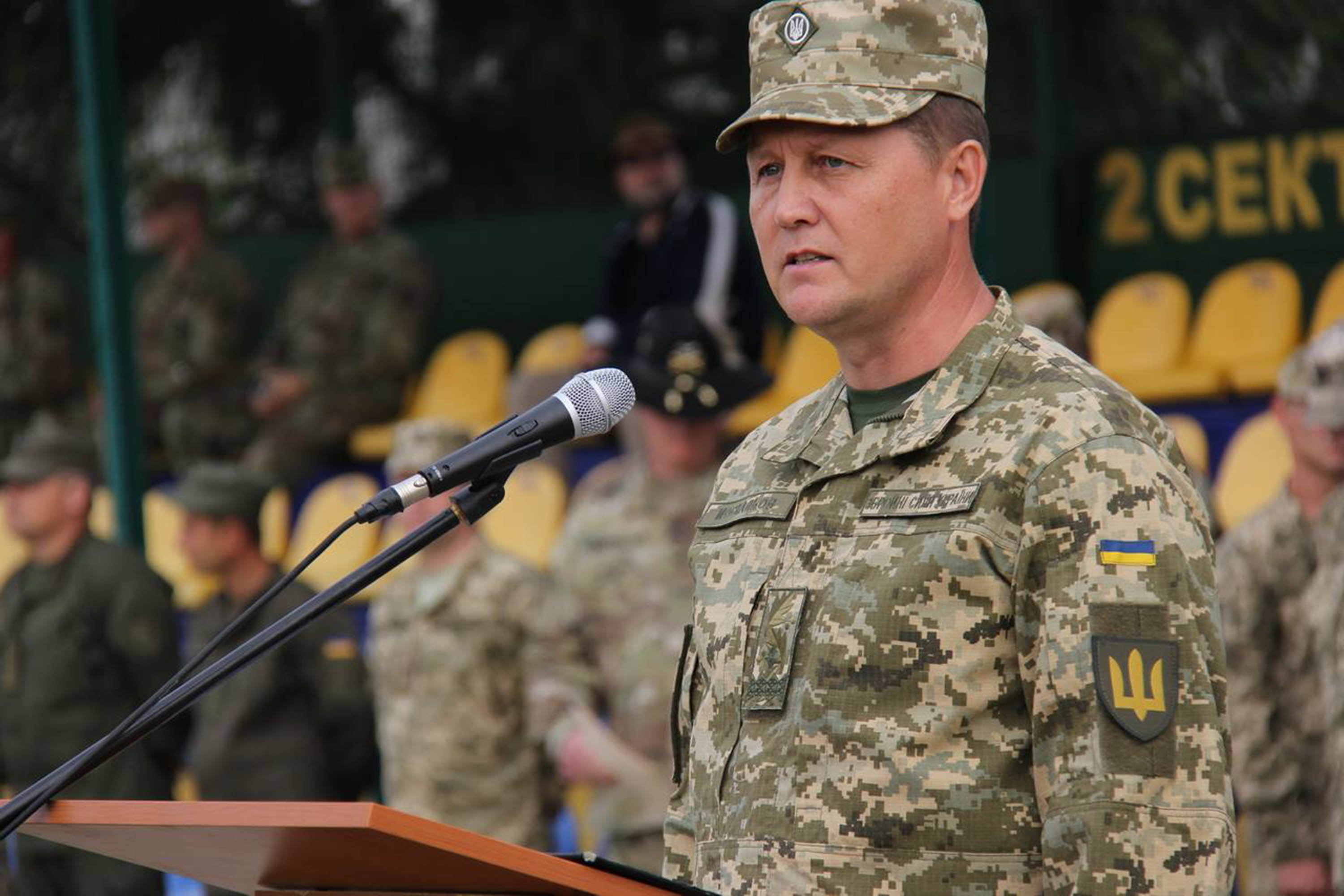
Eduard Moskaljow (* 1973)

- Moskaljow, Igor Alexandrowitsch (* 1950), sowjetischer Radrennfahrer
- Moskalkowa, Tatjana Nikolajewna (* 1955), russische Politikerin
- Moskalyk, Myron, kanadischer Geiger, Dirigent und Musikpädagoge
- Mosko, Stephen (1947–2005), US-amerikanischer Komponist, Dirigent und Musikpädagoge
- Moskopp, Dag (* 1956), deutscher Neurobiologe und Mediziner
- Moskopp, Hildegard von († 1790), Oberin des Klosters Maria Engelport
- Moskopp, Peter (* 1963), deutscher Beamter und Politiker (CDU), MdL Rheinland-Pfalz
- Moskopp, Ulrich (* 1961), deutscher Maler, Zeichner und Videokünstler
- Moskopp, Werner (* 1977), deutscher Philosoph, Autor und Hochschullehrer
- Moskorzowski, Hieronymus (1560–1625), Politiker und Förderer des Unitarismus
- Moskos, Charles C. (1934–2008), US-amerikanischer Soziologe
- Moskovits, Daniela (* 1993), schwedische Tischtennisspielerin
- Moskovitz, Dustin (* 1984), US-amerikanischer IT-UnternehmerDustin Moskovitz (* 1984)

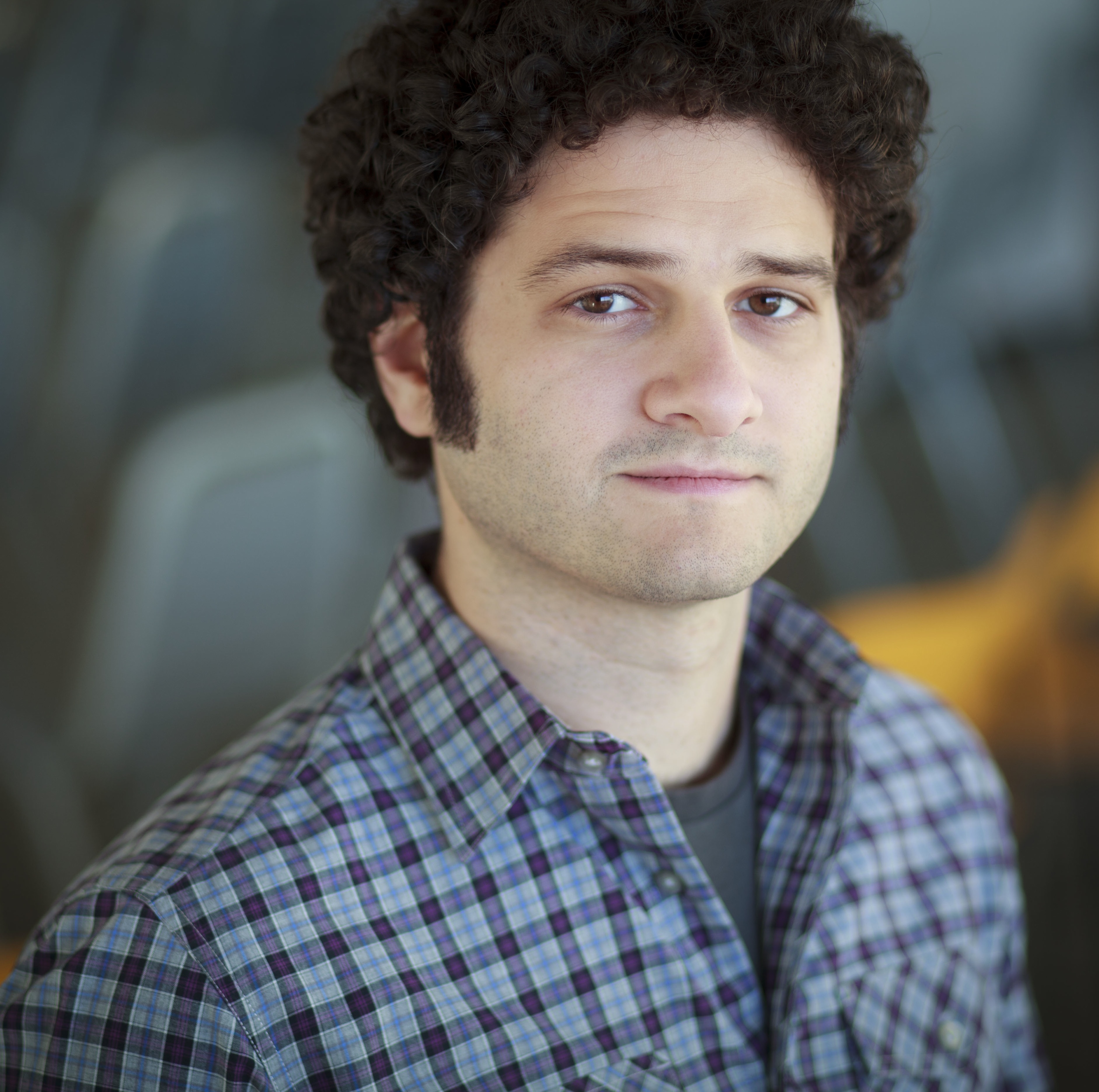
Dustin Moskovitz (* 1984)

- Moskovitz, Reuven (1928–2017), israelischer Friedensaktivist
- Moskovkin, Nikolai (* 1979), deutscher American-Football-Spieler
- Moskowitz, Jared (* 1980), US-amerikanischer Politiker der Demokratischen Partei
- Moskowitz, Sam (1920–1997), US-amerikanischer Science-Fiction-Autor und -Herausgeber
- Moskowskich, Wiktor Wladimirowitsch (* 1947), russischer Rallye-Raid-Fahrer
- Moskwa, Stefan (1935–2004), polnischer katholischer Bischof
- Moskwin, Andrei Nikolajewitsch (1901–1961), sowjetischer Kameramann
- Moskwin, Igor Borissowitsch (1929–2020), sowjetischer Eiskunstläufer, sowjetischer und russischer Eiskunstlauftrainer
- Moskwin, Iwan Michailowitsch (1874–1946), russisch-sowjetischer Schauspieler und Regisseur (Theater und Film)
- Moskwin, Stanislaw Wassiljewitsch (* 1939), sowjetischer Radrennfahrer
- Moskwina, Tamara Nikolajewna (* 1941), russische Eiskunstläuferin und Eiskunstlauftrainerin
- Moskwitin, Iwan Jurjewitsch, russischer Entdecker
- Moskwitin, Luka, russischer Polarforscher
- Moskwitschow, Wladimir Andrejewitsch (* 2000), russischer Fußballspieler

### Mosl
- Mösl, Albert (* 1917), deutscher Jurist, Richter am Bundesgerichtshof
- Mösl, Joseph (1821–1851), österreichischer Porträtmaler und Freskant, in Deutschland tätig
- Mösl, Stefanie (* 1985), österreichische Politikerin (SPÖ), Landtagsabgeordnete
- Mösl, Vital (1735–1809), österreichischer Philosoph und Benediktiner
- Möslang, Norbert (* 1952), Schweizer Improvisationsmusiker und Geigenbauer
- Moslares, Publio Rodríguez (1912–1936), spanischer Oblate der Makellosen Jungfrau Maria, Märtyrer
- Mosle, Alexander Georg (1827–1882), deutscher Kaufmann und Politiker (NLP), MdBB, MdR
- Mosle, Alexander Georg (1862–1949), deutscher Unternehmer
- Mosle, Johann Ludwig (1794–1877), oldenburgischer Offizier, Diplomat und Minister
- Mosle, Wilhelm (1877–1955), deutscher Polizeibeamter und Landrat
- Mosleh, Ali Asghar (* 1962), iranischer Philosoph
- Mosleh, Nicole (* 1970), deutsche Drehbuchautorin, Regisseurin und Produzentin palästinensisch-tschechischer Abstammung
- Mosleh-Zadeh, Mostafa (* 1960), iranischer Diplomat
- Moslehi, Heydar (* 1956), iranischer Politiker, islamischer Geistlicher
- Moslehi, Mojgan (* 1969), iranische Fotografin
- Moslehi, Roxana, iranisch-kanadische Biologin und Hochschullehrerin
- Moslehi, Sina Aaron (* 1995), deutscher Jurist, Journalist und Filmemacher
- Moslehner, Katja, deutsche Folk-MusikerinKatja Moslehner

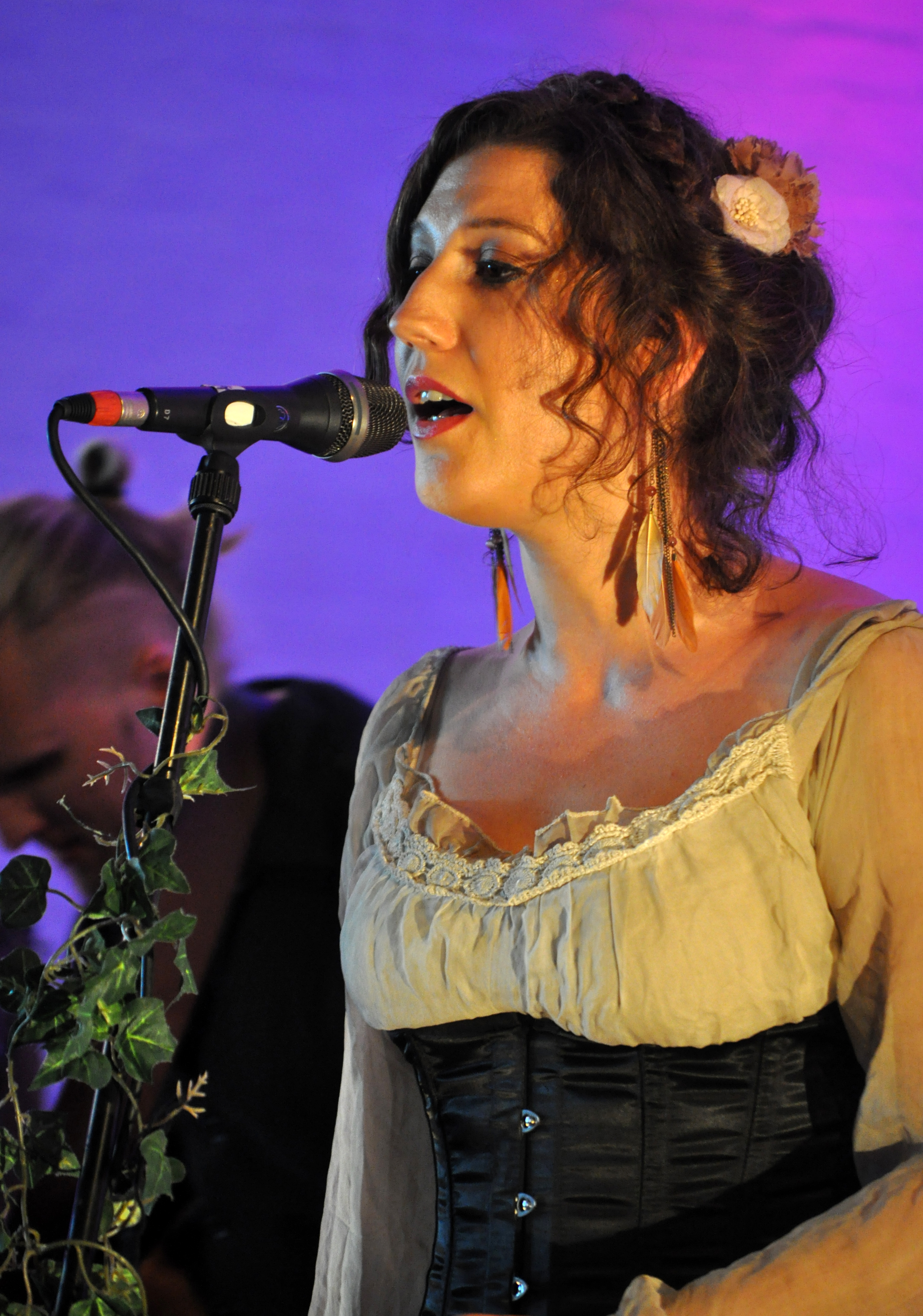
Katja Moslehner

- Möslein, Florian (* 1971), deutscher Rechtswissenschaftler
- Möslein, Helly (1914–1998), österreichische Sängerin und Kabarettistin
- Möslein, Kathrin M. (* 1966), deutsche Wirtschaftswissenschaftlerin und Hochschullehrerin
- Möslein, Siegfried (1927–2009), deutscher Politiker (CSU), MdL
- Moslener, Hans-Georg (1938–2019), deutscher Produzent, Komponist und Lyriker
- Mosler, Alois (1895–1962), österreichischer Politiker (SDAP), MdL (Burgenland)
- Mosler, Carl (1869–1905), deutscher Verwaltungsjurist in Preußen
- Mosler, Claus (1913–1999), deutscher Bankier und Unternehmer
- Mosler, Dominik (1822–1880), deutscher Historien- und Porträtmaler der Düsseldorfer Schule
- Mosler, Eduard (1873–1939), deutscher Bankier, Sprecher der Deutschen Bank (1934–1939)
- Mosler, Friedrich (1831–1911), deutscher Internist und Hochschullehrer
- Mösler, Gustava (1920–2021), deutsche Journalistin und Hörfunkdirektorin
- Mosler, Hannes B. (* 1976), deutscher Koreanist
- Mosler, Hans (1879–1970), deutscher Gymnasiallehrer, Schulleiter und Historiker
- Mosler, Heinrich (1836–1892), deutscher Historienmaler, Porträtmaler und Kunstschriftsteller
- Mosler, Heinrich (1911–1969), deutscher Parteifunktionär (KPD/SED) und Widerstandskämpfer
- Mosler, Henry (1841–1920), US-amerikanischer Maler, Holzschneider und Illustrator
- Mosler, Hermann (1838–1891), deutscher römisch-katholischer Priester, Theologe, Hochschullehrer und Politiker (Zentrum)
- Mosler, Hermann (1912–2001), deutscher Völkerrechtler
- Mosler, Hugo (1875–1956), deutscher Funk- und Fernmeldetechniker, Professor der TH Braunschweig
- Mosler, Jürgen (* 1955), deutscher rechtsextremistischer Politiker (FAP, NPD)
- Mosler, Karl (1872–1946), deutscher Jurist und Richter
- Mosler, Karl (* 1947), deutscher Mathematiker und Professor für Statistik
- Mosler, Karl Josef Ignatz (1788–1860), deutscher Maler und Kunsthistoriker
- Mosler, Lothar (1913–1995), deutscher Historiker
- Mosler, Lothar (1930–2002), deutscher Autor, Heimatforscher, Gewerkschafter und Kommunalpolitiker (SPD)
- Mosler, Mariella (* 1962), deutsche Installationskünstlerin
- Mosler, Peter (1944–2023), deutscher Schriftsteller und Pädagoge
- Mosler, Raimund (1886–1959), deutscher Maler
- Mosler, Warren (* 1949), amerikanischer Ökonom, Hedgefondsmanager und Unternehmer
- Mosler-Pallenberg, Heinrich (1863–1893), deutscher Porträt- und Historienmaler der Düsseldorfer Schule
- Mosler-Törnström, Gudrun (* 1955), österreichische Politikerin (SPÖ), Abgeordnete zum Salzburger Landtag
- Mosley, C. J. (* 1992), US-amerikanischer American-Football-Spieler
- Mosley, Chuck (1959–2017), US-amerikanischer Musiker, Sänger und SongwriterChuck Mosley (1959–2017)

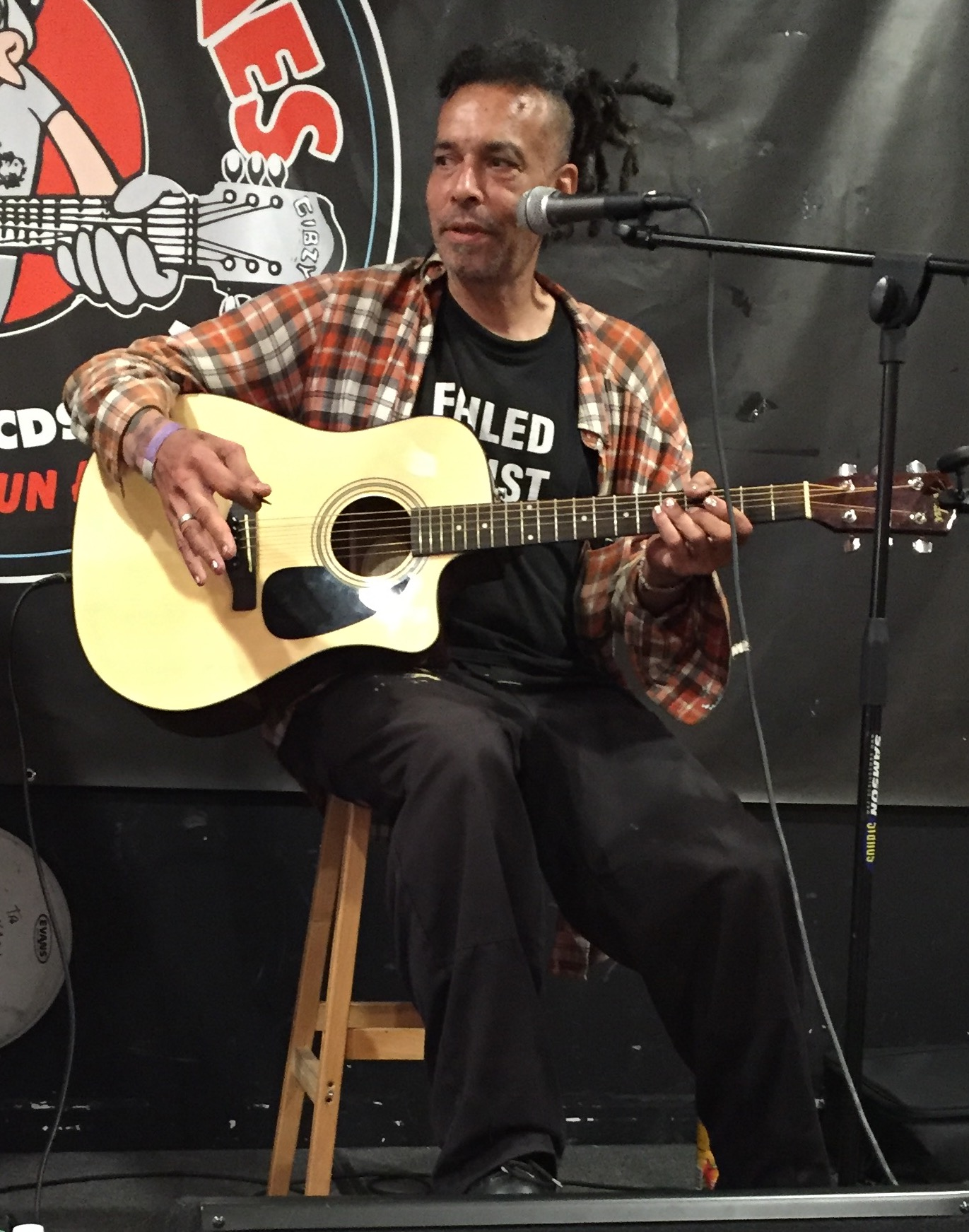
Chuck Mosley (1959–2017)

- Mosley, Dushun (* 1948), US-amerikanischer Jazzmusiker (Schlagzeug, Perkussion)
- Mosley, Ian (* 1953), britischer Musiker
- Mosley, Jack, US-amerikanischer Boxtrainer- und -manager und der Vater von Shane Mosley
- Mosley, Laci (* 1991), US-amerikanische Schauspielerin, Synchronsprecherin und Model
- Mosley, Max (1940–2021), britischer Rechtsanwalt, Motorsportmanager und Sportfunktionär; Präsident der FIA
- Mosley, Michael (1957–2024), britischer Fernsehmoderator und Journalist
- Mosley, Michael (* 1978), US-amerikanischer Schauspieler
- Mosley, Miles (* 1980), amerikanischer Fusionmusiker (Gesang, Kontrabass, Komposition)
- Mosley, Neil (* 1969), englischer Snookerspieler
- Mosley, Nicholas, 3. Baron Ravensdale (1923–2017), britischer Peer und Schriftsteller
- Mosley, Oswald (1896–1980), britischer faschistischer Politiker, Mitglied des House of CommonsOswald Mosley (1896–1980)

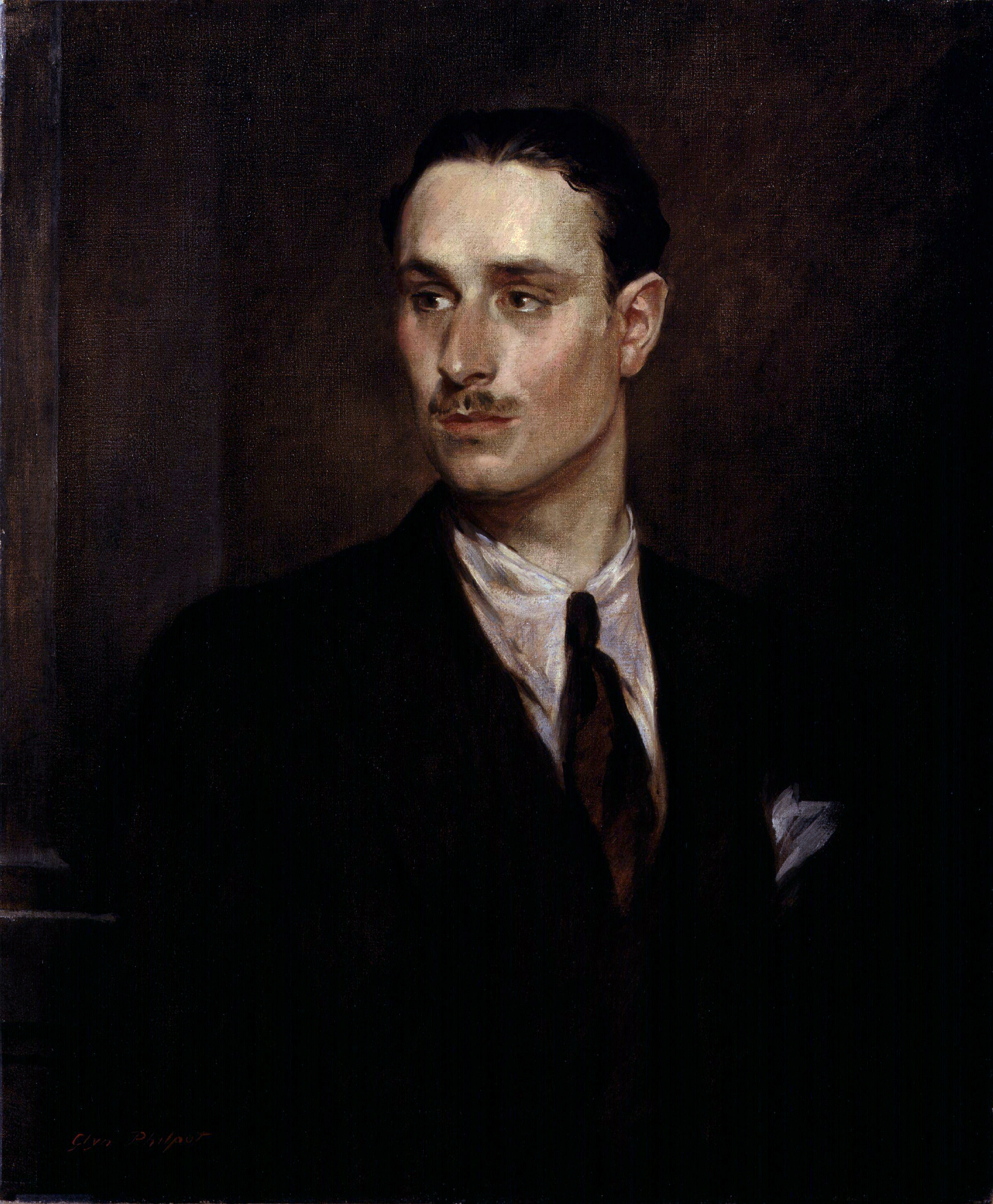
Oswald Mosley (1896–1980)

- Mosley, Roger E. (1938–2022), US-amerikanischer Schauspieler
- Mosley, Ryan (* 1980), britischer Maler
- Mosley, Shane (* 1971), US-amerikanischer Boxer
- Mosley, Snub (1905–1981), US-amerikanischer Jazzmusiker
- Mosley, Walter (* 1952), US-amerikanischer Schriftsteller (Kriminalliteratur)
- Mosley-Thompson, Ellen (* 1952), US-amerikanische Geographin und Paläoklimatologin
- Mosli, Cecilie (* 1973), norwegische Schauspielerin, Regisseurin und Drehbuchautorin
- Möslinger, August (1871–1944), deutscher Generalmajor

### Mosm
- Mosmann, Anna Karina (* 1977), deutsche Tänzerin
- Mosmann, Dietmar (* 1962), deutscher Brigadegeneral der Bundeswehr und Stellvertretender Kommandeur Kommando Informationstechnik der Bundeswehr
- Mosmann, Tim (* 1949), britischer Immunologe und Mikrobiologe
- Mosmuller, Mieke (* 1951), niederländische Autorin

### Mosn
- Mosna, Diego (* 1948), italienischer Unternehmer, Sportfunktionär und Politiker
- Moșneagu, Maria (* 1953), rumänische Ruderin
- Mosneron-Dupin, Michel (1926–2013), französischer Konteradmiral
- Mosnier, Jean-Laurent († 1808), französischer Maler, Hofmaler
- Mosnier, Magali (* 1976), französische Flötistin
- Mošnik, Martin (* 1989), slowenischer Squashspieler
- Mošnikov, Sergei (* 1988), estnischer Fußballspieler
- Mosny, Gonn (1930–2017), deutscher Bildhauer, Maler und Hochschullehrer

### Moso
- Mosochin, Oleg Borissowitsch (* 1956), russischer Militär und Historiker
- Moșoiu, Cristian Marian (* 1987), rumänischer Biathlet
- Mosolf, Anna (1895–1974), deutsche Lehrerin und Rektorin, Mitbegründerin der Gewerkschaft Erziehung und Wissenschaft sowie des Deutschen Frauenrings
- Mosolf, Jörg (* 1956), deutscher ManagerJörg Mosolf (* 1956)

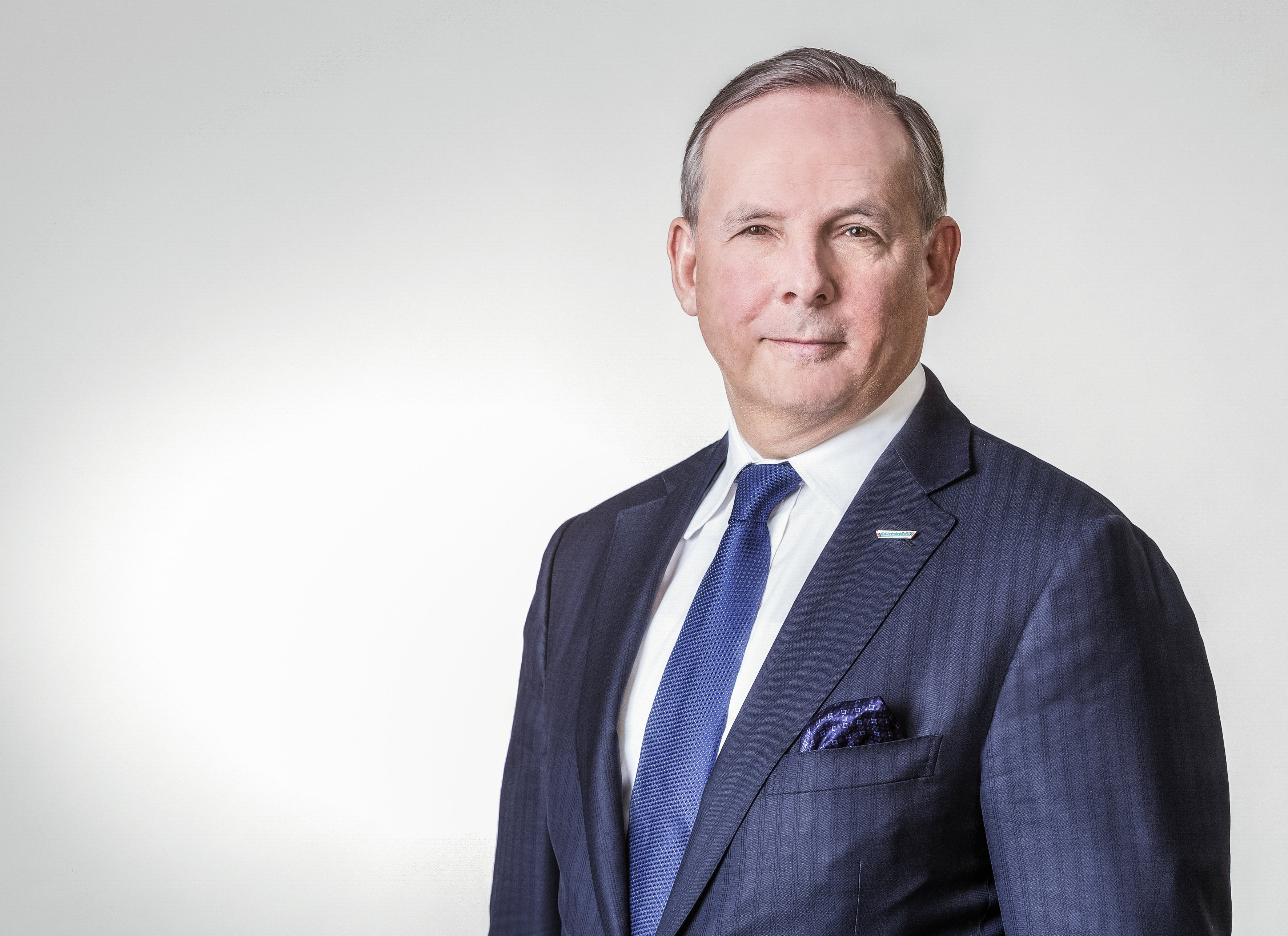
Jörg Mosolf (* 1956)

- Mosonyi, Aliz (* 1944), ungarische Schriftstellerin
- Mosonyi, Emil (1910–2009), deutsch-ungarischer Wasserbauingenieur
- Mosonyi, Mihály (1815–1870), ungarischer Komponist
- Mosop, Moses Cheruiyot (* 1985), kenianischer Langstreckenläufer
- Mosór, Ariel (* 2003), polnischer Fußballspieler

### Mosp
- Mospointner, Hermine (* 1952), österreichische Politikerin (SPÖ), Landtagsabgeordnete

### Mosq
- Mosqua, Friedrich Wilhelm (1759–1826), preußischer Gerichtsbeamter und Kriminalrat
- Mosquera Corral, César Antonio (1896–1971), erster Erzbischof von Guayaquil
- Mosquera Eastman, Ricardo (1918–1982), argentinischer Diplomat
- Mosquera Moreno, Wiston (* 1967), kolumbianischer römisch-katholischer Geistlicher, Bischof von Quibdó
- Mosquera Narváez, Aurelio (1883–1939), ecuadorianischer Mediziner und Politiker
- Mosquera, Aquivaldo (* 1981), kolumbianischer Fußballspieler

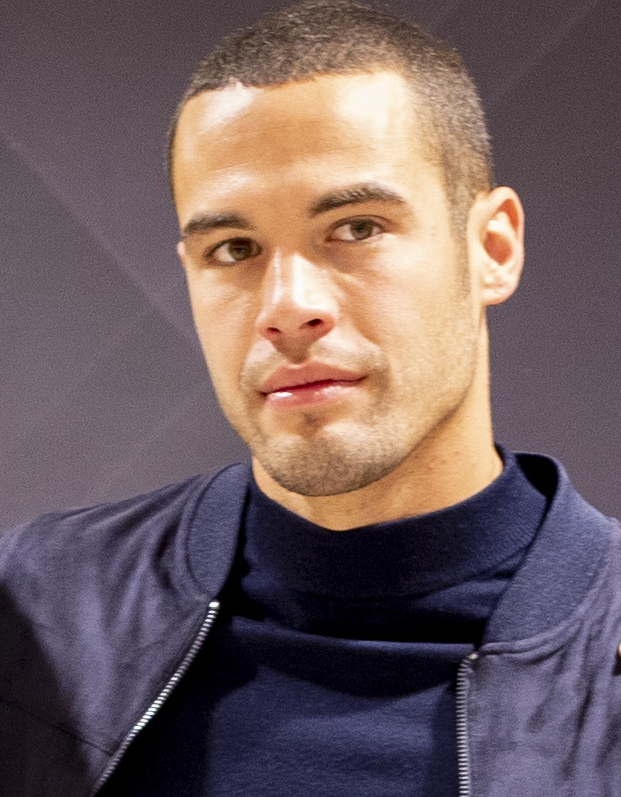
Jesús Mosquera (* 1993)

- Mosquera, Arbey (* 1988), kolumbianischer Fußballspieler
- Mosquera, Cristhian (* 2004), spanisch-kolumbianischer Fußballspieler
- Mosquera, Elda Neyis, kolumbianische Ex-Guerillaführerin der FARC
- Mosquera, Ezequiel (* 1975), spanischer Radrennfahrer
- Mosquera, Francisco (* 1992), kolumbianischer Gewichtheber
- Mosquera, Jesús (* 1993), spanischer SchauspielerJesús Mosquera (* 1993)
- Mosquera, John Jairo (* 1988), kolumbianischer Fußballspieler
- Mosquera, Jorge (* 1990), kolumbianischer Fußballspieler
- Mosquera, Juan David (* 2002), kolumbianischer Fußballspieler
- Mosquera, Karol (* 2004), kolumbianische Mittelstreckenläuferin
- Mosquera, Luis (* 1959), chilenischer Fußballspieler
- Mosquera, Luis Javier (* 1995), kolumbianischer Gewichtheber
- Mosquera, Mabel (* 1969), kolumbianische Gewichtheberin
- Mosquera, Pedro (* 1988), spanischer Fußballspieler
- Mosquera, Sebastián (* 2003), kolumbianischer Leichtathlet
- Mosquera, Tomás Cipriano de (1798–1878), kolumbianischer General und Politiker
- Mosquera, Vicente (* 1979), panamaischer Boxer im Superfedergewicht und Normalausleger
- Mosquito (* 1996), brasilianischer Fußballspieler

### Mosr
- Mosr, Mirko (* 1997), luxemburgischer Eishockeyspieler

### Moss
- Moss Duval, Ella (1843–1911), US-amerikanische Porträt- und Genremalerin
- Moss, Adrian (* 1981), US-amerikanischer Basketballtrainer und ehemaliger -spieler
- Moss, Allie, US-amerikanische Sängerin und Gitarristin
- Moss, Anne Marie (1935–2012), kanadische Jazzmusikerin
- Moss, Arnold (1910–1989), US-amerikanischer Theater- und Filmschauspieler
- Moss, Bernard (* 1937), US-amerikanischer Virologe, Biochemiker und Molekularbiologe
- Moss, Bernd (* 1965), deutscher Theater- und Fernseh-Schauspieler
- Moss, Brent (1972–2022), US-amerikanischer Footballspieler
- Moss, Buddy (1914–1984), US-amerikanischer Bluesmusiker
- Moss, Carrie-Anne (* 1967), kanadische Schauspielerin, Filmproduzentin und ehemaliges ModelCarrie-Anne Moss (* 1967)

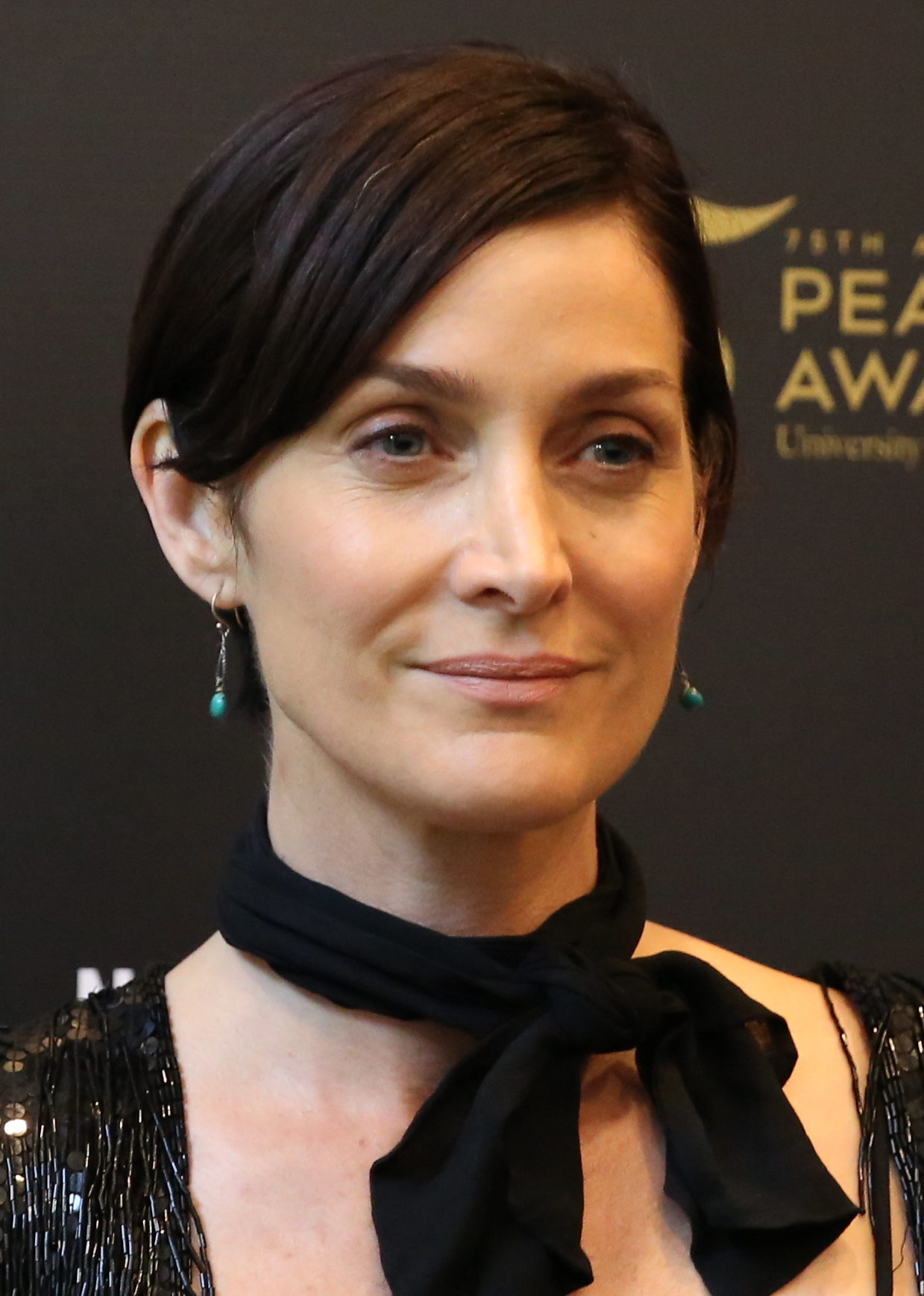
Carrie-Anne Moss (* 1967)

- Moss, Charles (1882–1963), US-amerikanischer Radrennfahrer
- Moss, Chris (* 1980), US-amerikanischer Basketballspieler
- Moss, Christoph (* 1967), deutscher Journalist und Hochschullehrer
- Moss, Colin (* 1976), südafrikanischer Schauspieler, Film- und Fernsehproduzent und Fernsehmoderator
- Moss, Cynthia (* 1940), amerikanische Naturforscherin, Naturschützerin und Autorin
- Moss, Danny (1927–2008), britischer Jazzsaxophonist
- Moss, David (* 1949), US-amerikanischer Perkussionist, Vokalist, Improvisationsmusiker, Komponist und Organisator musikalischer Performanceprojekte
- Moss, David (* 1981), US-amerikanischer Eishockeyspieler
- Moss, David (* 1983), US-amerikanischer Basketballspieler und -trainer
- Moss, Earle (1921–2003), kanadischer Pianist und Musikpädagoge
- Moss, Elisabeth (* 1982), US-amerikanische SchauspielerinElisabeth Moss (* 1982)

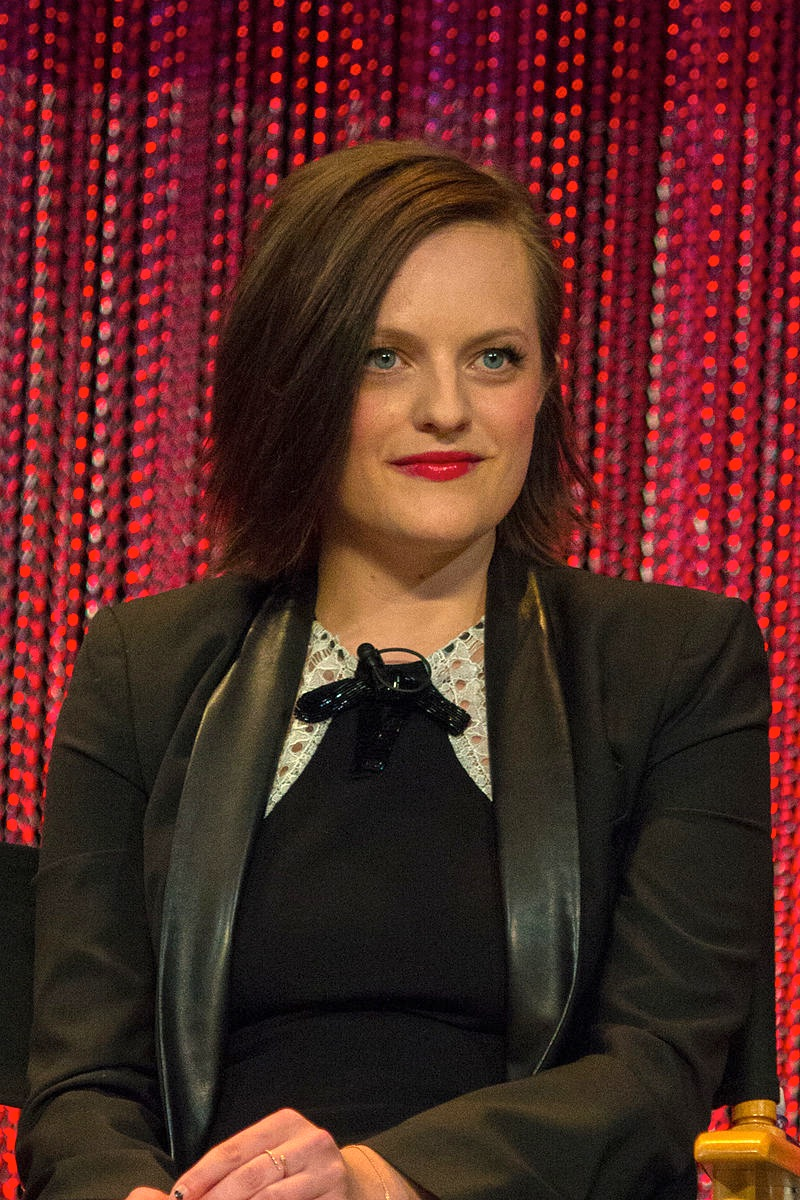
Elisabeth Moss (* 1982)

- Moss, Eric Owen (* 1943), US-amerikanischer Architekt
- Moss, Frank (1911–2003), US-amerikanischer Politiker
- Moss, Gary, US-amerikanischer Filmproduzent, Filmregisseur und Drehbuchautor
- Moss, Gerald (1936–2008), US-amerikanischer Tennisspieler
- Moss, Glen (* 1983), neuseeländischer Fußballtorhüter
- Moss, Harry (* 1886), deutscher Schauspieler, nationalsozialistischer Theater- und Rundfunkleiter sowie Fernsehintendant
- Moss, Henry Whitehead (1841–1917), englischer Schuldirektor
- Moss, Howard (1922–1987), US-amerikanischer Autor und Dichter
- Moss, Hunter Holmes (1874–1916), US-amerikanischer Politiker
- Moss, J. McKenzie (1868–1929), US-amerikanischer Jurist und Politiker
- Moss, Jeff (1942–1998), US-amerikanischer Drehbuchautor und Filmkomponist
- Moss, Jeff (* 1975), amerikanischer Hacker, Computer- und Internetsicherheitsexperte
- Moss, Jerry (1935–2023), US-amerikanischer Aufnahmeleiter und Mitgründer von A&M Records
- Moss, Jesse (* 1983), kanadischer Schauspieler
- Moss, Joel M., US-amerikanischer experimenteller Kernphysiker
- Moss, Johannes (* 1986), deutscher Schauspieler
- Moss, John E. (1915–1997), US-amerikanischer Politiker
- Moss, Johnny (1907–1995), US-amerikanischer Pokerspieler
- Moss, Jon (* 1957), britischer Schlagzeuger und Mitglied der Popgruppe Culture ClubJon Moss (* 1957)

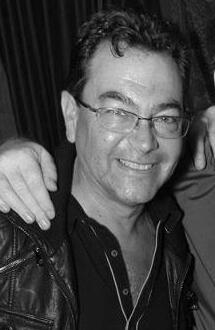
Jon Moss (* 1957)

- Moss, Jonathan (* 1970), englischer Fußballschiedsrichter
- Moss, Julie (* 1958), US-amerikanische Triathletin
- Moss, Kate (* 1974), britisches FotomodellKate Moss (* 1974)

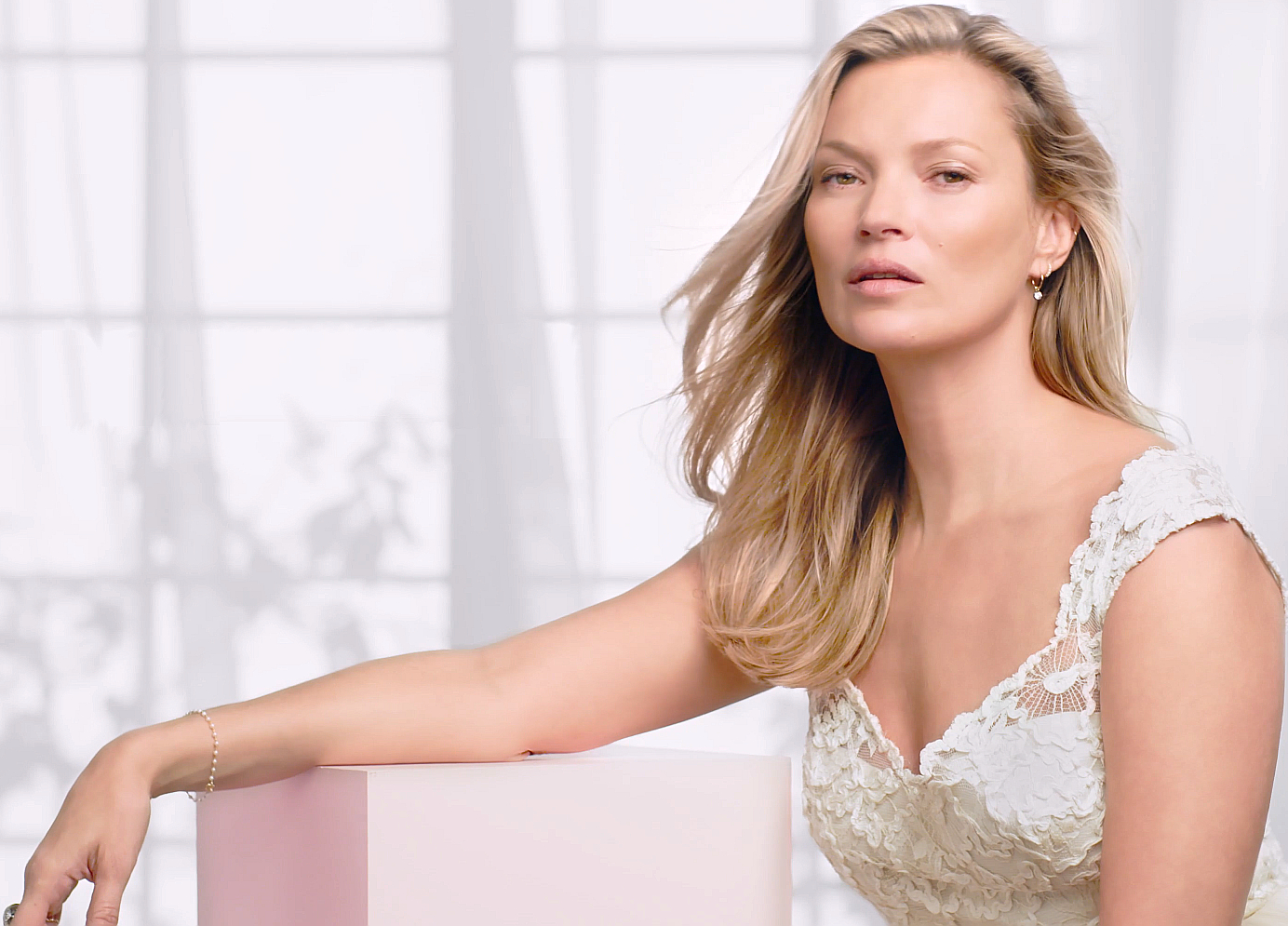
Kate Moss (* 1974)

- Moss, Khalid (1946–2022), US-amerikanischer Jazz- und R&B-Musiker (Piano, Keyboards)
- Moss, Lawrence (1927–2022), US-amerikanischer Komponist und Musikpädagoge
- Moss, Marlow (1889–1958), britische Kunstmalerin und Bildhauerin
- Moss, Martin (1956–2002), US-amerikanischer Musicaldarsteller
- Moss, Megan (* 2002), bahamaische Sprinterin
- Moss, Myron (1951–2012), US-amerikanischer Musikdirektor, Dirigent und außerplanmäßiger Professor der Drexel University
- Moss, Neil Barry (* 1990), südafrikanisch-deutscher Opernregisseur, Bühnen- und Kostümbildner
- Moss, Nick (* 1969), US-amerikanischer Bluesmusiker, Labelbetreiber und Musikproduzent
- Moss, Paige (* 1973), US-amerikanische Schauspielerin
- Moss, Pat (1934–2008), britische Rallyefahrerin
- Moss, Peter (* 1948), britischer Musiker, Musikproduzent, Arrangeur und Dirigent
- Moss, Piotr (* 1949), polnisch-französischer Komponist
- Moss, Ralph W. (1862–1919), US-amerikanischer Politiker
- Moss, Randy (* 1977), US-amerikanischer American-Football-Spieler
- Moss, Reginald (1913–1995), britischer Politiker (Labour-Party), Mitglied des House of Commons
- Moss, Riddick (* 1989), amerikanischer Wrestler
- Moss, Roland (* 1946), US-amerikanischer American-Football-Spieler
- Moss, Ronn (* 1952), US-amerikanischer Schauspieler, Musiker und Singer-Songwriter
- Moss, Rosalind (1890–1990), britische Ägyptologin
- Moss, Roy (* 1929), US-amerikanischer Rockabilly-Musiker
- Moss, Sarah (* 1975), britische Schriftstellerin
- Moss, Stanley (1925–2024), US-amerikanischer Dichter, Verleger und Kunsthändler
- Moss, Stirling (1929–2020), britischer Rennfahrer
- Moss, Tegan (* 1985), kanadische Schauspielerin
- Moss, Tyler (* 1975), kanadischer Eishockeytorwart
- Moss, William P. (1897–1985), US-amerikanischer Politiker
- Moss, Zack (* 1997), US-amerikanischer American-Football-Spieler
- Moss-Bachrach, Ebon (* 1977), US-amerikanischer Bühnen- und FilmschauspielerEbon Moss-Bachrach (* 1977)

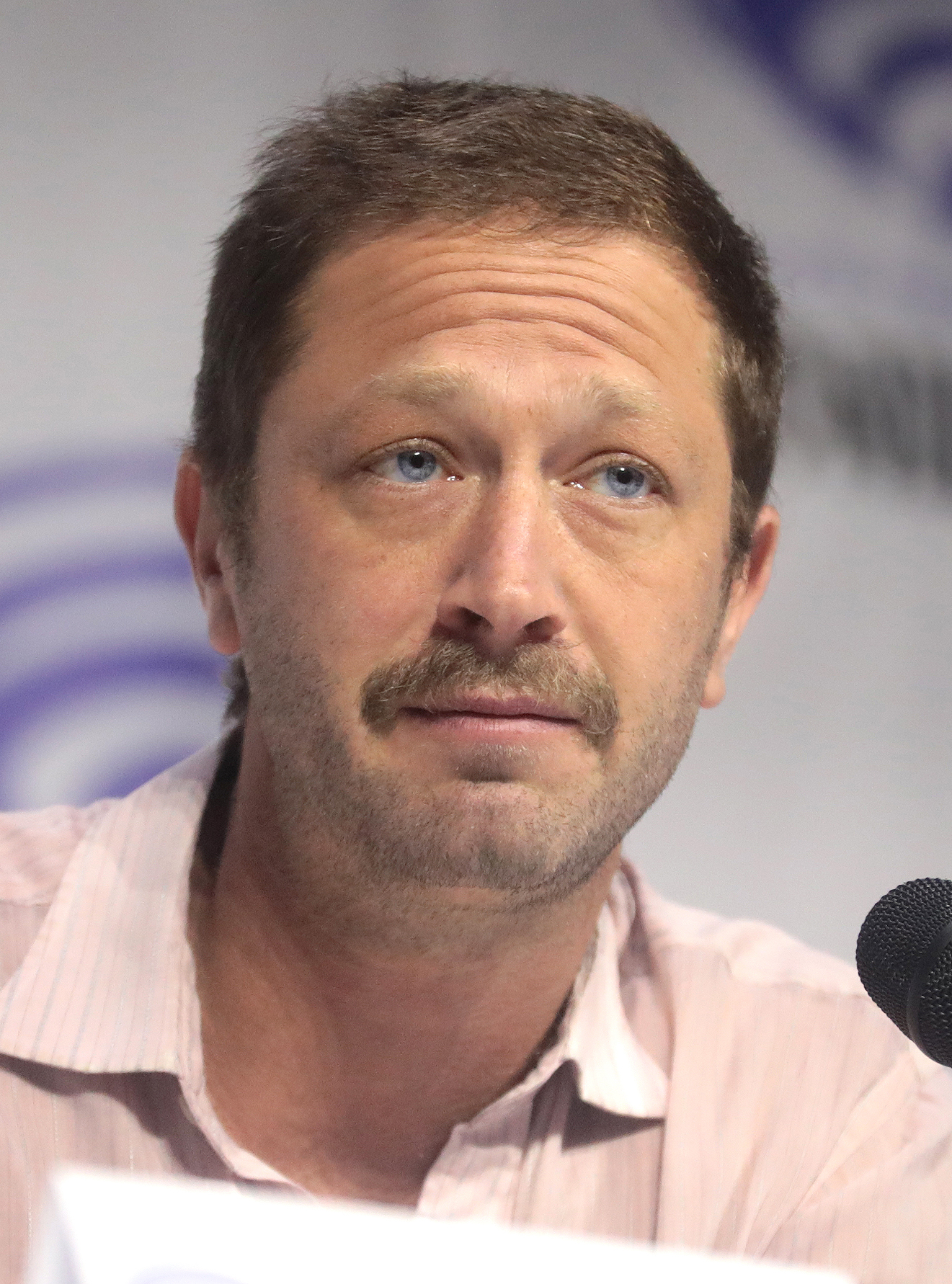
Ebon Moss-Bachrach (* 1977)

- Mossa, Gustav-Adolf (1883–1971), französischer Maler des Symbolismus
- Mossack, Jürgen (* 1948), deutscher Rechtsanwalt und Partner der Kanzlei Mossack Fonseca
- Mossadegh, Mohammad (1882–1967), iranischer PolitikerMohammad Mossadegh (1882–1967)

Mohammad Mossadegh (1882–1967)

- Mossaed, Jila (* 1948), iranische Dichterin und Autorin in Schweden
- Mossakowski, Karol (* 1990), polnischer Organist
- Mossakowsky, Eugen (1898–1969), deutscher Nationalrevolutionär und Redakteur
- Mossaljow, Denis Alexandrowitsch (* 1986), russischer Eishockeyspieler
- Mossard, Lucien-Émile (1851–1920), französischer römisch-katholischer Ordensgeistlicher und Apostolischer Vikar von West-Cochin
- Mößbauer, Rudolf (1929–2011), deutscher Physiker und Nobelpreisträger für Physik
- Mossberg, Åsa (* 1968), schwedische Filmeditorin
- Mossberg, Eije (1908–1997), schwedischer Politiker und Wirtschaftsmanager, Innenminister
- Mossberg, Walter (* 1947), US-amerikanischer Journalist
- Mossberger, Karen (* 1954), US-amerikanische Politikwissenschaftlerin
- Mossböck, Niki (* 1969), österreichische Filmeditorin
- Mosschuchin, Iwan Iljitsch (1889–1939), russischer Stummfilmschauspieler
- Mossdorf, Albert (1911–2001), Schweizer Politiker
- Moßdorf, Bernhard (1802–1833), Verfasser des ersten Entwurfs einer repräsentativen Verfassung für Sachsen
- Moßdorf, Carl (1719–1775), kursächsischer Amtmann
- Mossdorf, Carl (1901–1969), Schweizer Architekt
- Mossdorf, Carl Friedrich (1921–2012), deutscher Sportjournalist
- Moßdorff, August (1758–1843), französischer und hessen-darmstädtischer Verwaltungsbeamter und Revolutionär
- Mosse, Albert (1846–1925), Jurist, Oberlandesgerichtsrat und Rechtsberater der Meiji-Regierung in Japan
- Mosse, Anthony (* 1964), neuseeländischer Schwimmer
- Mosse, Emilie (1851–1924), deutsche Mäzenin, Verlegerin, Salonniere und Kunstförderin
- Mosse, George L. (1918–1999), US-amerikanischer Historiker deutscher Herkunft
- Mosse, Kate (* 1961), britische Schriftstellerin
- Mosse, Martha (1884–1977), deutsche Juristin und erste Polizeirätin in Preußen sowie Holocaustüberlebende
- Mossé, Mireille (1958–2017), französische Schauspielerin
- Mosse, Richard (* 1980), irischer Dokumentarfotograf
- Mosse, Rudolf (1843–1920), deutsch-jüdischer Verleger, Firmengründer und GeschäftsmannRudolf Mosse (1843–1920)

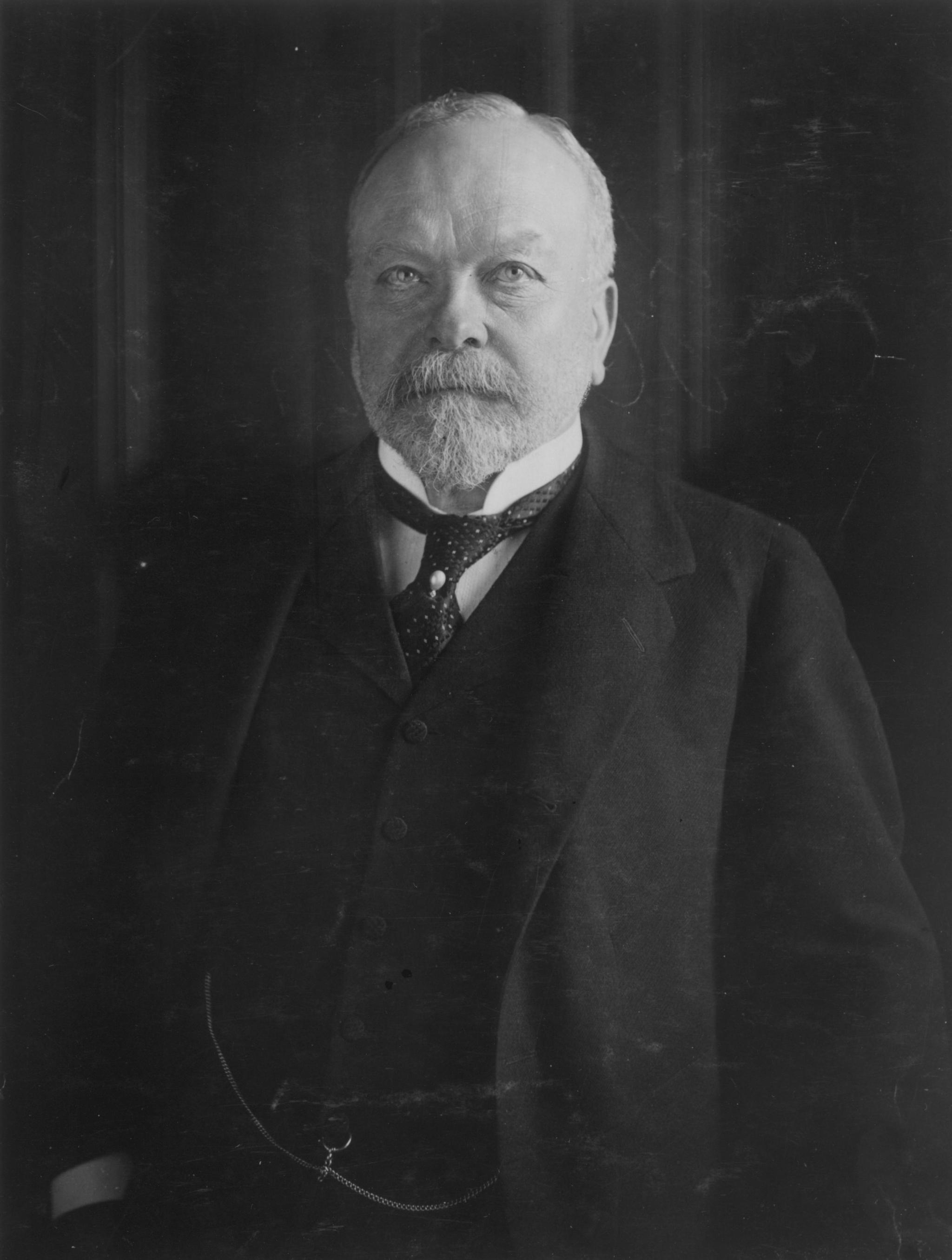
Rudolf Mosse (1843–1920)

- Mosse, Sandy (1929–1983), US-amerikanischer Tenorsaxophonist des Swing und des Modern Jazz
- Mossé, Sonia (1917–1943), französische Künstlerin und Schauspielerin
- Mosse, Werner E. (1918–2001), britischer Historiker deutscher Herkunft
- Mossejew, Leonid Nikolajewitsch (* 1952), sowjetischer Langstreckenläufer
- Mössel, Julius (1871–1957), deutscher Dekorations- und Kunstmaler
- Mossel, Kaat (1723–1798), niederländische Volksheldin
- Mössel, Wilhelm (1897–1986), deutscher Marineoffizier, zuletzt Konteradmiral im Zweiten Weltkrieg
- Mosselman, Alfred (1810–1867), französischer Industrieller
- Mosselman, De, niederländischer Happy-Hardcore-Produzent
- Mosselman, François-Dominique (1754–1840), belgischer Bankier und Industrieller
- Mosselman, Henning (* 1968), deutscher Schauspieler
- Mosselveld, Frank van (* 1984), niederländischer Fußballspieler
- Mossely, Estelle (* 1992), französische Boxerin
- Mössenböck, Hanspeter (* 1959), österreichischer Informatiker und Hochschullehrer
- Mossends, Leonid (1897–1948), ukrainischer Dichter, Schriftsteller, Übersetzer und Humorist
- Mosser, Alois (1937–2022), österreichischer Wirtschaftshistoriker
- Mosser, Russell A. (1917–2011), US-amerikanischer Dokumentarfilmproduzent
- Mosseray, Raoul (1908–1940), belgischer Botaniker
- Mosseri, Adam (* 1983), US-amerikanischer Unternehmer
- Mosseri, Emile (* 1985), US-amerikanischer Komponist, Pianist, Sänger und Musikproduzent
- Mosseri, Ido (* 1978), israelischer Schauspieler und der jüngere Bruder von Tal Mosseri
- Mossessow, Gleb (* 1998), russischer und armenischer Skirennläufer
- Mosset, Marcelo (* 1981), argentinischer Fußballspieler
- Mosset, Olivier (* 1944), schweizerischer Maler
- Mossgraber-Falk, Eugen (1877–1933), deutscher Maler
- Moßhammer, Franz (1882–1964), österreichischer Beamter und Politiker (SPÖ), Abgeordneter zum Nationalrat und Bundesrat
- Mosshart, Alison (* 1978), amerikanische RockmusikerinAlison Mosshart (* 1978)

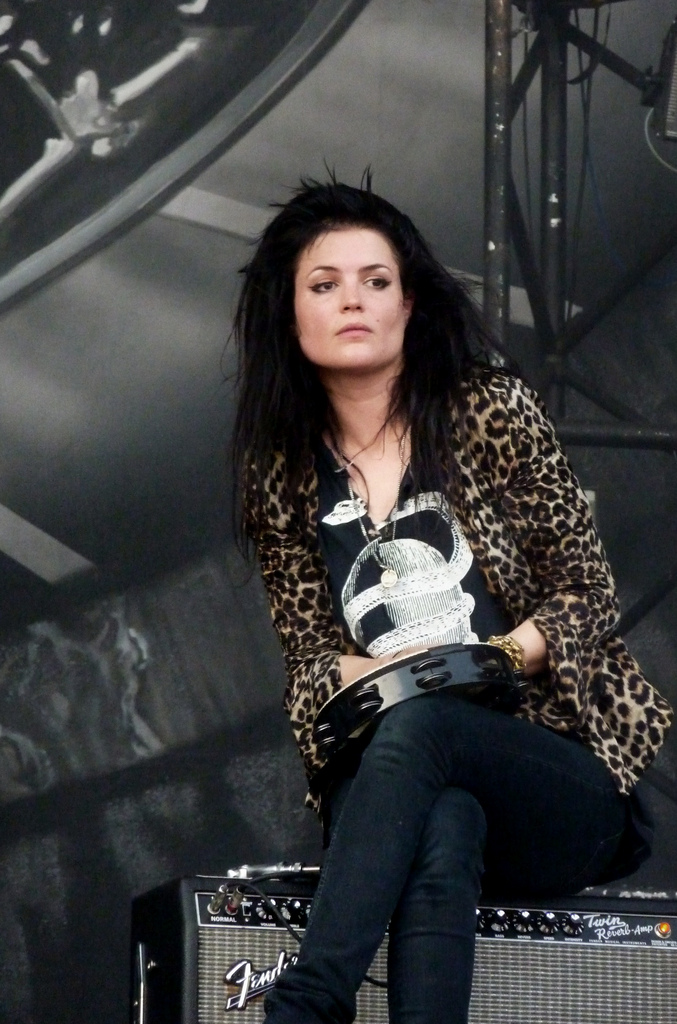
Alison Mosshart (* 1978)

- Mossi, Giovanni († 1742), italienischer Komponist und Violinist des Barock
- Mossi, Hafsa (1964–2016), burundische Journalistin und Politikerin
- Mossi, Serena (* 2003), italienische Ruderin
- Mossi, Tommaso (1778–1861), italienischer römisch-katholischer Geistlicher, Zisterzienser, Abt und Generalabt
- Mossig, Ivo (* 1969), deutscher Wirtschaftsgeograph und Hochschullehrer
- Mossin, Jan (1936–1987), norwegischer Wirtschaftswissenschaftler und Hochschullehrer
- Mossin, Lew Alexandrowitsch (* 1992), russischer Sprinter
- Mossin, Sergei Iwanowitsch (1849–1902), russischer Waffenkonstrukteur und Offizier der russischen Armee
- Mossin, Wassili Alexandrowitsch (* 1972), russischer Sportschütze
- Mossing-Holsteijn, Sander (* 1975), niederländischer Biathlet
- Mössinger, Ingrid (* 1941), deutsche KunsthistorikerinIngrid Mössinger (* 1941)

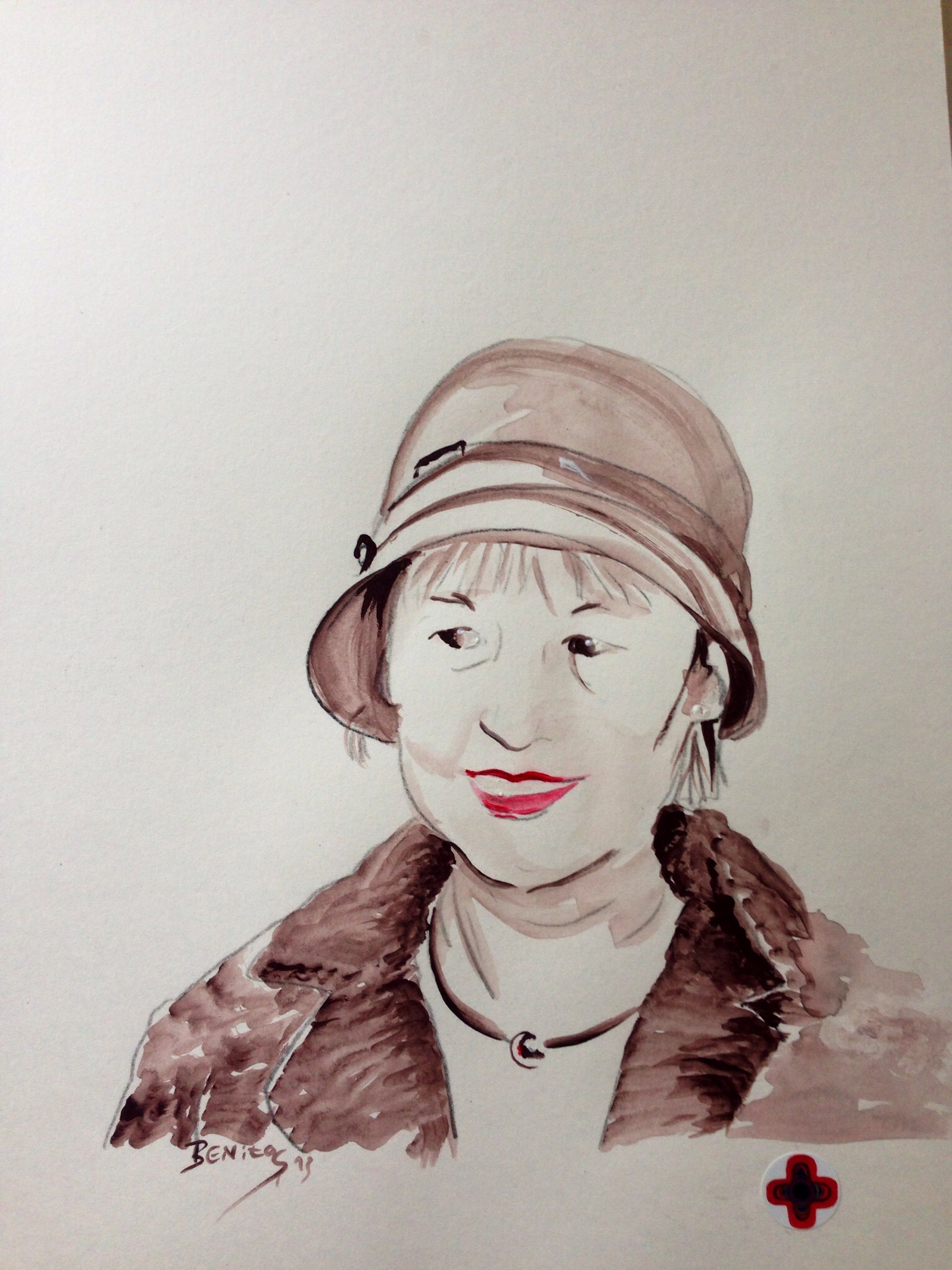
Ingrid Mössinger (* 1941)

- Mössinger, Johannes (* 1964), deutscher Jazz-Pianist
- Mössinger, Karl (1888–1961), deutscher Gewerkschafter, Sozialdemokrat, Emigrant
- Mößinger, Lisa (* 1990), deutsche Handballspielerin
- Mössinger, Moritz, deutscher Kameramann
- Mössinger, Viktor (1857–1915), deutscher Kaufmann, Unternehmer, Kommunalpolitiker und Kunstsammler
- Mössinger, Walter (1949–2024), deutscher Kunstturner
- Mössinger, Wolfgang (* 1946), deutscher Brigadegeneral des Heeres der Bundeswehr
- Mössinger, Wolfgang (* 1957), deutscher Diplomat
- Mössinger-Schiffgens, Luise (1892–1954), deutsche Politikerin (SPS, SPD), MdR, MdL
- Mössle, Markus (* 1963), deutscher Politiker (NPD)
- Mößle, Wilhelm (1940–2002), deutscher Rechtswissenschaftler
- Moßler, Gottfried (1844–1927), deutscher Fabrikant und Kommunalpolitiker
- Mössler, Werner (* 1952), gehörloser Schauspieler und Übersetzer für Gebärdensprache
- Mossleth, Siv (* 1967), norwegische Politikerin
- Mossley, Robin (* 1955), kanadischer Schauspieler
- Mossman, Colin F, britischer Ingenieur und Erfinder
- Mossman, Francis (1988–2021), neuseeländischer Schauspieler philippinischer Abstammung
- Mossman, Michael (* 1959), US-amerikanischer Jazzmusiker (Trompete, Flügelhorn, Arrangement, Komposition)
- Mossmann, François (* 1942), deutsch-französischer Pädagoge, Autor und Illustrator
- Moßmann, Manfred (* 1955), deutscher Lehrer und Schriftsteller
- Mossmann, Walter (1941–2015), deutscher Liedermacher und AktivistWalter Mossmann (1941–2015)

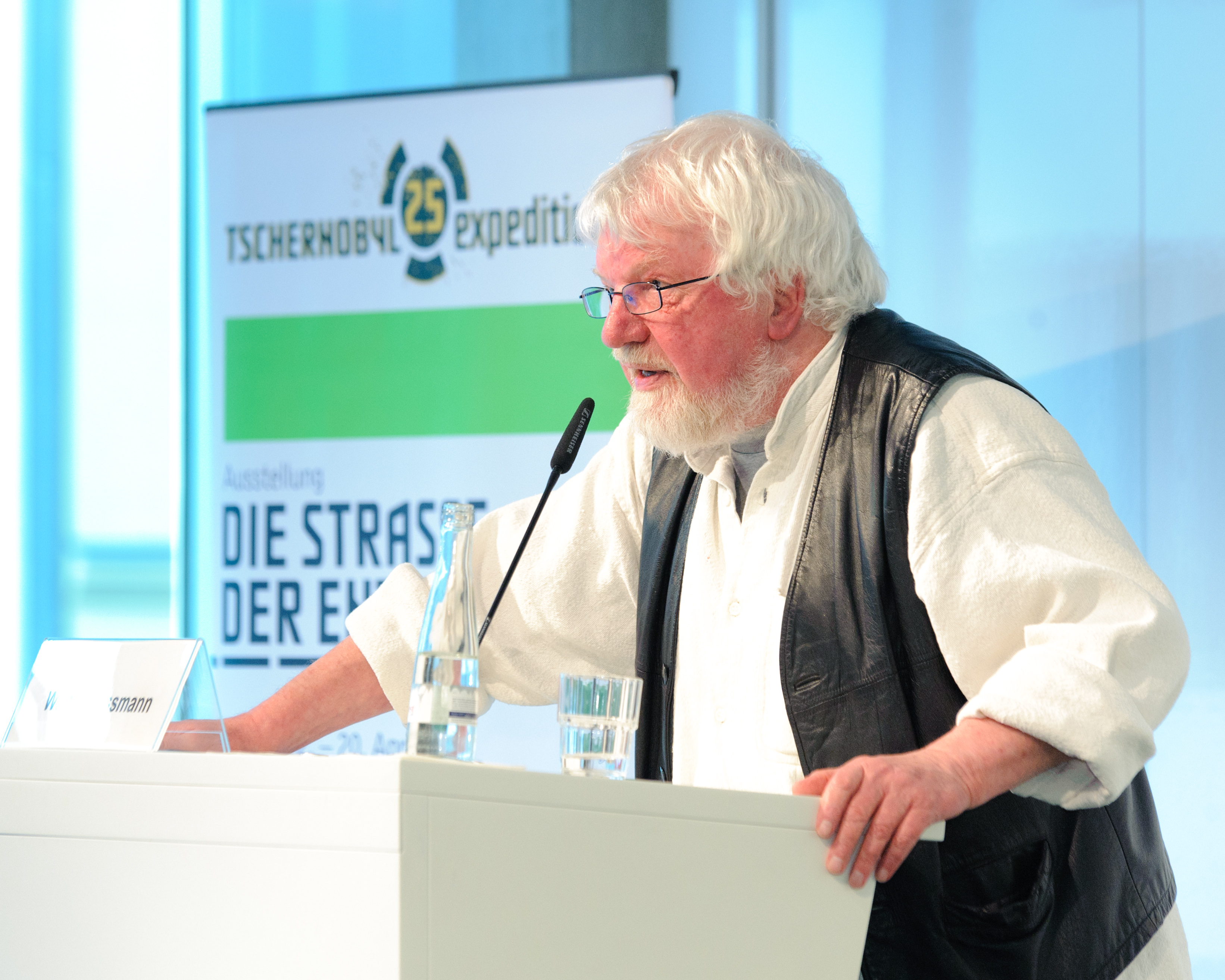
Walter Mossmann (1941–2015)

- Mößmer, Anton (1925–2023), deutscher Kinderarzt, Kunst- und Medizinhistoriker und Autor
- Mössmer, Dietmar (1955–2025), österreichischer Schauspieler
- Mössmer, Joseph (1780–1845), österreichischer Maler
- Mössmer, Jürgen (* 1989), deutscher Fußballspieler
- Mössmer, Margit (* 1982), österreichische AutorinMargit Mössmer (* 1982)

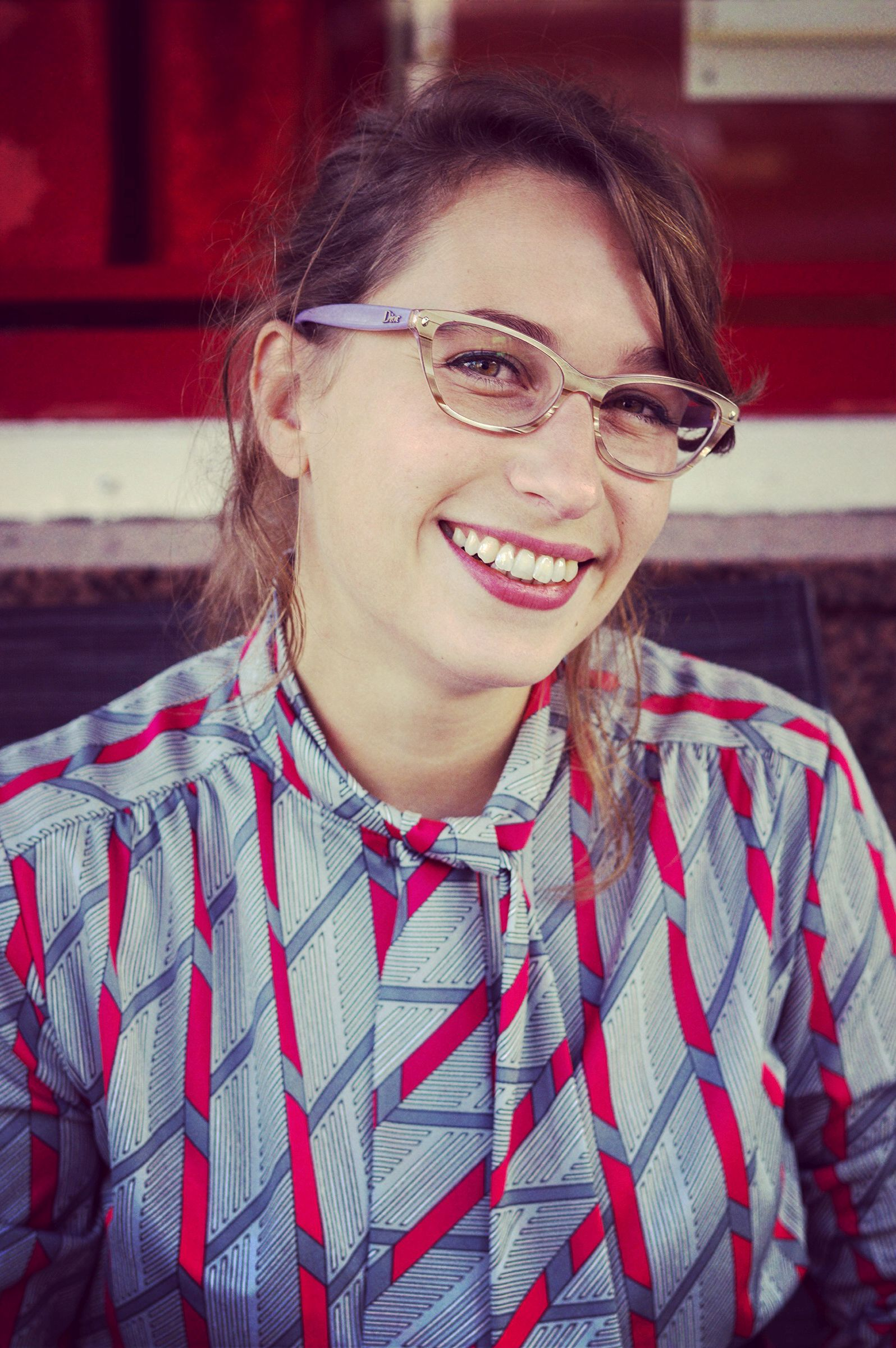
Margit Mössmer (* 1982)

- Mößmer, Michael (1843–1922), deutscher Landwirt, Bürgermeister, MdL Bayern
- Mossner, Curt (1860–1929), deutscher Wirtschaftsjournalist und Verleger
- Mossner, Günther (1902–1946), deutscher Journalist und Verleger
- Mössner, Hans († 1700), deutscher Kunstschmied des Barock
- Mössner, Heidrun (* 1950), deutsche Autorin und Dokumentarfilmerin
- Mössner, Joachim (* 1950), deutscher Internist und Hochschullehrer im Ruhestand
- Mössner, Jörg Manfred (* 1941), deutscher Rechtswissenschaftler, Hochschullehrer
- Mössner, Lukas (* 1984), österreichischer Fußballspieler und -trainer
- Mossner, Michael von (* 1947), deutscher Filmproduzent und Drehbuchautor
- Mossner, Ruth (* 1947), deutsche Grafikerin und Illustratorin
- Moßner, Walther von (1846–1932), preußischer General der Kavallerie
- Mößner, Wilhelm (1888–1955), deutscher Politiker
- Mosso, Angelo (1846–1910), italienischer Physiologe
- Mosso, Melek (* 1988), türkische Musikerin
- Mossóczy, Lívia (1936–2017), ungarische Tischtennisspielerin
- Mossolow, Alexander Wassiljewitsch (1900–1973), russischer Komponist
- Mossolow, Georgi Konstantinowitsch (1926–2018), russischer Pilot
- Mossolow, Nikolai (1910–1988), russisch-namibischer Historiker und Archivar
- Mossolow, Wiktor Michailowitsch (1954–1996), russischer Bürgermeister
- Mosson, George (1851–1933), französisch-deutscher Maler und Zeichner und Gründungsmitglied der Berliner Secession
- Mossong, Claude (* 1989), luxemburgischer Eishockeyspieler
- Mossong, Nicolas (* 1996), luxemburgischer Eishockeyspieler
- Mossotti, Ottaviano Fabrizio (1791–1863), italienischer Physiker
- Mossulischwili, Liguri (1933–2010), georgischer Physiker
- Mossulischwili, Micho (* 1962), georgischer Schriftsteller

### Most
- Most, Abe (1920–2002), US-amerikanischer Klarinettist und Altsaxophonist des Swing-Jazz
- Most, Anneliese (1912–1982), deutsche Politikerin (DFD, SPD), MdHB
- Most, Bruno (* 1962), deutscher Generalarzt
- Most, Don (* 1953), US-amerikanischer Schauspieler und Synchronsprecher
- Most, Eckhard (* 1943), deutscher Mediziner
- Most, Edgar (1940–2015), deutscher Bankmanager, letzter Vizepräsident der Staatsbank der DDR
- Most, Ernst (1803–1862), deutscher Landwirt  und Mitglied der kurhessischen Ständeversammlung
- Most, Glenn W. (* 1952), US-amerikanischer klassischer Philologe
- Most, Johann (1846–1906), deutscher Anarchist, Redner, Herausgeber der Zeitschrift Freiheit und Politiker (SPD), MdRJohann Most (1846–1906)

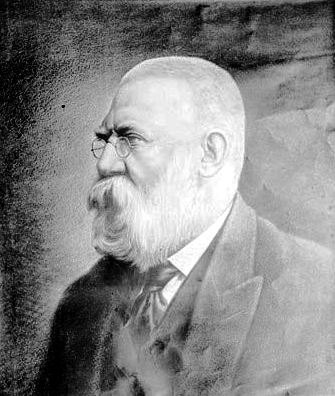
Johann Most (1846–1906)

- Most, Karl (* 1879), deutscher Politiker (CDU), MdL Sachsen-Anhalt
- Most, Liza van der (* 1993), niederländische Fußballspielerin
- Most, Ludwig (1807–1883), pommerscher Maler des Biedermeiers
- Möst, Maria Elisabeth (1925–2014), österreichische Politikerin (ÖVP), Abgeordnete zum Nationalrat
- Most, Mickie (1938–2003), englischer Produzent und Musikverleger
- Most, Otto (1881–1971), deutscher Politiker (DVP), MdR
- Most, Otto (1904–1968), christlicher Philosoph
- Möst, Raphaela (* 1987), deutsche SchauspielerinRaphaela Möst (* 1987)

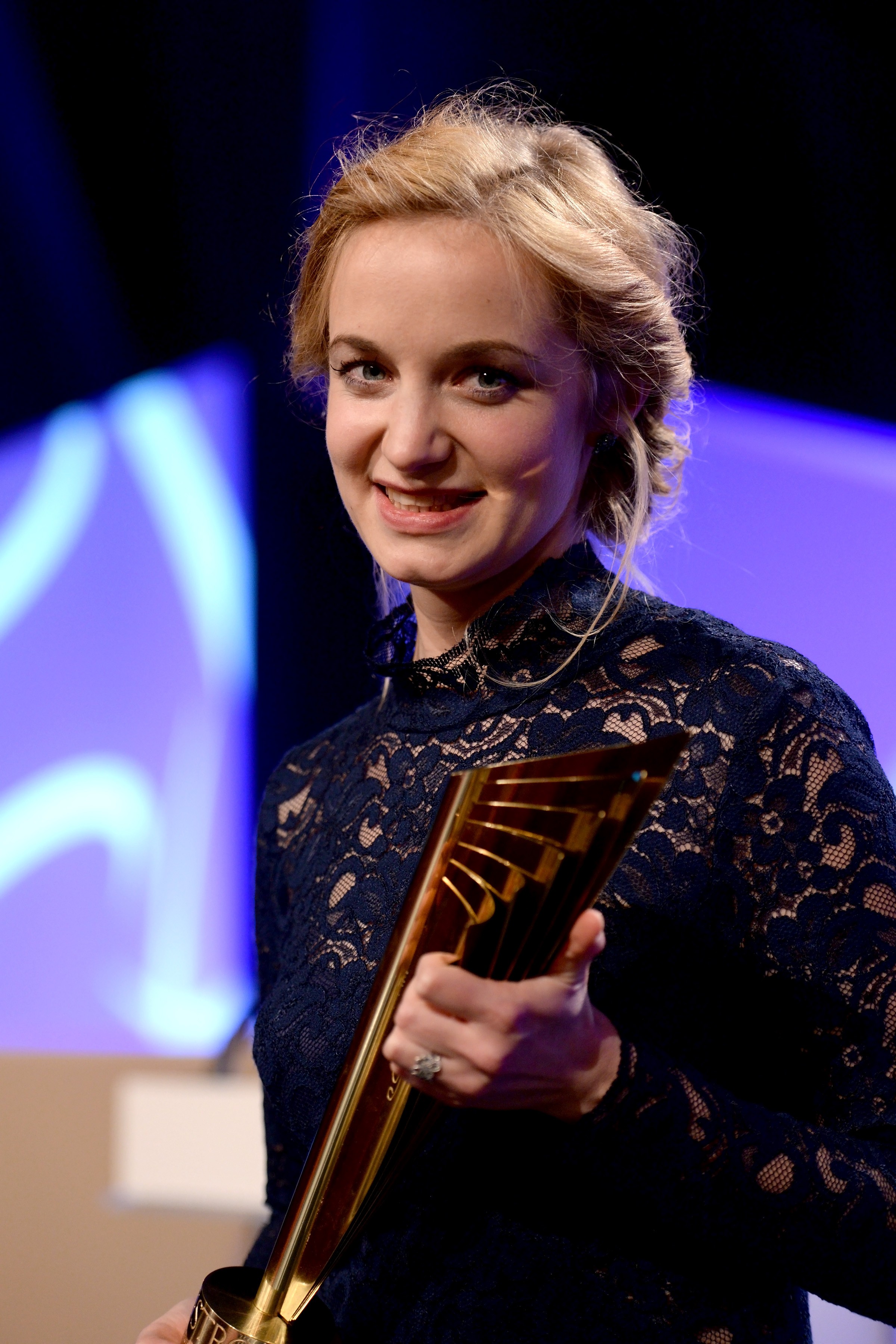
Raphaela Möst (* 1987)

- Most, Sam (1930–2013), US-amerikanischer Jazzmusiker
- Most, Wilhelm (1870–1918), deutscher Kapitän zur See der Kaiserlichen Marine
- MoStack (* 1994), britischer Rapper
- Mostaert, Jan († 1555), holländischer Maler
- Mostaert, Nicolas, flämischer Bildhauer in Rom
- Mostafa, Faid El (* 2000), marokkanischer Hindernisläufer
- Mostafa, Raed (* 1984), deutscher Basketballspieler
- Mostafavi, Khashayar (* 1982), iranischer Schriftsteller
- Mostajo, Santiago (1932–2005), spanischer Radrennfahrer
- Mostar, Herrmann (1901–1973), deutscher Schriftsteller
- Mostarac, Fevzi († 1747), bosnisch-herzegowinischer Schriftsteller
- Mostary, Sobhana (* 2002), bangladeschische Cricketspielerin
- Mostashar al-Dowleh, Yousuf Khan (1813–1895), persischer Botschafter
- Mostböck, Karl (1921–2013), österreichischer Maler und Grafiker
- Mostböck, Martin (* 1966), österreichischer Architekt und Designer
- Mostecký, Jaroslav (1963–2020), tschechischer Autor von Science-Fiction- und Fantasy-Literatur
- Mostefa, Mehdi (* 1983), französisch-algerischer Fußballspieler
- Mostefaï, Ismaël Omar (1985–2015), französischer Terrorist
- Mosteghanemi, Ahlam (* 1953), algerische Schriftstellerin
- Möstel, Jonas (1540–1607), Dresdner Stadtschreiber und Bürgermeister
- Mostel, Josh (* 1946), US-amerikanischer SchauspielerJosh Mostel (* 1946)

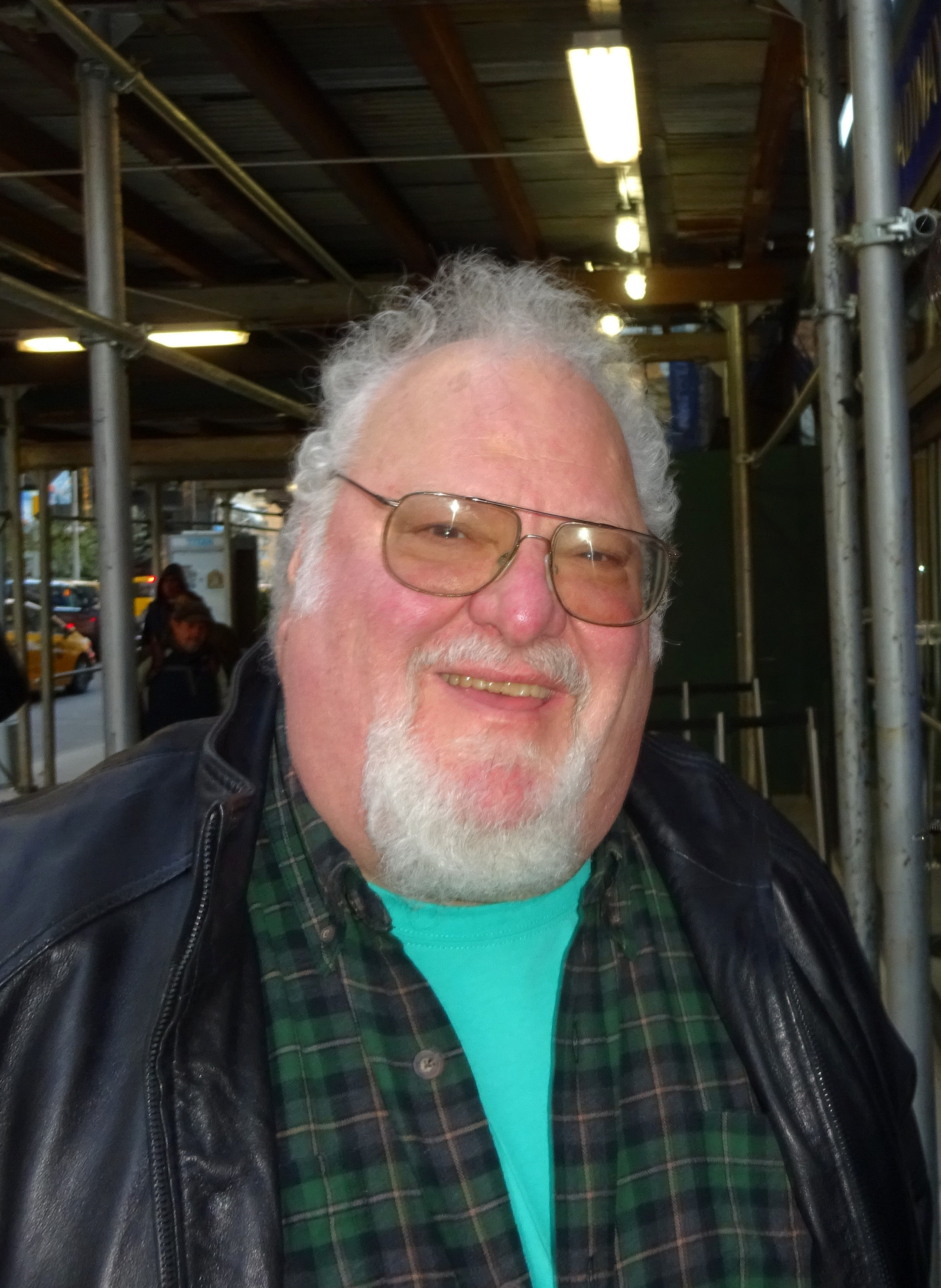
Josh Mostel (* 1946)

- Möstel, Theodor (* 1564), sächsischer Jurist und Bürgermeister von Leipzig
- Mostel, Zero (1915–1977), US-amerikanischer Schauspieler und Komiker
- Mosteller, Frederick (1916–2006), US-amerikanischer Statistiker
- Mosten, Björn (* 1997), schwedischer Filmschauspieler
- Moster, Andreas (* 1975), deutscher Schriftsteller und Übersetzer
- Møster, Kjetil (* 1976), norwegischer Jazzmusiker
- Moster, Patrick (* 1967), deutscher Radrennfahrer, Radsporttrainer und -funktionär
- Moster, Stefan (* 1964), deutscher Schriftsteller und Übersetzer
- Moster, Tobias (* 1959), deutscher Cellist
- Moster-Hoos, Jutta (* 1964), deutsche Kunsthistorikerin und wissenschaftliche Leiterin Horst-Janssen-Museums in Oldenburg (Oldb)
- Mosterín, Jesús (1941–2017), spanischer Philosoph
- Mostert, Heinz (* 1949), deutscher Fußballspieler
- Mostert, Henk (1925–2002), niederländischer Schachfunktionär, Präsident des Weltfernschachbundes ICCF
- Mostert, Joseph (1912–1967), belgischer Mittelstreckenläufer
- Mostert, Raheem (* 1992), US-amerikanischer American-Football-SpielerRaheem Mostert (* 1992)

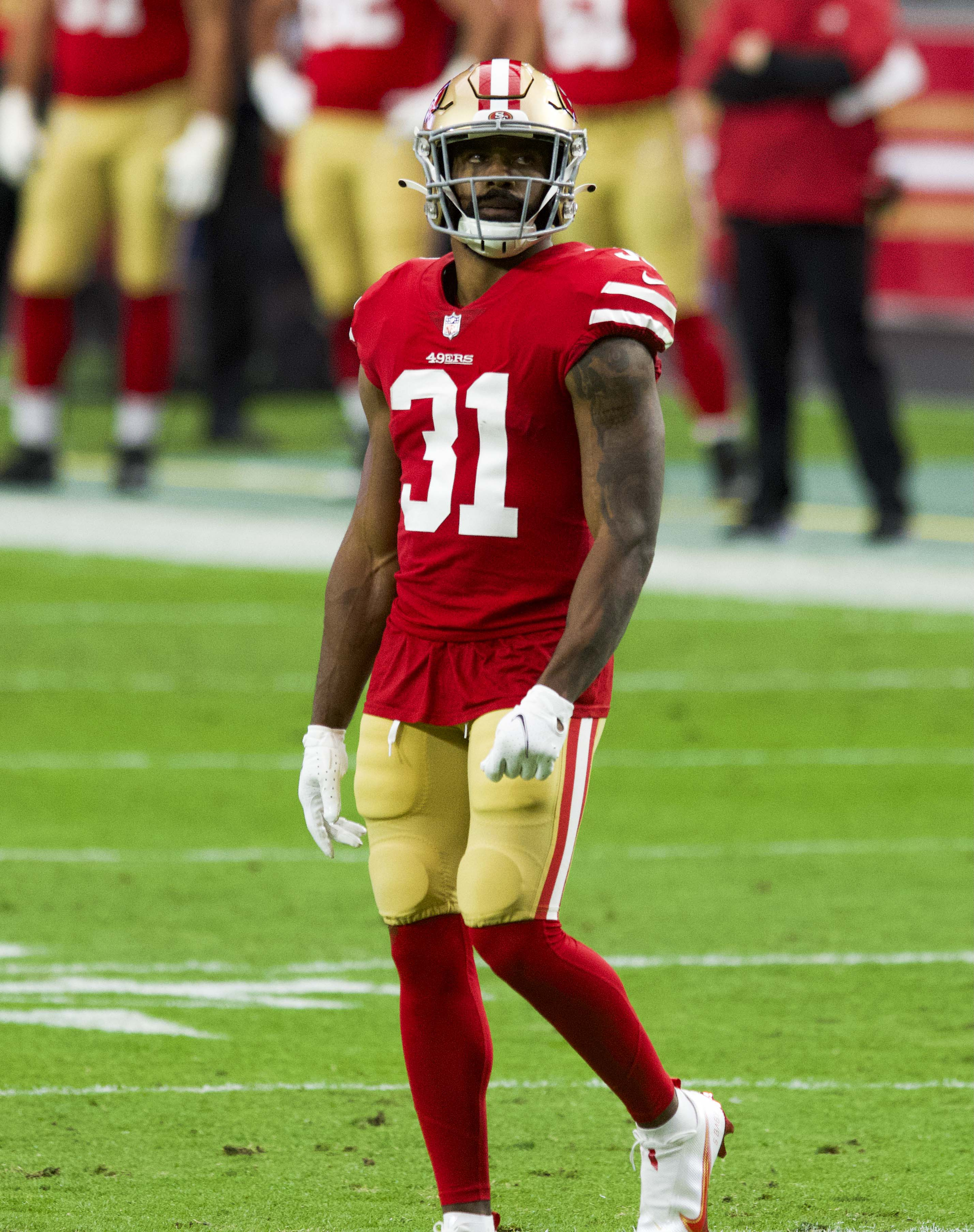
Raheem Mostert (* 1992)

- Mostert, Walter (1936–1995), deutscher evangelischer Theologe
- Mosterts, Carl (1874–1926), deutscher römisch-katholischer Geistlicher; Nestor der katholischen Jugendbewegung
- Mosterts, Theodor (1830–1912), preußischer Landrat des Kreises Kleve
- Mosthaf, Damian von (1774–1851), württembergischer Landtagsabgeordneter und Regierungspräsident
- Mosthaf, Heinrich von (1854–1933), württembergischer Landtagsabgeordneter und Ministerialrat
- Mosthaf, Walter (1887–1970), deutscher Landrat und Staatsrat
- Mosthav, Franz (1916–2000), deutscher Schauspieler, Theaterregisseur und Theaterintendant
- Mösting, Johann Sigismund von (1759–1843), dänischer Adeliger und Staatsmann
- Mostis, König in Thrakien
- Möstl, Clemens (* 2005), österreichischer Handballspieler
- Möstl, Constantin (* 2000), österreichischer HandballspielerConstantin Möstl (* 2000)

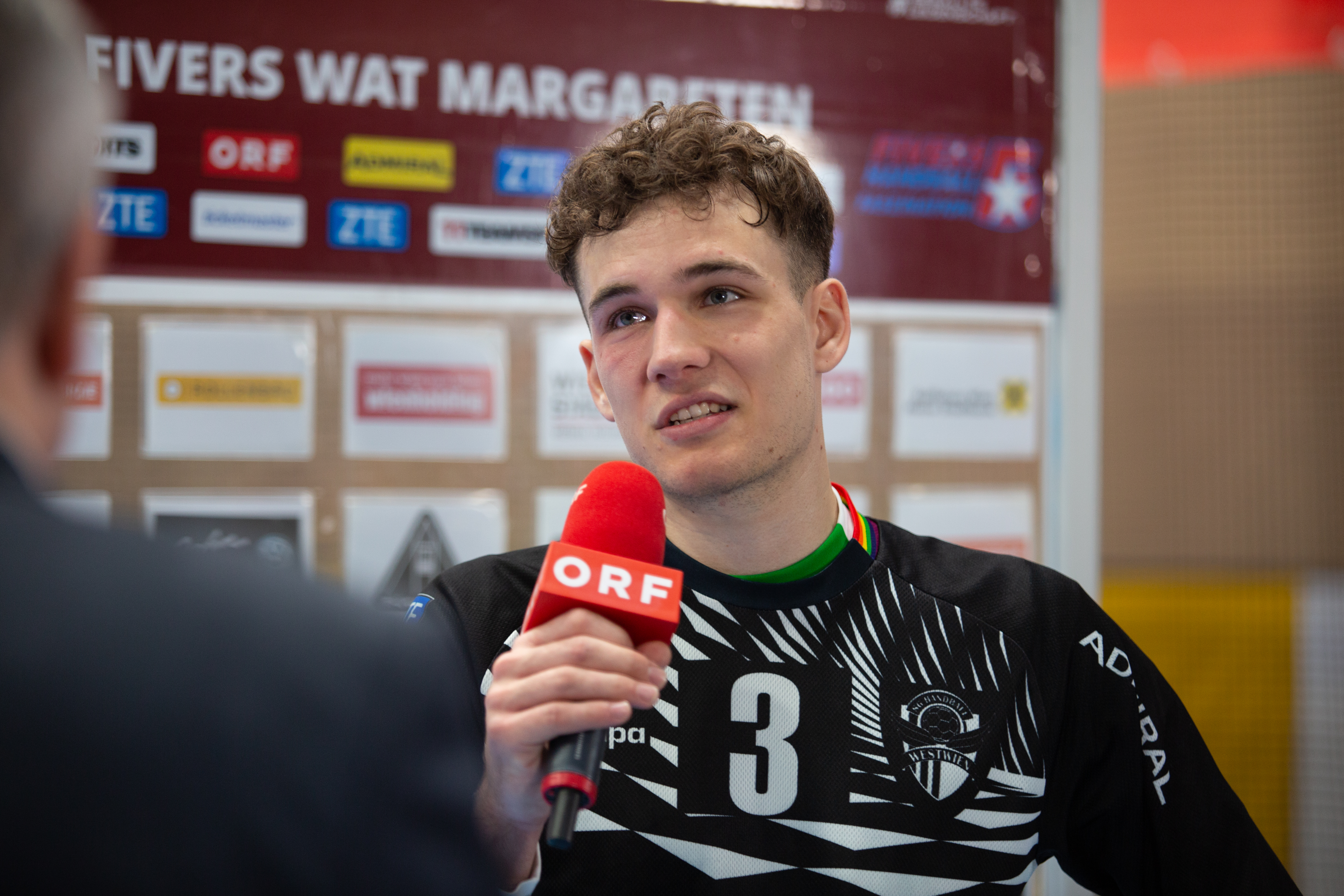
Constantin Möstl (* 2000)

- Möstl, Fritz (* 1954), deutscher Politiker (SPD), MdL
- Möstl, Markus (* 1969), deutscher Rechtswissenschaftler
- Möstl, Werner (* 1968), österreichischer Handballspieler
- Mostler, Helfried (1934–2017), österreichischer Paläontologe und Geologe
- Mostny, Grete (1914–1991), österreichisch-chilenische Archäologin
- Mosto, Agnese da, Dogaressa von Venedig
- Mosto, Giovanni Battista († 1596), italienischer Komponist und Kapellmeister
- Mostofi, Hassan (1871–1932), iranischer Politiker und Ministerpräsident Irans
- Mostofizadeh, Mehrdad (* 1969), deutscher Politiker (Die Grünen), MdL
- Mostovoy, Itay (* 2001), israelischer Eishockeyspieler
- Mostow, George (1923–2017), US-amerikanischer Mathematiker
- Mostow, Jonathan (* 1961), US-amerikanischer Filmregisseur und -produzent
- Mostowenko, Pawel Nikolajewitsch (1881–1938), sowjetischer Politiker
- Mostowoi, Alexander Wladimirowitsch (* 1968), russischer Fußballspieler
- Mostowoi, Andrei Andrejewitsch (* 1997), russischer Fußballspieler
- Mostowski, Andrzej (1913–1975), polnischer Mathematiker und Logiker
- Mostro (* 1992), italienischer Rapper
- Moström, Jonas (* 1973), schwedischer Schriftsteller und Arzt
- Moström, Malin (* 1975), schwedische Fußballspielerin
- Mostwin, Danuta (1921–2010), polnisch-US-amerikanische Schriftstellerin und Sozialarbeiterin
- Mostyn, David (1928–2007), britischer General
- Mostyn, Sam (* 1965), australische Anwältin und GeschäftsfrauSam Mostyn (* 1965)

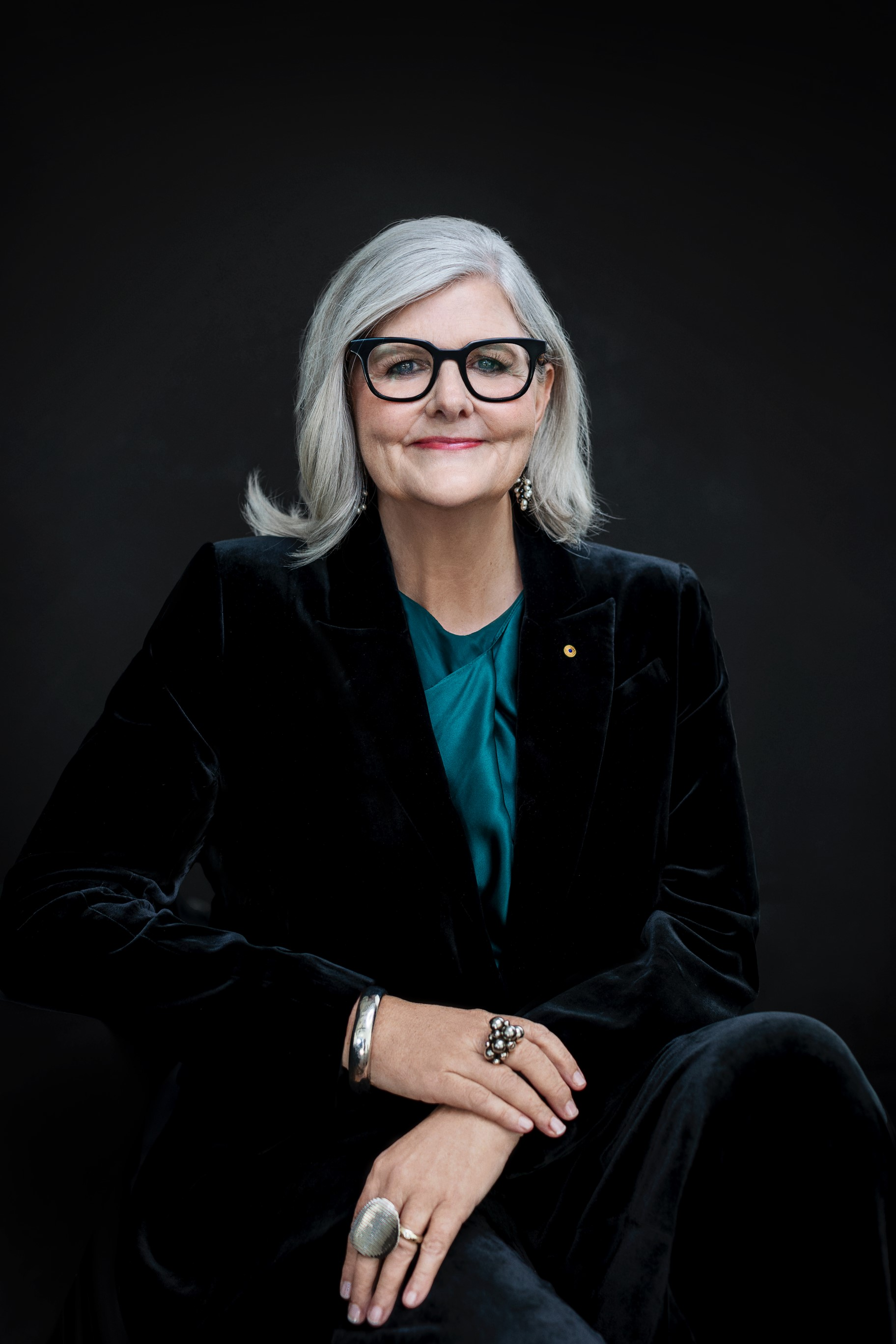
Sam Mostyn (* 1965)

### Mosu
- Moșuc, Elena (* 1964), rumänische Opernsängerin (lyrischer Koloratursopran)
- Mosuhli, Moses (* 1981), lesothischer Leichtathlet

### Mosv
- Mosveu, Golekane (* 1948), botswanischer Langstreckenläufer
- Mosveu, Rampa (* 1975), botswanischer Sprinter

### Mosw
- Moswitzer, Gerhardt (1940–2013), österreichischer Bildhauer
- Moswitzer, Marcel (* 2005), österreichischer Fußballspieler

### Mosz
- Moszcenski, Miecislaw von (* 1863), deutsch-polnischer Rittergutsbesitzer, MdR
- Moszczynski, Emma (* 2001), deutsche Badmintonspielerin
- Moszkowicz, Imo (1925–2011), deutscher Regisseur, Schriftsteller und Schauspieler
- Moszkowicz, Martin (* 1958), deutscher FilmproduzentMartin Moszkowicz (* 1958)

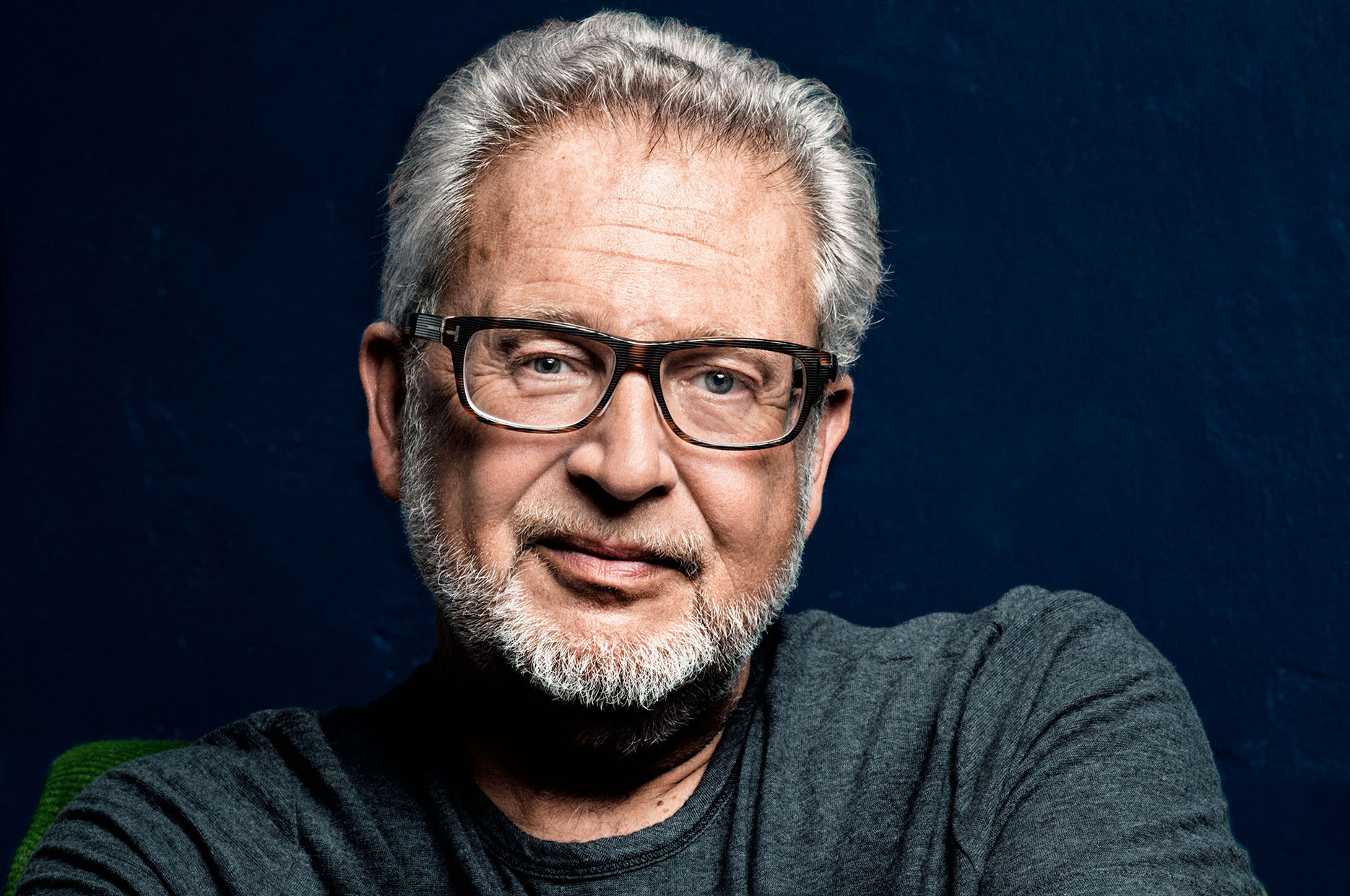
Martin Moszkowicz (* 1958)

- Moszkowicz, Max (1926–2022), niederländischer Rechtsanwalt
- Moszkowska, Natalie (1886–1968), polnische sozialistische Wirtschaftswissenschaftlerin
- Moszkowski, Alexander (1851–1934), polnisch-deutscher Schriftsteller und Satiriker
- Moszkowski, Max (1873–1939), deutscher Tropenmediziner und Forschungsreisender
- Moszkowski, Moritz (1854–1925), deutscher Pianist und Komponist Klassischer Musik
- Moszkowski, Steven (1927–2020), US-amerikanischer Physiker
- Moszumańska-Nazar, Krystyna (1924–2008), polnische Komponistin und Musikpädagogin
- Moszyńska, Friederike Alexandrine (1709–1784), zweite Tochter von August dem Starken mit seiner Mätresse Anna Constantia von Cosel
- Moszyński, August Fryderyk (1731–1786), polnischer Adeliger und Wissenschaftler
- Moszyński, Fryderyk Józef (1738–1817), polnischer Adeliger und Wissenschaftler
- Moszyński, Jan Kanty († 1737), polnischer Adliger und Schatzmeister des Königs August II.